# Liste der Biografien/Cal
Liste der Biografien |
Portal Biografien |
Personensuche
# |
A |
B |
C |
D |
E |
F |
G |
H |
I |
J |
K |
L |
M |
N |
O |
P |
Q |
R |
S |
T |
U |
V |
W |
X |
Y |
Z |
?
 
Ca |
Cb |
Cc |
Ce |
Ch |
Ci |
Cj |
Ck |
Cl |
Cm |
Cn |
Co |
Cr |
Cs |
Ct |
Cu |
Cv |
Cw |
Cy |
Cz
 
Caa–Cag |
Cah |
Cai |
Caj |
Cak |
Cal |
Cam |
Can |
Cao–Cap |
Caq |
Car |
Cas |
Cat–Caz
Die Liste der Biografien führt alle Personen auf, die in der deutschsprachigen Wikipedia einen Artikel haben. Dieses ist eine Teilliste mit 1204 Einträgen von Personen, deren Namen mit den Buchstaben „Cal“ beginnt.

## Cal
- Cal, David (* 1982), spanischer Kanute
- Cal, Jadon (* 1996), US-amerikanischer Schauspieler, Filmregisseur, Filmproduzent und Drehbuchautor
- Cal, Sebastián (* 1997), uruguayischer Fußballspieler

### Cala
- Calà, Jerry (* 1951), italienischer Schauspieler, Drehbuchautor und Filmregisseur
- Calabi, Augusto (1890–1973), italienischer Maler, Graphiker und Kunsthistoriker
- Calabi, Eugenio (1923–2023), italienischer Mathematiker
- Çələbiyev, Cavid (* 1992), aserbaidschanischer Boxer
- Calabrese, Claudio Angelo Giuseppe (1867–1932), italienischer Geistlicher, Bischof des Bistums Aosta
- Calabrese, Edward (* 1946), US-amerikanischer Toxikologe
- Calabrese, Franco (1923–1992), italienischer Opernsänger (Bassbariton)
- Calabrese, Giovanni (* 1966), italienischer Ruderer
- Calabrese, Lucas (* 1986), argentinischer Segler
- Calabrese, Pasquale (* 1961), italienischer Nueropschologe und Neurobiologe
- Calabrese, Veronica (* 1987), italienische Taekwondoin
- Calabrese, Veronica (* 1995), italienische Ruderin
- Calabrese, Vinnie (* 1987), australischer Snookerspieler
- Calabresi, Enrica (1891–1944), italienische Zoologin
- Calabresi, Gastone (1886–1916), italienischer Turner
- Calabresi, Guido (* 1932), US-amerikanischer Jurist
- Calabresi, Luigi (1937–1972), italienischer Polizeikommissar, Mordopfer
- Calabresi, Mario (* 1970), italienischer Journalist
- Calabresi, Ubaldo (1925–2001), italienischer Geistlicher, römisch-katholischer Erzbischof und Diplomat des Heiligen Stuhls
- Calabria, Dante (* 1973), US-amerikanisch-italienischer Basketballspieler
- Calabria, Davide (* 1996), italienischer FußballspielerDavide Calabria (* 1996)

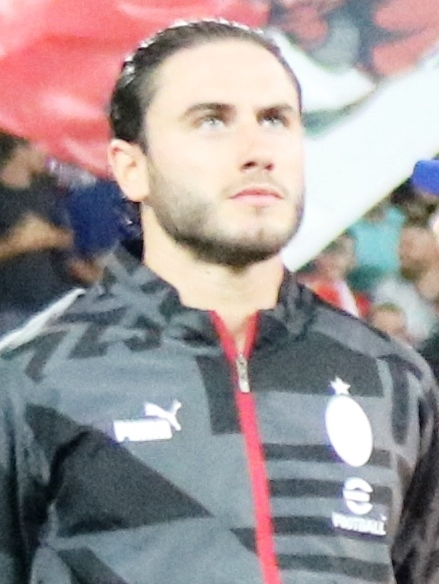
Davide Calabria (* 1996)

- Calabria, Fulco Ruffo di (1884–1946), italienischer Jagdflieger
- Calabria, Giovanni (1873–1954), italienischer Priester und Ordensgründer
- Calábria, Mário (1923–2012), brasilianischer Diplomat
- Calabria, Raffaele (1906–1982), italienischer Geistlicher, Erzbischof von Benevent
- Calabro, Frank (1925–2011), australischer Politiker, Unternehmer, Mitglied des Legislativrates von New South Wales
- Calabro, Raffaele (1940–2017), italienischer Geistlicher, römisch-katholische Bischof von Andria
- Calabro, Sandro (* 1983), niederländischer Fußballspieler
- Calabro, Thomas (* 1959), US-amerikanischer SchauspielerThomas Calabro (* 1959)

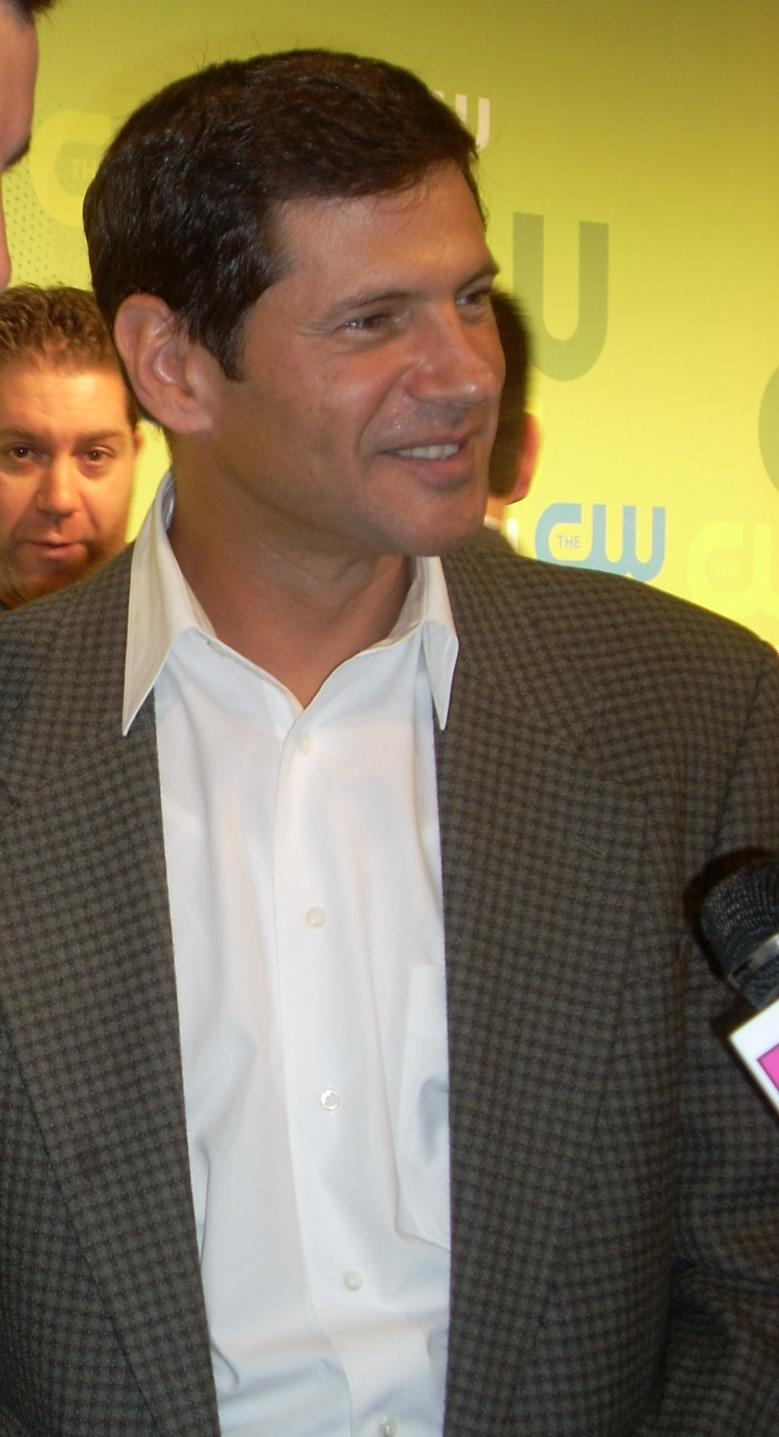
Thomas Calabro (* 1959)

- Calaby, John H. (1922–1998), australischer Mammaloge und Biologe
- Calaça de Mendonça, José Tolentino (* 1965), portugiesischer Geistlicher, Kurienkardinal der römisch-katholischen Kirche
- Calace, Raffaele (1863–1934), italienischer Mandolinenspieler und Komponist
- Calado i Colom, Màrius (1862–1926), katalanischer Pianist und Musikpädagoge
- Calado, Carlos (* 1975), portugiesischer Sprinter, Weit- und Dreispringer
- Calado, James (* 1989), britischer Automobilrennfahrer
- Calado, Joaquim (1848–1880), brasilianischer Flötist und Komponist
- Calado, José António (* 1974), portugiesischer Fußballspieler
- Calaf, Rosa María (* 1945), spanische Journalistin
- Calafat, Jordi (* 1968), spanischer Segler
- Calafati, Basilio (1800–1878), Zauberkünstler, Karussell- und Gasthausbesitzer
- Calafato, Eustochia Smeralda (1434–1485), italienische Ordensfrau
- Calaferte, Louis (1928–1994), französischer Schriftsteller
- Calafiori, Riccardo (* 2002), italienischer FußballspielerRiccardo Calafiori (* 2002)

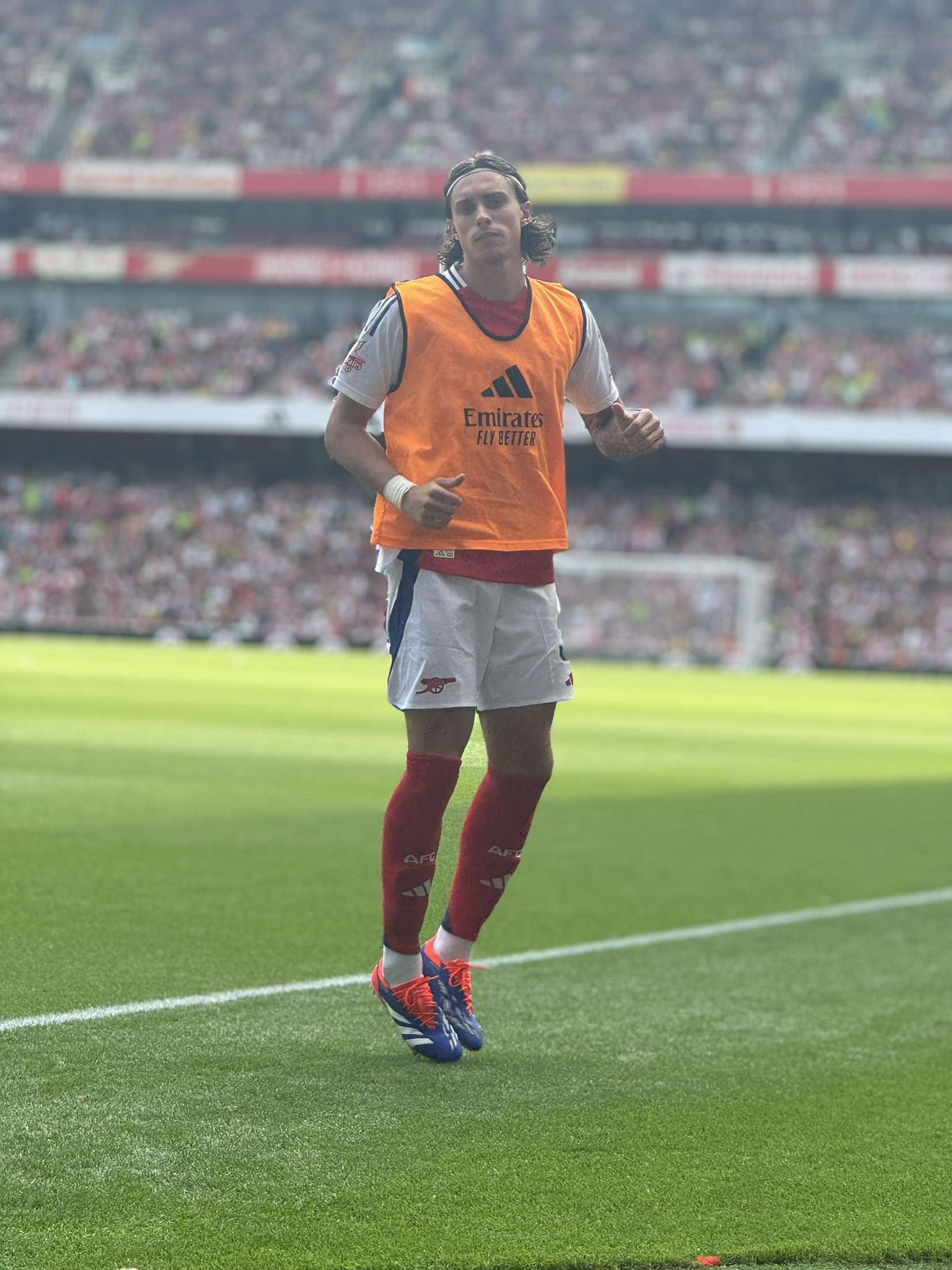
Riccardo Calafiori (* 2002)

- Çalağan, Ecem (* 1998), türkische Weitspringerin
- Calagius, Andreas (1549–1609), deutscher Dichter und Pädagoge
- Calahan, Edward A. (1838–1912), US-amerikanischer Erfinder des Stock Tickers
- Calaiò, Emanuele (* 1982), italienischer Fußballspieler
- Calais, Dagmar (* 1966), deutsche Malerin und Installationskünstlerin
- Calais, Raymond (* 1998), US-amerikanischer American-Football-Spieler
- Cəlaloğlu, Sərdar (* 1954), aserbaidschanischer Politiker
- Calamai, Clara (1909–1998), italienische Schauspielerin
- Calamandrei, Piero (1889–1956), italienischer Jurist, Hochschullehrer und Politiker
- Calamarà, Aldo, italienischer Filmproduzent
- Calamaro, Andrés (* 1961), argentinischer Musiker und Komponist
- Calamatta, Luigi (1801–1869), italienischer Kupferstecher
- Calamawy, May (* 1986), ägyptisch-palästinensische Schauspielerin
- Calame, Albert (1866–1939), Schweizer Jurist und Politiker (FDP)
- Calame, Alexandre (1810–1864), Schweizer MalerAlexandre Calame (1810–1864)

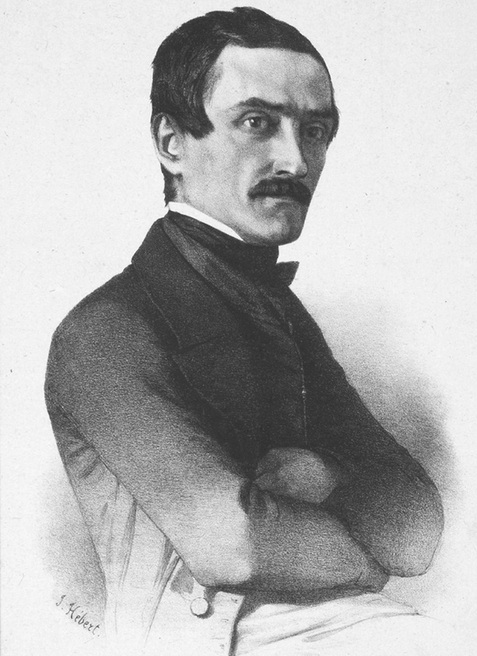
Alexandre Calame (1810–1864)

- Calame, Arthur (1843–1919), Schweizer Landschaftsmaler, Vedutenmaler und Marinemaler sowie Illustrator der Düsseldorfer Schule
- Calame, Charles-Edouard (1815–1852), Schweizer Maler, Zeichner, Lithograf und Radierer
- Calame, Claude (* 1943), Schweizer Gräzist, Semiotiker und Kulturanthropologe
- Calame, Geneviève (1946–1993), Schweizer Pianistin und Komponistin
- Calame, Gustav (1830–1905), deutscher Reichsgerichtsrat
- Calame, Henri (1867–1936), Schweizer Politiker
- Calame, Jules (1852–1912), Schweizer Politiker
- Calame, Marie-Anne (1775–1834), Schweizer Sozialreformerin, Gründerin eines Waisenhauses
- Calamech, Andrea (* 1524), italienischer Bildhauer
- Calamia, Mauro (* 1992), Schweizer Automobilrennfahrer
- Calaminus, Anton (1808–1868), deutscher evangelischer Theologe und Historiker
- Calaminus, Georg (1549–1595), österreichischer neulateinischer Dichter
- Calaminus, Petrus (1556–1598), deutscher evangelischer Theologe
- Calamita, Marco (* 1983), italienischer Fußballspieler
- Calamity Jane († 1903), US-amerikanische WesternheldinCalamity Jane († 1903)

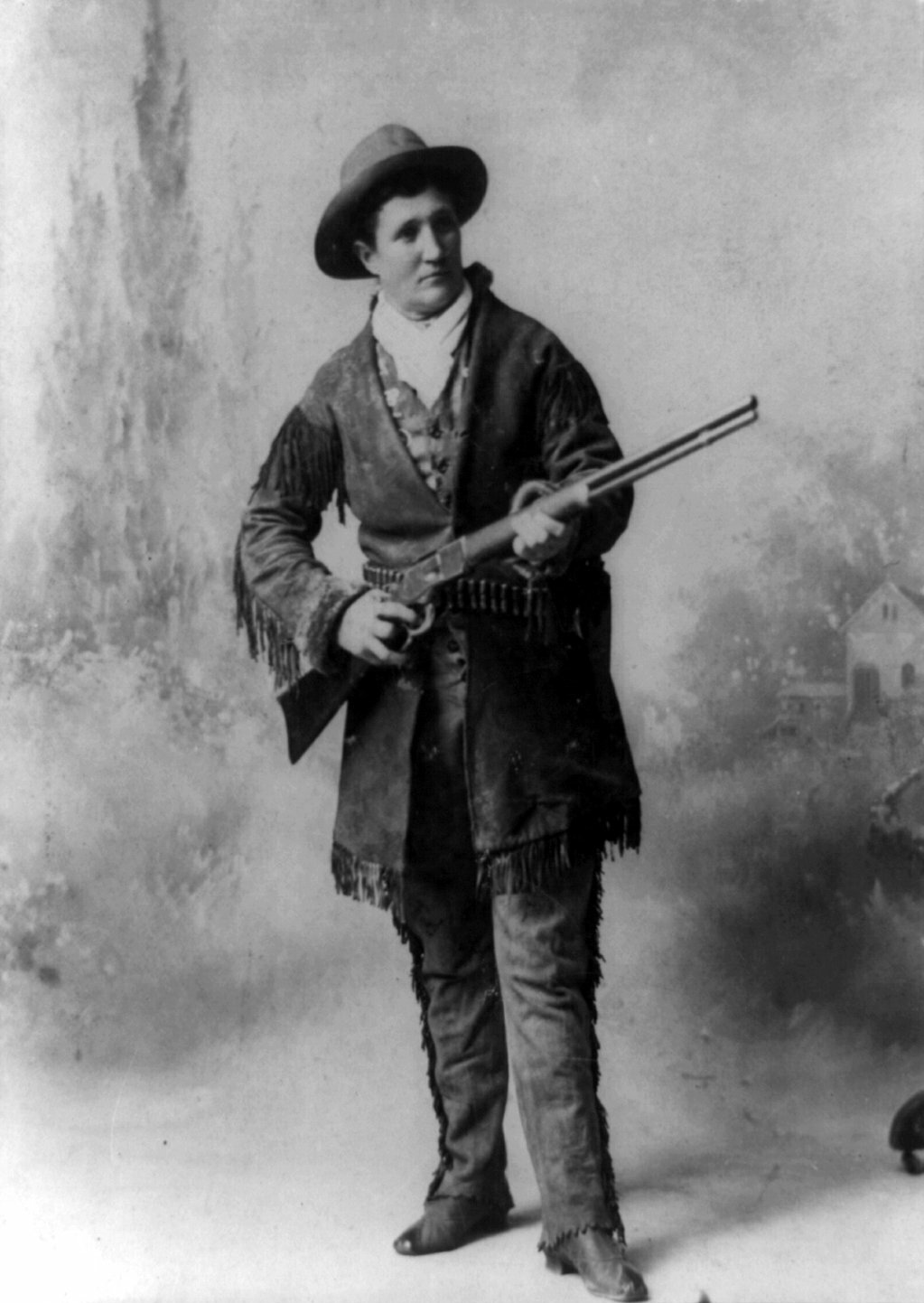
Calamity Jane († 1903)

- Calamy, Laure (* 1975), französische Schauspielerin
- Calancea, Nicolae (* 1986), moldauischer Fußballtorhüter
- Calancea, Valeriu (* 1980), rumänischer Gewichtheber
- Calanchi, Stefano (1941–2001), italienischer Drehbuchautor und Regisseur
- Calanchini, Giampaolo (1937–2007), italienischer Säbelfechter
- Caland, Elisabeth (1862–1929), deutsche Pianistin, Klavierpädagogin und Theoretikerin der Klaviertechnik
- Caland, Pieter (1826–1902), niederländischer Ingenieur
- Calandra, Davide (1856–1915), italienischer Bildhauer
- Calandra, Giuliana (1936–2018), italienische Schauspielerin
- Calandrelli, Alexander (1834–1903), deutscher Bildhauer italienischer Abstammung
- Calandrelli, Ignazio (1792–1866), italienischer Mathematiker und Astronom
- Calandrelli, Jorge (* 1939), argentinischer Komponist, Arrangeur, Pianist, Dirigent und Musikproduzent
- Calandri, Max (* 1906), italienischer Filmschaffender
- Calandria, Pablo (* 1982), argentinisch-chilenischer Fußballspieler
- Calandrini, Bénédict (1639–1720), Schweizer Theologe
- Calandrini, Filippo (1403–1476), Kardinal und Erzbischof von Bologna
- Calandrini, Jean-Louis (1703–1758), Schweizer Physiker und Mathematiker
- Calandrucci, Giacinto (1646–1707), italienischer Maler des Barock
- Calano, Melvin (* 1991), philippinischer Speerwerfer
- Calapez, Pedro (* 1953), portugiesischer Maler
- Calaprice, Alice (* 1941), US-amerikanische Albert-Einstein-Biografin
- Calaprice, Frank Paul, US-amerikanischer Physiker
- Calapso, Pasquale (1872–1934), italienischer Mathematiker
- Calapso, Renato (1901–1976), italienischer Mathematiker
- Çalar, Mansur (* 1986), türkischer Fußballspieler
- Calarese, Wladimiro (1930–2005), italienischer Säbelfechter
- Calas, Jean (1698–1762), französischer Protestant, Opfer eines JustizmordesJean Calas (1698–1762)

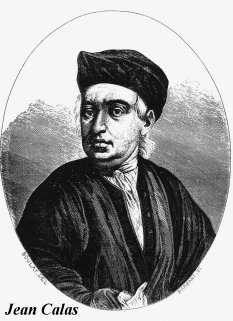
Jean Calas (1698–1762)

- Calasans, Pedro de (1837–1874), brasilianischer Schriftsteller, Journalist, Jurist, Politiker
- Calasanz Marqués, José (1872–1936), spanischer Geistlicher
- Calasanz, José († 1648), Heiliger, Stifter des Piaristenordens
- Calasso, Gian Pietro (1937–2023), italienischer Theater- und Fernsehregisseur sowie Drehbuchautor
- Calasso, Roberto (1941–2021), italienischer Schriftsteller und Verleger
- Calata, James Arthur (1895–1983), südafrikanischer Politiker; Generalsekretär des AANC (1936–1949)
- Calatayud, Bartolomé (1882–1973), spanischer Komponist, Gitarrist und Gitarrenlehrer
- Calatayud, Jacky (* 1954), französischer Schauspieler
- Calatayud, Juan (* 1979), spanischer Fußballspieler
- Calatayud, Zulia (* 1979), kubanische Mittelstreckenläuferin
- Calathes, Nick (* 1989), griechischer Basketballspieler
- Calathes, Pat (* 1985), griechisch-US-amerikanischer Basketballspieler
- Calatinus, Aulus Atilius, Vater von Aulus Atilius Caiatinus
- Calatrava, Álex (* 1973), spanischer Tennisspieler
- Calatrava, José María (1781–1846), Ministerpräsident von Spanien
- Calatrava, Santiago (* 1951), spanischer Architekt, Künstler und BauingenieurSantiago Calatrava (* 1951)

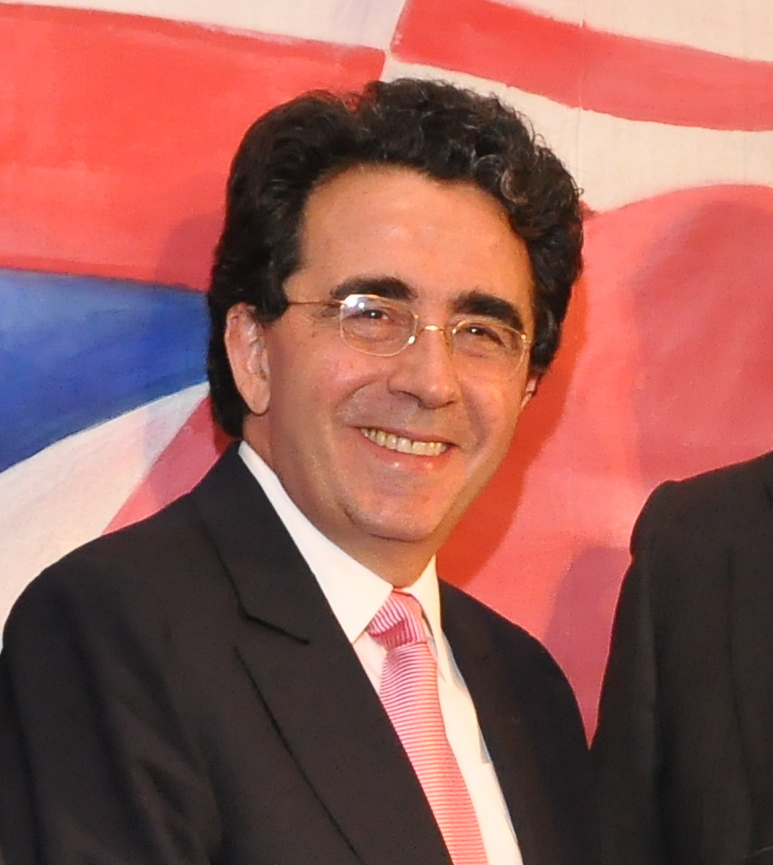
Santiago Calatrava (* 1951)

- Calatroni, Attilio (* 1950), italienischer Florettfechter
- Calau, António Moniz (* 1966), osttimoresischer Politiker
- Calau, Benjamin (1724–1785), bildender Künstler
- Calau, Friedrich August (1769–1828), bildender Künstler
- Calavera Ruiz, José (1931–2023), spanischer Bauingenieur
- Calavera, Jordi (* 1995), spanischer Fußballspieler
- Calaway, Loren D. (* 1950), US-amerikanischer Bildhauer
- Calaycay, Chris (* 1976), US-amerikanischer American-Football-Spieler und -Trainer

### Calb
- Calbérac, Ivan (* 1970), französischer Regisseur, Drehbuchautor, Filmproduzent, Dramatiker und Schriftsteller
- Calberla, Heinrich Wilhelm (1774–1836), deutscher Kaufmann
- Calbet, Antoine (1860–1942), französischer Maler
- Calbiyik, Badasar (* 1974), deutscher Schauspieler und KünstlerBadasar Calbiyik (* 1974)

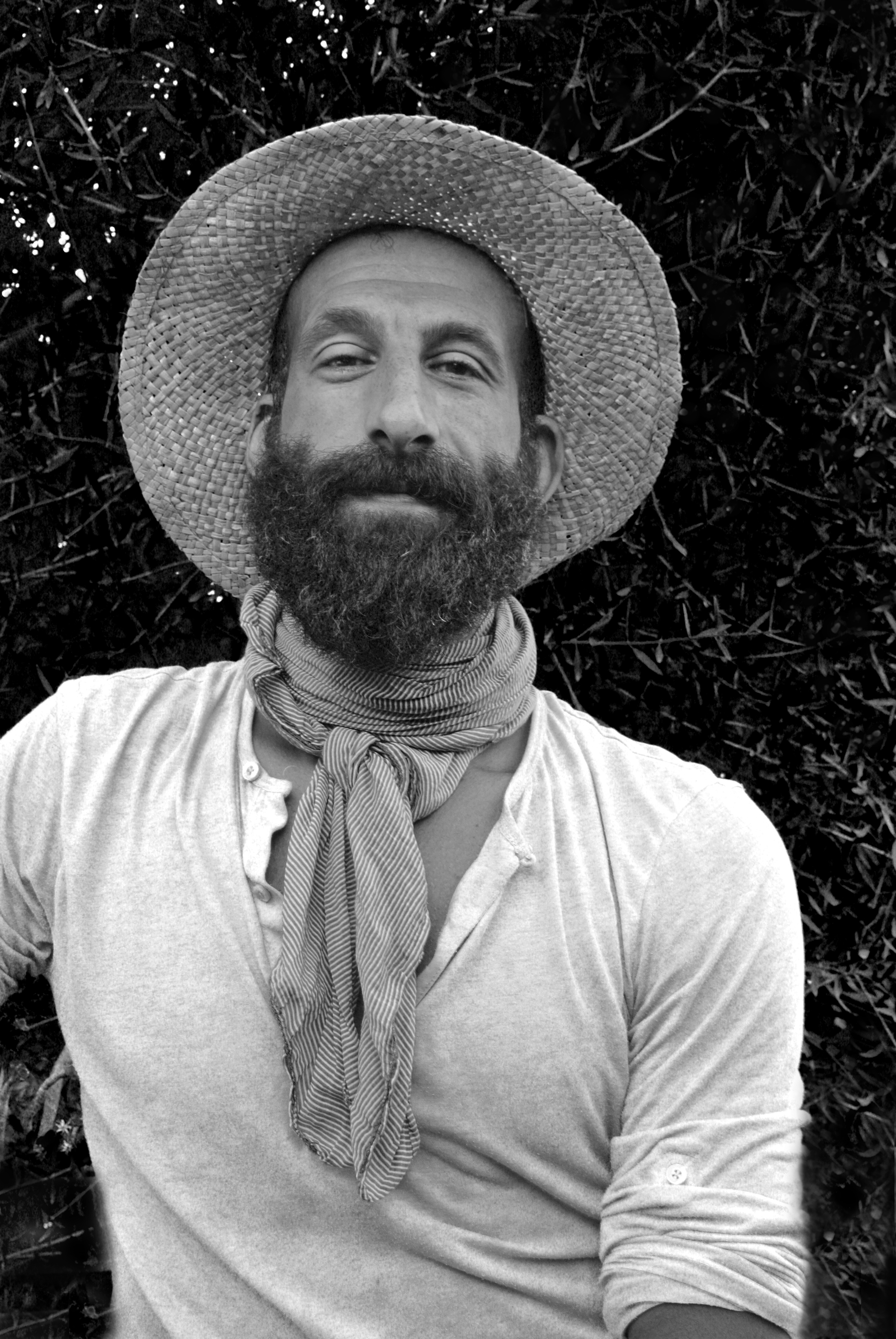
Badasar Calbiyik (* 1974)

- Calbo Crotta, Francesco (1760–1827), italienischer Politiker, Bürgermeister von Venedig
- Calboli, Gualtiero (* 1932), italienischer Klassischer Philologie
- Calbraith, Clare (* 1974), britischer Schauspieler
- Calbry, Arnaud (* 1974), französischer Handballspieler und -trainer
- Calburn, Sarah (* 1964), südafrikanische Architektin

### Calc
- Calçada, Miquel (* 1965), spanischer Journalist
- Calcagni, Antonio (1536–1593), italienischer Bildhauer und Bronzegießer
- Calcagni, Patrick (* 1977), Schweizer Radrennfahrer
- Calcagnini, Carlo Leopoldo (1679–1746), italienischer Jurist und Kardinal
- Calcagnini, Celio (1479–1541), italienischer Humanist und Gelehrter
- Calcagnini, Guido (1725–1807), italienischer Kardinal der Römischen Kirche
- Calcagno, Domenico (* 1943), italienischer Geistlicher, Kurienkardinal der römisch-katholischen Kirche
- Calcagno, Elsa (1905–1978), argentinische Pianistin und Komponistin
- Calcagno, Federico (* 1995), italienischer Jazz- und Improvisationsmusiker (Klarinetten, Komposition)
- Calcagno, Julio (1937–2024), uruguayischer Schauspieler
- Calcagno, Vanessa (* 1985), luxemburgische Sängerin
- Calcanhotto, Adriana (* 1965), brasilianische Sängerin
- Calcaño, José Antonio (1900–1978), venezolanischer Komponist, Musikkritiker und Diplomat
- Calcar, Elise van (1822–1904), niederländische Schriftstellerin, Pädagogin und Feministin
- Calcar, Jan Stephan van (1499–1546), niederländischer Maler und Graphiker
- Calcar, Reinder Pieters van (1872–1957), niederländischer Bakteriologe
- Calcaterra, Alessandro (* 1975), italienischer Wasserballspieler
- Calcaterra, Giorgio (* 1972), italienischer Ultraläufer
- Calcaterra, Giuseppe (* 1964), italienischer Radrennfahrer
- Calcaterra, Roberto (* 1972), italienischer Wasserballspieler
- Calcavecchia, Mark (* 1960), US-amerikanischer Golfer
- Calce, Luigi (* 1974), deutsch-kanadischer Eishockeyspieler
- Calcidius, spätantiker Gelehrter und Philosoph
- Calcio-Gandino, André (* 1943), Schweizer Berufsoffizier und Divisionär
- Calcișcă, Gheorghe (* 1935), rumänischer Radrennfahrer
- Calciu-Dumitreasa, Gheorghe (1925–2006), rumänisch-orthodoxer Priester und Dissident
- Calcum, Carl (1907–1971), deutscher Ingenieur und Science-Fiction-Autor
- Calcum, Wilhelm von (1584–1640), schwedisch-mecklenburgischer Generalmajor und Kommandant von Rostock
- Calcutta (* 1989), italienischer Sänger

### Cald
- Caldana, Alberto (1927–2018), italienischer Journalist, Dokumentarfilmer und Fernsehschaffender
- Caldana, Gianni (1913–1995), italienischer Leichtathlet
- Caldara, Antonio (1670–1736), italienischer Komponist des BarockAntonio Caldara (1670–1736)

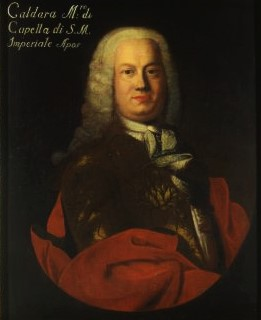
Antonio Caldara (1670–1736)

- Caldara, Jorge (1924–1967), argentinischer Bandoneonist, Bandleader und Tangokomponist
- Caldara, Mattia (* 1994), italienischer Fußballspieler
- Caldare, Marie, Schauspielerin
- Caldarella, Paolo (1964–1993), italienischer Wasserballspieler
- Caldarelli, Andrea (* 1990), italienischer Automobilrennfahrer
- Caldarelli, Ariel (* 1959), uruguayischer Schauspieler, Theaterregisseur, Dozent und Autor
- Caldart, Violetta (* 1969), italienische Curlerin
- Caldas Barroca, Giovani Carlos (* 1969), brasilianischer römisch-katholischer Geistlicher und Bischof von Uruaçu
- Caldas Magalhães, Evangelista Alcimar Caldas Magalhães (1940–2021), brasilianischer Ordensgeistlicher, römisch-katholischer Bischof von Alto Solimões
- Caldas, Cândido (1889–1966), brasilianischer Marschall und Politiker
- Caldas, Francisco José de (1768–1816), Botaniker, Astronom und lateinamerikanischer Freiheitsheld
- Caldas, Luiz (* 1963), brasilianischer Musiker
- Caldas, Raimundo Carvalho (* 1960), brasilianischer Kommunalpolitiker
- Caldas, Teófilo, osttimoresischer Politiker
- Caldas, Walace (* 1998), brasilianischer Leichtathlet
- Caldas, Waltércio (* 1946), brasilianischer Künstler
- Caldecott, Andy (1964–2006), australischer Motorrad-Rennfahrer
- Caldecott, Moyra (1927–2015), britische Schriftstellerin
- Caldecott, Randolph (1846–1886), britischer Illustrator
- Caldeira Cabral, Manuel (* 1968), portugiesischer Ökonom
- Caldeira, Diego (* 2003), venezolanischer Hindernisläufer
- Caldeira, Fernando (1841–1894), portugiesischer Schriftsteller
- Caldeira, Ken, US-amerikanischer Atmosphärenwissenschaftler und Aerologe
- Caldeira, Luís Ximenes (* 1968), osttimoresischer Politiker
- Caldeira, Vítor (* 1960), portugiesischer Jurist, Präsident des Europäischen Rechnungshofes
- Calden, Saskia (* 1977), deutsche Autorin
- Caldenhove, Bertus (1914–1983), niederländischer Fußballspieler
- Caldentey, Bartolomé (* 1951), spanischer Bahnradsportler
- Caldentey, Mariona (* 1996), spanische Fußballspielerin
- Calder, Alexander (1898–1976), US-amerikanischer Bildhauer und Objektkünstler (Mobiles)Alexander Calder (1898–1976)

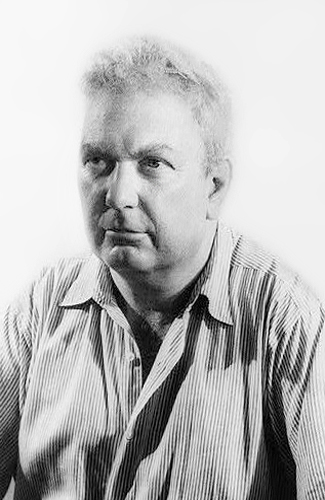
Alexander Calder (1898–1976)

- Calder, Alexander Milne (1846–1923), schottisch-amerikanischer Bildhauer
- Calder, Alexander Stirling (1870–1945), US-amerikanischer Bildhauer
- Calder, Clive (* 1946), südafrikanischer Unternehmer und Musikproduzent
- Calder, David (* 1946), britischer Schauspieler
- Calder, David (* 1978), kanadischer Ruderer
- Calder, Finlay (* 1957), schottischer Rugbyspieler
- Calder, Frank (1877–1943), englischer Sportjournalist, Sportfunktionär und erster Präsident der National Hockey League
- Calder, Frank (1915–2006), kanadischer Indianer
- Calder, Jenni (* 1941), britische Literaturhistorikerin und Dichterin
- Calder, Katherine (* 1980), australische und neuseeländische Skilangläuferin
- Calder, Kyle (* 1979), kanadischer Eishockeyspieler
- Calder, Muffy (* 1958), schottische Informatikerin
- Calder, Nigel (1931–2014), britischer Wissenschaftsjournalist und Klimaskeptiker
- Calder, Norman (1950–1998), britischer Historiker und Islamwissenschaftler
- Calder, Otmar (1941–2024), deutscher Fußballtrainer
- Calder, Peter Ritchie, Baron Ritchie-Calder (1906–1982), britischer Journalist und Friedensaktivist
- Calder, Riccardo (* 1996), englischer Fußballspieler
- Calder, Richard (* 1956), britischer Science-Fiction-Autor
- Calder, Robert, 1. Baronet (1745–1818), britischer Admiral
- Calder, Stephen (* 1957), kanadischer Segler
- Calder, William M. (1869–1945), US-amerikanischer Politiker (Republikanische Partei)
- Calder, William M. III (1932–2022), US-amerikanischer Klassischer Philologe
- Calder-Marshall, Anna (* 1947), britische Schauspielerin
- Caldera Sánchez-Capitán, Jesús (* 1957), spanischer Politiker (PSOE), Minister für Arbeit und Soziales
- Caldera, Louis (* 1956), US-amerikanischer Jurist und Politiker
- Caldera, Mario (1879–1944), italienischer Flugpionier
- Caldera, Rafael (1916–2009), venezolanischer Politiker und StaatspräsidentRafael Caldera (1916–2009)

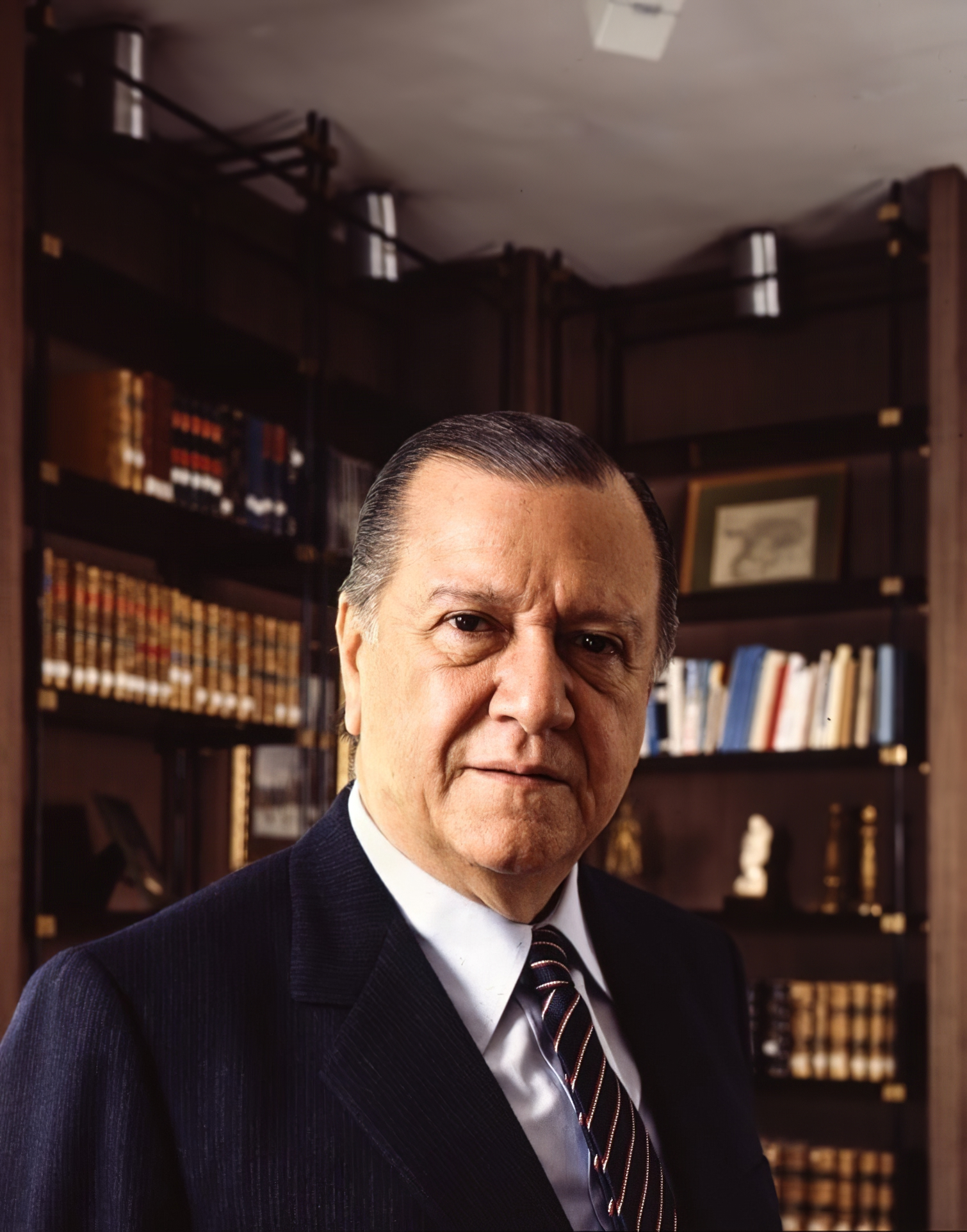
Rafael Caldera (1916–2009)

- Calderano, Hugo (* 1996), portugiesisch-brasilianischer TischtennisspielerHugo Calderano (* 1996)

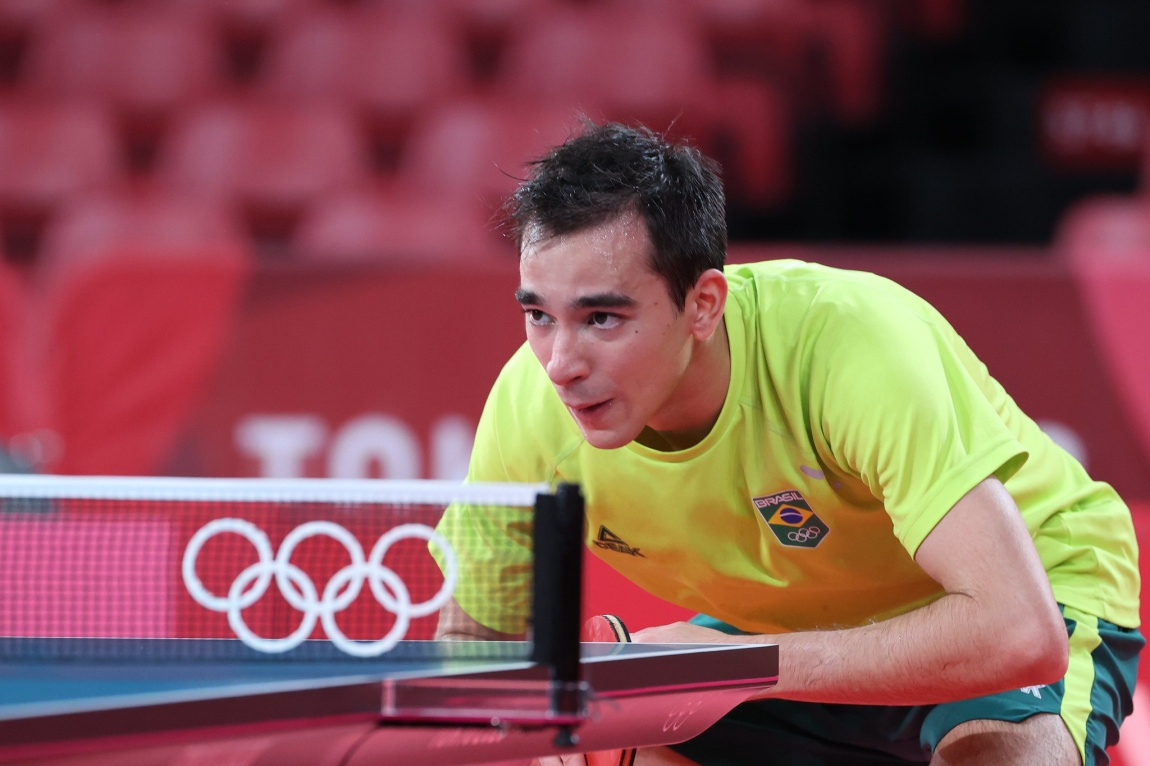
Hugo Calderano (* 1996)

- Calderara, Antonio (1903–1978), italienischer Maler
- Calderari, Enzo (* 1952), Schweizer Unternehmer und Autorennfahrer
- Calderari, Ottone (1730–1803), italienischer Architekt
- Calderaro, James (* 1965), US-amerikanischer Pokerspieler
- Calderas Barrera, Emikar (* 1990), venezolanische Fußballschiedsrichterin
- Calderazzo, Gene (* 1961), amerikanischer Jazzmusiker (Schlagzeug)
- Calderazzo, Joey (* 1965), US-amerikanischer Jazz-Pianist
- Calderbank, Robert (* 1954), US-amerikanischer Informatiker und Mathematiker
- Calderé, Ramón (* 1959), spanischer Fußballspieler und -trainer
- Calderhead, Davie (1864–1938), schottischer Fußballspieler und -trainer
- Calderhead, William A. (1844–1928), US-amerikanischer Politiker
- Calderini, Domizio (1446–1478), italienischer Humanist
- Calderini, Germana (* 1932), italienische Schauspielerin und Synchronsprecherin
- Calderini, Guglielmo (1837–1916), italienischer Architekt
- Calderini, Marco (1850–1941), italienischer Maler und Schriftsteller
- Calderoli, Roberto (* 1956), italienischer Politiker
- Calderón Barrueto, Jesús Mateo (1920–2010), peruanischer Ordensgeistlicher, Bischof von Puno
- Calderón Batres, Ramón (* 1938), mexikanischer Geistlicher, emeritierter Bischof von Linares
- Calderón Cabrera, Bernardo (1922–2003), mexikanischer Architekt
- Calderón Cabrera, José Luis († 2004), mexikanischer Architekt
- Calderón Calderón, Jaime (* 1966), mexikanischer Geistlicher und römisch-katholischer Erzbischof von León
- Calderón Collantes, Fernando (1811–1890), spanischer Politiker und Minister
- Calderón Contreras, José Gabriel (1919–2006), kolumbianischer Geistlicher, Bischof von Cartago
- Calderón Cruz, Antonio (* 1959), guatemaltekischer Geistlicher und römisch-katholischer Bischof von Jutiapa
- Calderon d’Avila, Jakob Alfons Franz (1625–1695), deutscher und venezianischer General, Baumeister
- Calderón de la Barca, Carlos (1934–2012), mexikanischer Fußballspieler
- Calderón de la Barca, Celia (1921–1969), mexikanische Malerin
- Calderón de la Barca, Pedro (1600–1681), spanischer DichterPedro Calderón de la Barca (1600–1681)

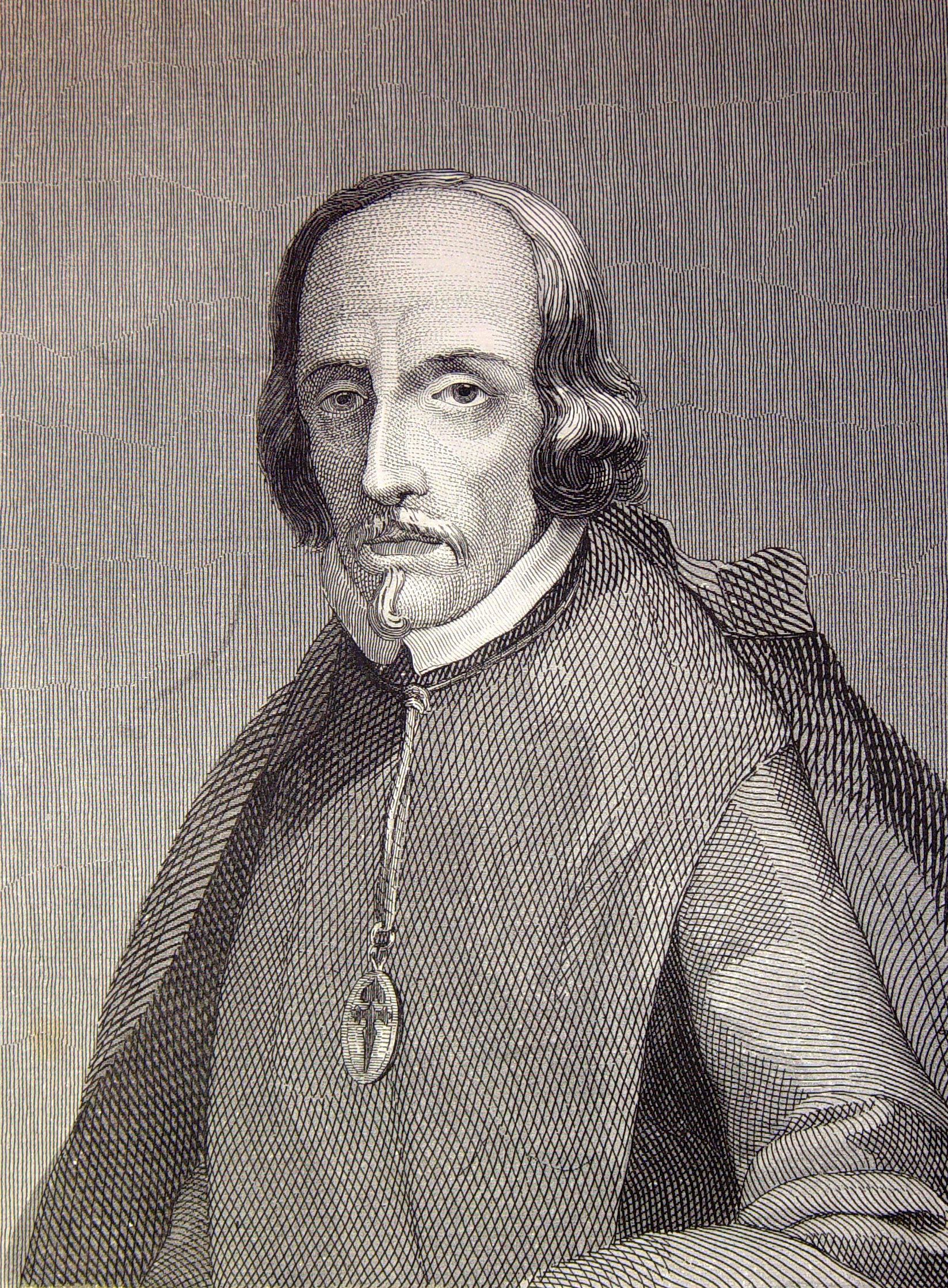
Pedro Calderón de la Barca (1600–1681)

- Calderón Fournier, Rafael Ángel (* 1949), costa-ricanischer Politiker, Präsident Costa Ricas
- Calderón Guardia, Rafael Ángel (1900–1970), costa-ricanischer Politiker
- Calderón Polo, Cipriano (1927–2009), spanischer Kurienbischof der römisch-katholischen Kirche
- Calderón Rodríguez, Nagore (* 1993), spanische Fußballspielerin
- Calderón Sol, Armando (1948–2017), salvadorianischer Präsident (1994–1999)
- Calderón Vega, Luis (1911–1989), mexikanischer Autor und Politiker und Mitbegründer der Partido Acción Nacional
- Calderón y Padilla, Octavio José (1904–1972), nicaraguanischer römisch-katholischer Geistlicher, Bischof von Matagalpa
- Calderón, Abdón (1804–1822), Held im Unabhängigkeitskampf Ecuadors gegen Spanien
- Calderón, Alberto (1920–1998), argentinischer Mathematiker
- Calderón, Alfredo (* 1986), chilenischer Fußballspieler
- Calderón, Andrea (* 1993), ecuadorianische Mittelstreckenläuferin
- Calderón, Ariana (* 1990), mexikanische Fußballspielerin
- Calderón, Carlos (* 1943), mexikanischer Fußballspieler
- Calderón, Claudia (* 1959), kolumbianische Pianistin, Komponistin, Musikpädagogin und -wissenschaftlerin
- Calderón, Claudio (* 1986), chilenischer Fußballspieler
- Calderón, Cristian (* 1997), mexikanischer Fußballspieler
- Calderón, Diego (* 1983), kolumbianischer Straßenradrennfahrer
- Calderón, Edson (* 1984), kolumbianischer Straßenradrennfahrer
- Calderón, Emilio (* 1960), spanischer Schriftsteller und Verleger
- Calderón, Felipe (* 1962), mexikanischer Politiker und PräsidentFelipe Calderón (* 1962)

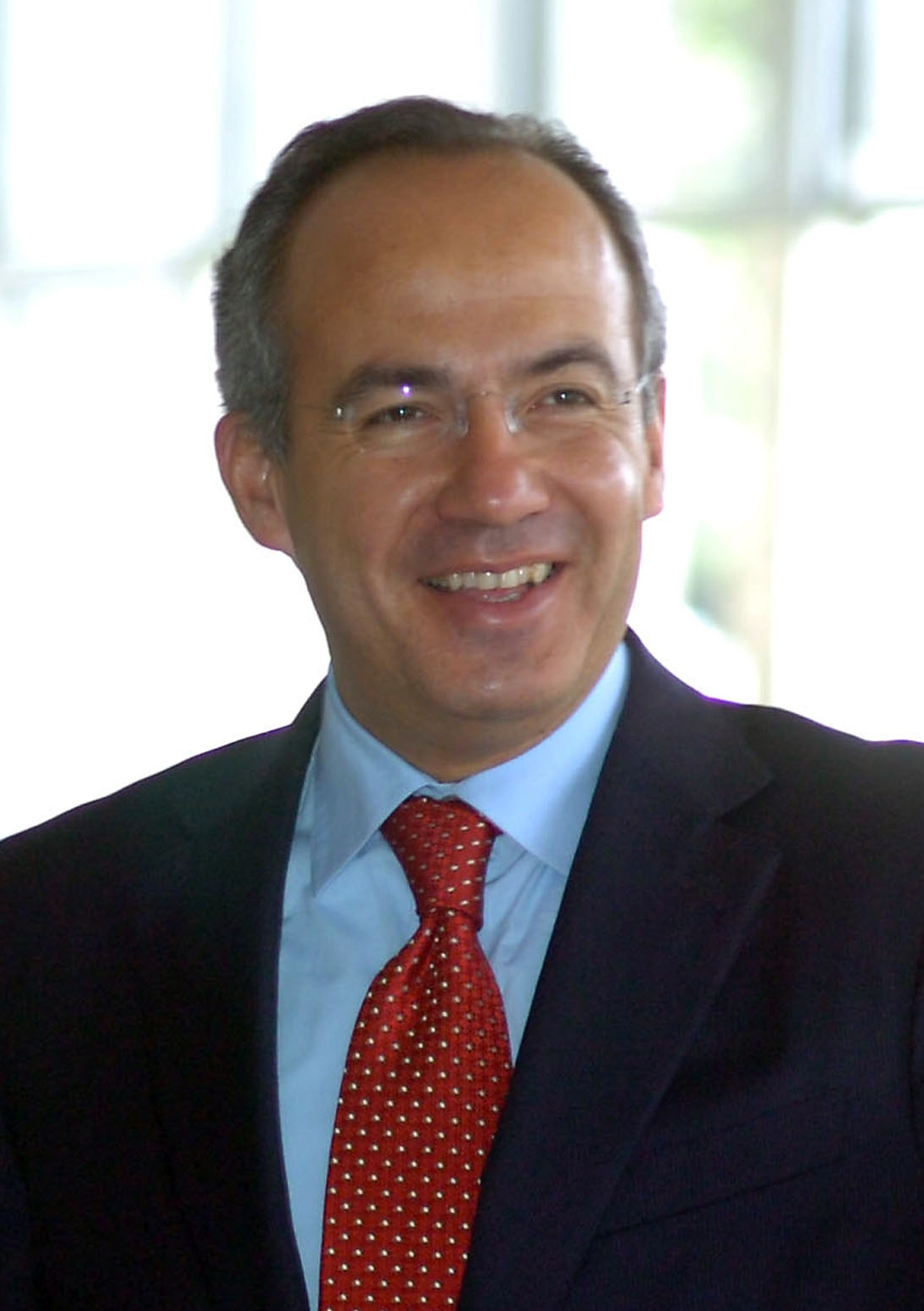
Felipe Calderón (* 1962)

- Calderon, Felipe G. (1868–1908), philippinischer Rechtsanwalt, Autor
- Calderón, Gabriel (* 1960), argentinischer Fußballspieler und -trainer
- Calderón, Giselle (* 1987), ecuadorianische Schauspielerin und ein Model
- Calderón, Henry (* 1993), chilenischer Fußballspieler
- Calderon, Ian (* 1985), US-amerikanischer Politiker
- Calderón, Ignacio (* 1943), mexikanischer Fußballtorhüter
- Calderón, Iván (* 1975), puerto-ricanischer Boxer
- Calderón, José (* 1981), spanischer Basketballspieler
- Calderón, José (* 1985), panamaischer Fußballtorhüter
- Calderón, José Manuel (* 1941), dominikanischer Sänger, Komponist und Gitarrist
- Calderón, Juan (1791–1854), spanischer protestantischer Theologe, Grammatiker, Cervantes-Forscher, Helenist, Romanist und Hispanist, der in Frankreich und England wirkte
- Calderón, Juan Gabriel (* 1987), costa-ricanischer Fußballschiedsrichter
- Calderón, Leticia (* 1968), mexikanische Schauspielerin
- Calderon, Luisa, trinidadische Hausangestellte
- Calderón, Mercedes (* 1965), kubanische Volleyballnationalspielerin und Trainerin
- Calderón, Néstor (* 1989), mexikanischer Fußballspieler
- Calderón, Paul (* 1959), puerto-ricanischer Schauspieler
- Calderón, Pedro Ignacio (* 1933), argentinischer Dirigent
- Calderon, Philip Hermogenes (1833–1898), englischer Maler
- Calderón, Ramón (* 1951), spanischer Rechtsanwalt
- Calderón, Sandra (* 1978), deutsche Sängerin
- Calderón, Serapio (1843–1922), peruanischer Präsident ad interim 1904
- Calderón, Sila María (* 1942), puerto-ricanische Politikerin
- Calderon, Sofie, Schauspielerin, Regisseurin und Filmproduzentin
- Calderón, Tatiana (* 1993), kolumbianische Automobilrennfahrerin
- Calderón, Tego (* 1972), puerto-ricanischer RapperTego Calderón (* 1972)

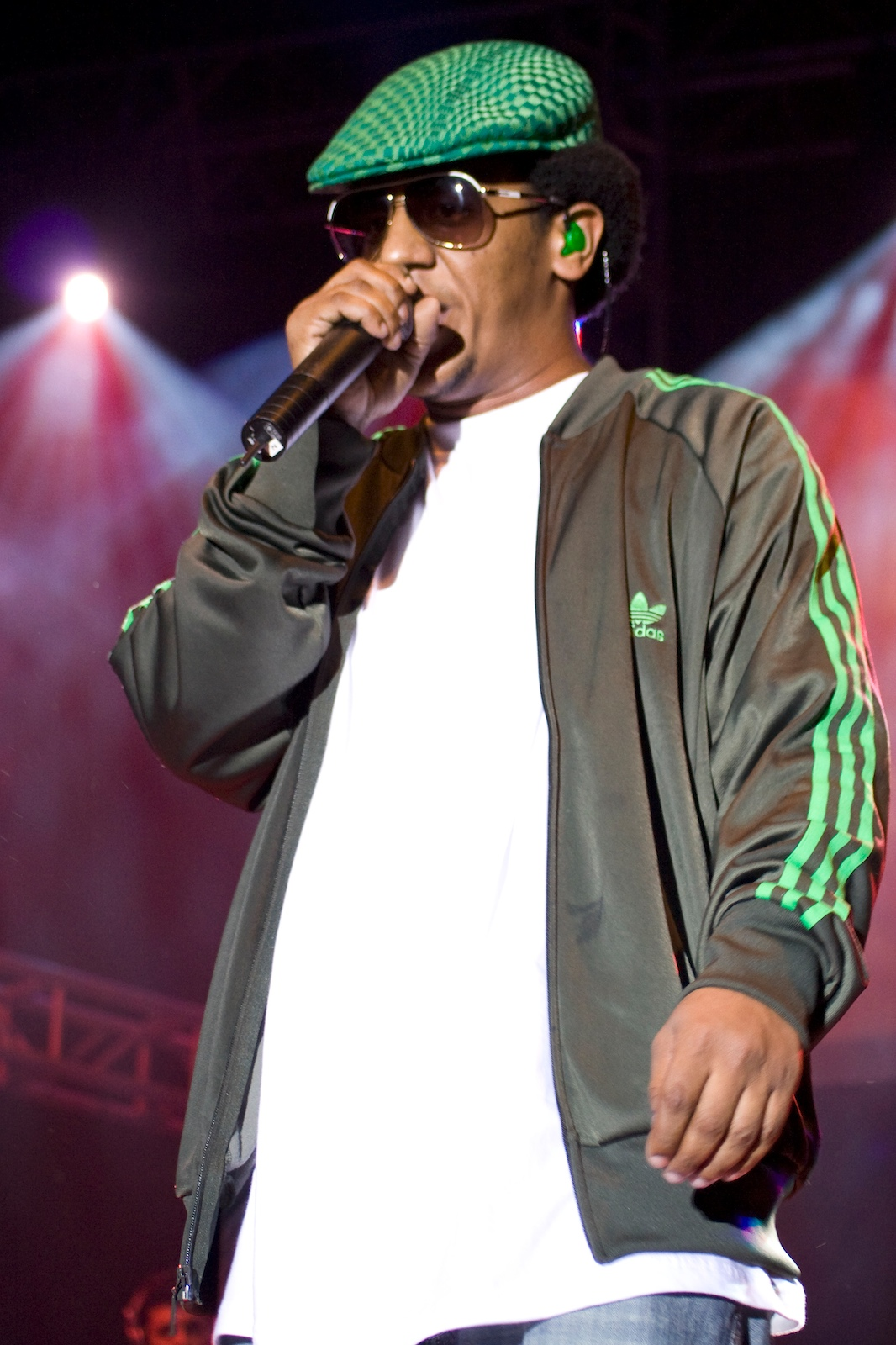
Tego Calderón (* 1972)

- Calderón, Vicente (1913–1987), langjähriger Präsident des Fußballvereins Atlético Madrid
- Calderone, Antonino (1935–2013), italienischer Mafia-BossAntonino Calderone (1935–2013)

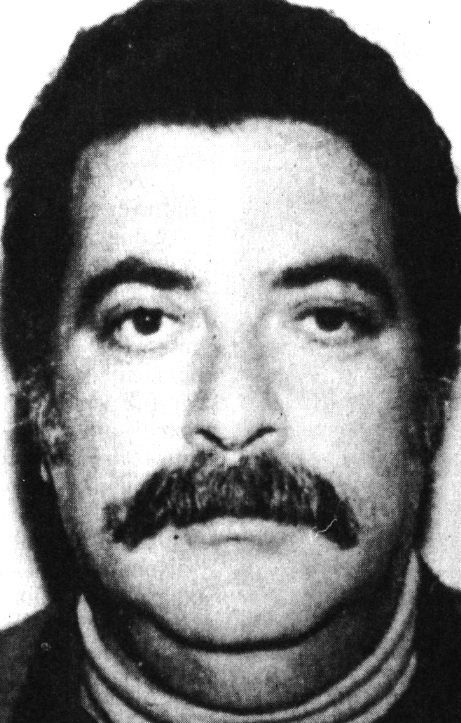
Antonino Calderone (1935–2013)

- Calderone, Christian (* 1977), deutscher Politiker (CDU), MdL
- Calderone, Gianluigi (* 1944), italienischer Fernsehregisseur und Drehbuchautor
- Calderone, Giuseppe (1925–1978), mächtiger sizilianischer Mafioso
- Calderone, Marina Elvira (* 1965), italienische Managerin und Politikerin
- Calderone, Mary (1904–1998), amerikanische Medizinerin und Hochschullehrerin
- Calderoni, Rita (* 1951), italienische Schauspielerin
- Calderwood, Colin (* 1965), schottischer Fußballspieler und -trainer
- Calderwood, Joanne (* 1986), schottische Mixed-Martial-Arts-Kämpferin
- Calderwood, Nora (1896–1985), schottische Mathematikerin und Hochschullehrerin
- Caldi, Letizia (* 2004), deutsche Schauspielerin
- Caldicott, Fiona (1941–2021), britische Medizinerin, Psychiaterin, Hochschullehrerin und Datenschutzbeauftragte
- Caldicott, Helen (* 1938), australische Ärztin, Buchautorin und Atomgegnerin sowie Friedensaktivistin
- Caldicott, Richard (* 1962), britischer Fotograf
- Caldirola, Luca (* 1991), italienischer Fußballspieler
- Caldonazzi, Walter (1916–1945), österreichischer Widerstandskämpfer
- Caldoni, Vittoria (* 1805), italienisches Modell vieler Künstler
- Caldora, Antonio († 1477), italienischer Condottiere
- Caldora, Giovanni Antonio († 1382), italienischer Condottiere
- Caldora, Jacopo († 1439), italienischer Condottiere
- Caldora, Maria († 1481), italienische Adelige
- Caldora, Raimondo († 1449), italienischer Condottiere
- Caldow, Eric (1934–2019), schottischer Fußballspieler und -trainer
- Caldr, Vladimír (* 1958), tschechischer Eishockeyspieler und -trainer
- Calduch-Benages, Núria (* 1957), spanische Ordensschwester, Bibelwissenschaftlerin, Sekretärin der Päpstlichen Bibelkommission
- Caldura, Federico (1923–1975), italienischer Regisseur
- Caldwell Dyson, Tracy (* 1969), US-amerikanische AstronautinTracy Caldwell Dyson (* 1969)

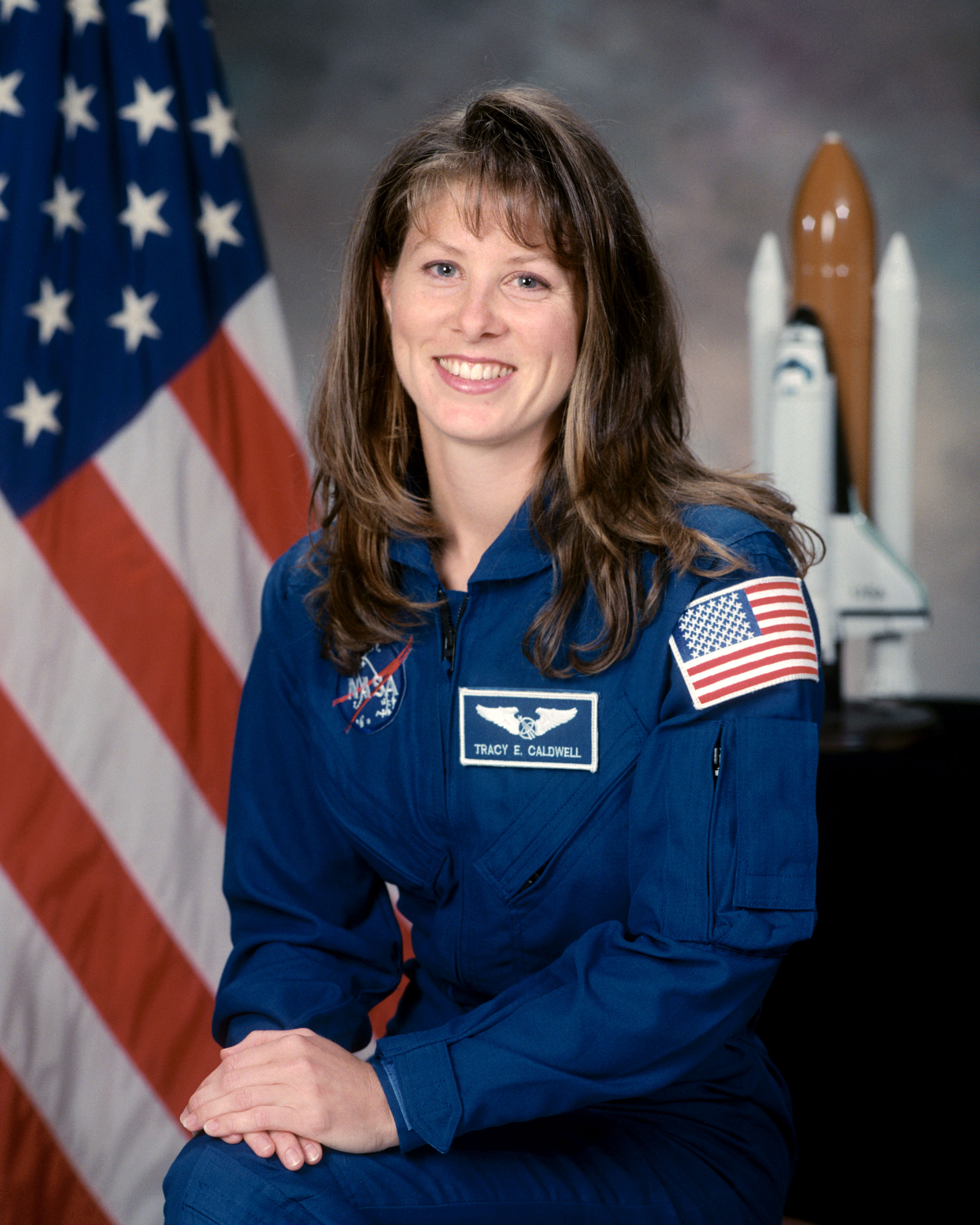
Tracy Caldwell Dyson (* 1969)

- Caldwell Graebner, Carole (1943–2008), US-amerikanische Tennisspielerin
- Caldwell Hamilton, Sophie (* 1990), US-amerikanische Skilangläuferin
- Caldwell, Abbey (* 2001), australische Leichtathletin
- Caldwell, Alexander (1830–1917), US-amerikanischer Politiker
- Caldwell, Alfred (1903–1998), US-amerikanischer Landschaftsarchitekt
- Caldwell, Allen (* 1959), französisch-US-amerikanischer Physiker
- Caldwell, Andrew Jackson (1837–1906), US-amerikanischer Politiker
- Caldwell, Ashley (* 1993), US-amerikanische Freestyle-Skisportlerin
- Caldwell, Ben F. (1848–1924), US-amerikanischer Politiker
- Caldwell, Blake (* 1984), US-amerikanischer Radrennfahrer
- Caldwell, Bobby (1951–2023), US-amerikanischer Sänger, Songwriter und MusikerBobby Caldwell (1951–2023)

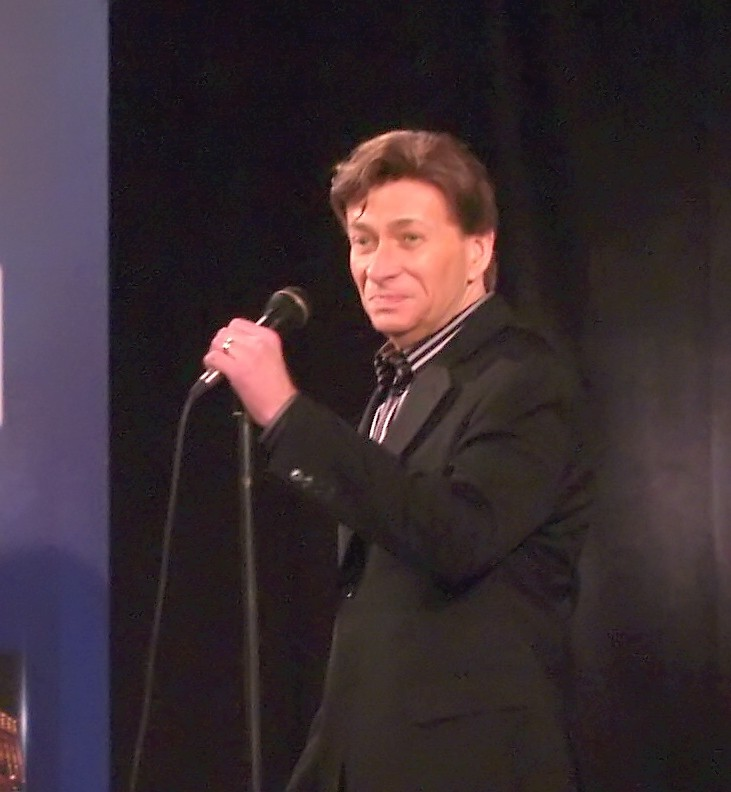
Bobby Caldwell (1951–2023)

- Caldwell, Brian (* 1975), US-amerikanischer Segler
- Caldwell, C. Pope (1875–1940), US-amerikanischer Politiker
- Caldwell, Christopher (* 1962), US-amerikanischer Journalist
- Caldwell, Cody (* 1993), US-amerikanischer Volleyball- und Beachvolleyballspieler
- Caldwell, David (1891–1953), US-amerikanischer Mittelstreckenläufer
- Caldwell, Diana (1913–1987), britische Gesellschaftsdame
- Caldwell, Diane (* 1988), irische Fußballspielerin
- Caldwell, Donna, südafrikanische Squashspielerin
- Caldwell, Doug (1928–2022), neuseeländischer Jazzmusiker (Piano)
- Caldwell, Edmund (1852–1930), britischer Maler, Illustrator, Bildhauer und Radierer
- Caldwell, Erskine (1903–1987), amerikanischer SchriftstellerErskine Caldwell (1903–1987)

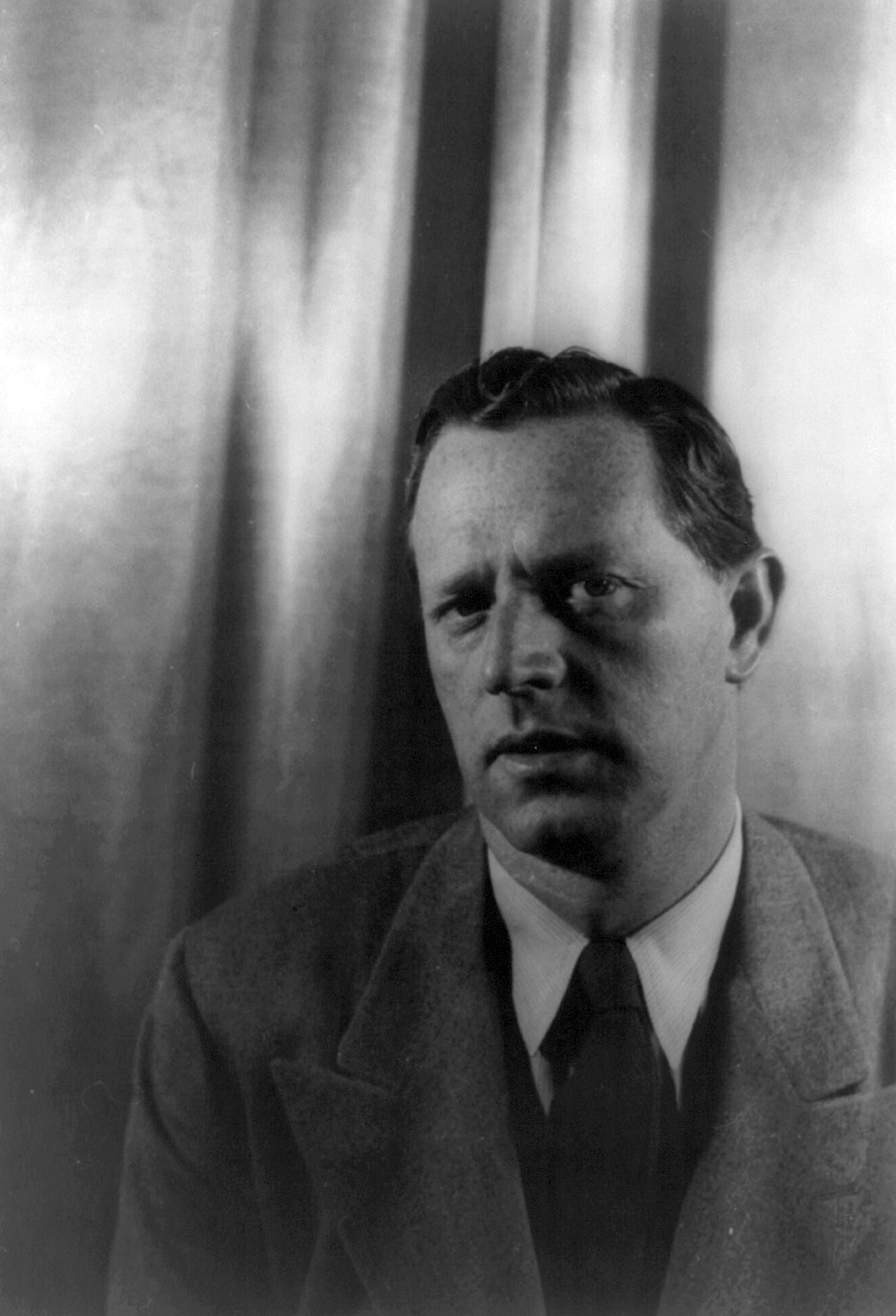
Erskine Caldwell (1903–1987)

- Caldwell, Gary (* 1982), schottischer Fußballspieler und -trainer
- Caldwell, George (1814–1866), US-amerikanischer Politiker
- Caldwell, George Walter (1866–1946), US-amerikanischer HNO-Arzt, Maler und Schriftsteller
- Caldwell, Greene Washington (1806–1864), US-amerikanischer Politiker
- Caldwell, Happy (1903–1978), US-amerikanischer Jazz-Musiker (Klarinette, Tenorsaxophon)
- Caldwell, Hilary (* 1991), kanadische Schwimmerin
- Caldwell, Hubert (1907–1972), US-amerikanischer Ruderer
- Caldwell, Ian (* 1976), US-amerikanischer Autor
- Caldwell, James (1770–1838), britisch-amerikanischer Politiker der Demokratisch-Republikanischen Partei
- Caldwell, James H. (1793–1863), britisch-amerikanischer Schauspieler und Theatermanager
- Caldwell, Janalee P. (* 1942), US-amerikanische Herpetologin, Regenwaldökologin und Hochschullehrerin
- Caldwell, John (1757–1804), US-amerikanischer Politiker
- Caldwell, John A. (1852–1927), US-amerikanischer Politiker
- Caldwell, John C. (1833–1912), Generalmajor der Nordstaaten im amerikanischen Sezessionskrieg
- Caldwell, John Henry (1826–1902), US-amerikanischer Rechtsanwalt und Politiker (Demokratische Partei)
- Caldwell, John W. (1837–1903), US-amerikanischer Politiker
- Caldwell, Johnny (1938–2009), britischer bzw. irischer Boxer
- Caldwell, Jonathan Edward (1883–1955), kanadisch-US-amerikanischer Mechaniker, Landwirt und Unternehmer
- Caldwell, Joseph Pearson (1808–1853), US-amerikanischer Politiker
- Caldwell, Kimberly (* 1982), US-amerikanische Schauspielerin und Sängerin
- Caldwell, L. Scott (* 1950), US-amerikanische SchauspielerinL. Scott Caldwell (* 1950)

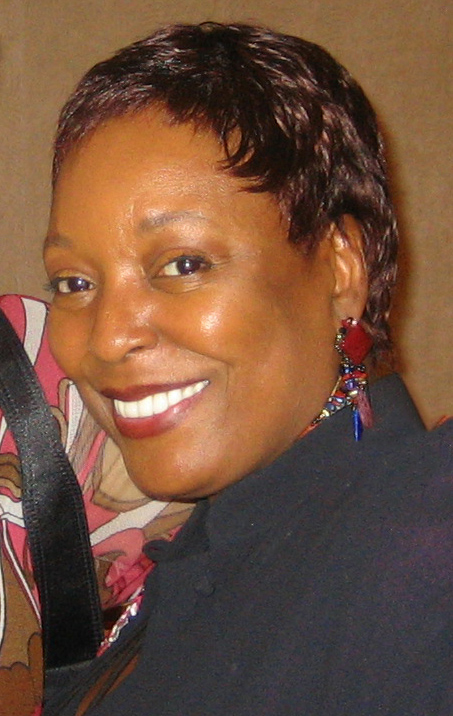
L. Scott Caldwell (* 1950)

- Caldwell, Malcolm (1931–1978), britischer Hochschullehrer und Marxist
- Caldwell, Mary Elizabeth (1909–2003), US-amerikanische Komponistin und Organistin
- Caldwell, Mary L. (1890–1972), US-amerikanische Chemikerin (Organische Chemie)
- Caldwell, Millard F. (1897–1984), US-amerikanischer Jurist und Politiker
- Caldwell, Nadene (* 1991), nordirische Fußballspielerin und Futsalspielerin
- Caldwell, Olli (* 2002), britischer Automobilrennfahrer
- Caldwell, Patrick (* 1994), US-amerikanischer Skilangläufer
- Caldwell, Patrick C. (1801–1855), US-amerikanischer Politiker
- Caldwell, Robert (1814–1891), schottischer anglikanischer Missionar und Sprachwissenschaftler
- Caldwell, Robert Porter (1821–1885), US-amerikanischer Politiker
- Caldwell, Ross (* 1993), schottischer Fußballspieler
- Caldwell, Ryan (* 1981), kanadischer Eishockeyspieler und -scout
- Caldwell, Sarah (1924–2006), US-amerikanische Operndirigentin
- Caldwell, Steven (* 1980), schottischer Fußballspieler
- Caldwell, Taylor (1900–1985), US-amerikanische Schriftstellerin britischer Herkunft
- Caldwell, Tim (* 1954), US-amerikanischer Skilangläufer
- Caldwell, Tod Robinson (1818–1874), US-amerikanischer Politiker
- Caldwell, Tommy (* 1978), US-amerikanischer SportklettererTommy Caldwell (* 1978)

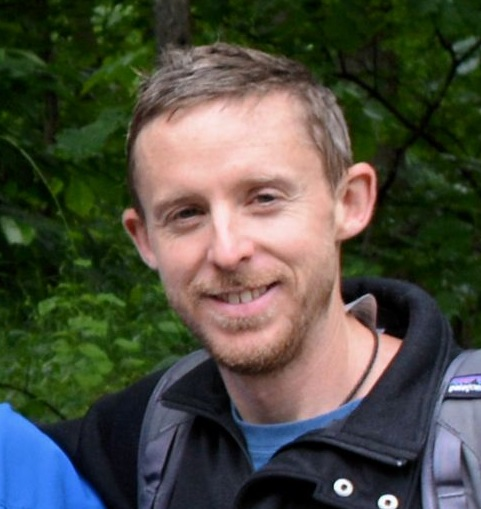
Tommy Caldwell (* 1978)

- Caldwell, Travis (* 1989), US-amerikanischer Schauspieler
- Caldwell, William B. III (1925–2013), US-amerikanischer Offizier, Generalleutnant der US-Army
- Caldwell, William B. IV (* 1954), US-amerikanischer Offizier, Generalleutnant der US-Army
- Caldwell, William Parker (1832–1903), US-amerikanischer Politiker
- Caldwell, Zoe (1933–2020), australische Schauspielerin und Theaterregisseurin
- Caldwell-Pope, Kentavious (* 1993), US-amerikanischer Basketballspieler

### Cale
- Čale, Hrvoje (* 1985), kroatischer Fußballspieler
- Cale, J. J. (1938–2013), US-amerikanischer Musiker und KomponistJ. J. Cale (1938–2013)

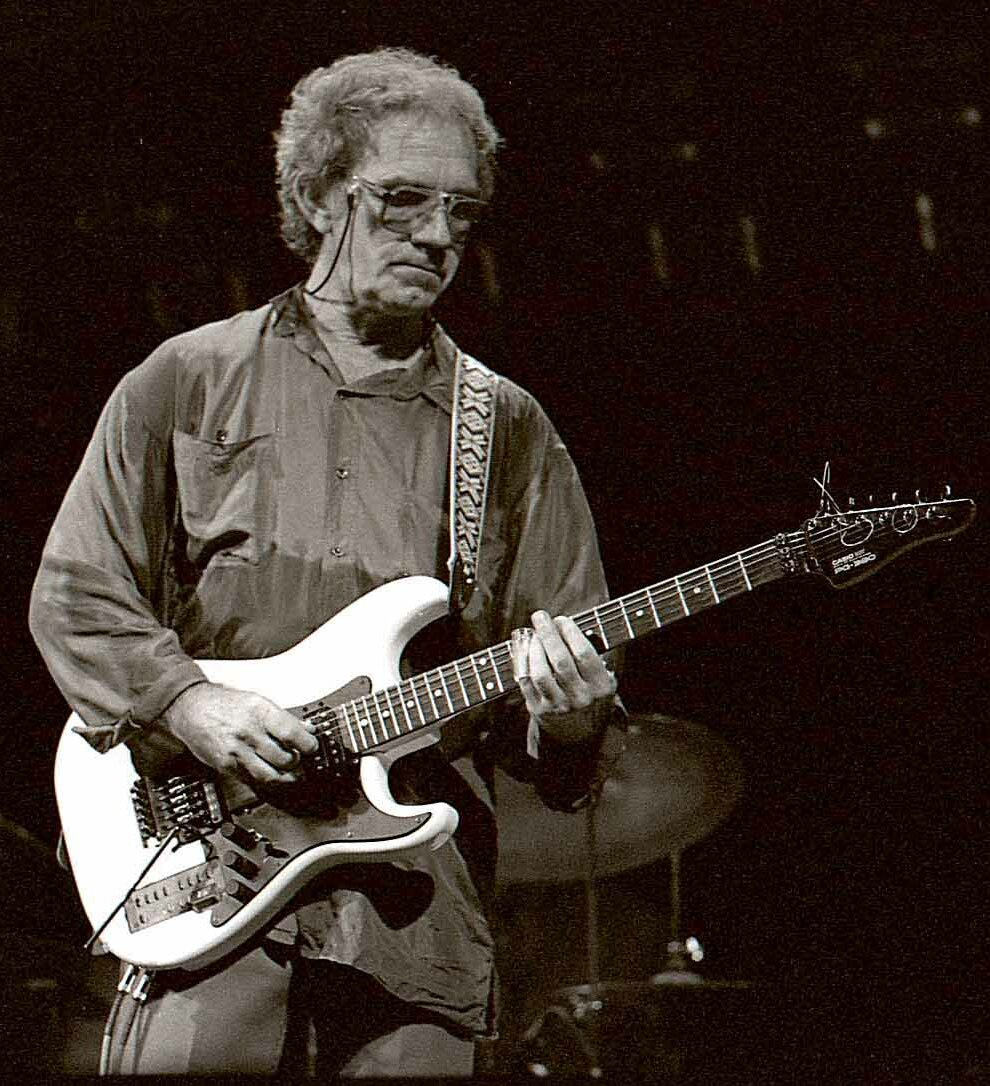
J. J. Cale (1938–2013)

- Cale, John (* 1942), britischer Artrock-Musiker
- Čale, Josip (* 1983), kroatischer Handballspieler
- Cale, Thomas (1848–1941), US-amerikanischer Politiker
- Calé, Walter (1881–1904), deutscher Dichter
- Cale, Zachary (* 1978), US-amerikanischer Songwriter
- Caleb, Stephanie, US-amerikanische Filmproduzentin und Schauspielerin
- Calebow, Carl (1802–1883), deutscher Ingenieur, Eisenbahndirektor und Baurat
- Calebow, Friedrich (1875–1922), deutscher Schriftsteller, Redakteur und nationalliberaler Politiker
- Calef, Noël (1907–1968), französischsprachiger Schriftsteller
- Caleffi, Fabrizio (* 1952), italienischer Dramatiker
- Calegari, Antonio († 1777), italienischer Bildhauer
- Calegari, Danny (* 1972), australisch-amerikanischer Mathematiker
- Calegari, Francesco Antonio (1656–1742), italienischer Komponist und Musiktheoretiker
- Calegari, Frank (* 1975), australischer Mathematiker
- Calegaris, Héctor (1915–2008), argentinischer Segler
- Calel, José Oswaldo (* 1998), guatemaltekischer Leichtathlet
- Calella, Michele (* 1967), italienischer Musikwissenschaftler
- Calello, Adrián Daniel (* 1987), argentinischer Fußballspieler
- Calello, Carola (* 1977), argentinische Skirennläuferin
- Cálem, António (1860–1932), portugiesischer Kaufmann
- Calenda, Antonio (* 1939), italienischer Theaterschaffender und Regisseur
- Calenda, Carlo (* 1973), italienischer Politiker, MdEPCarlo Calenda (* 1973)

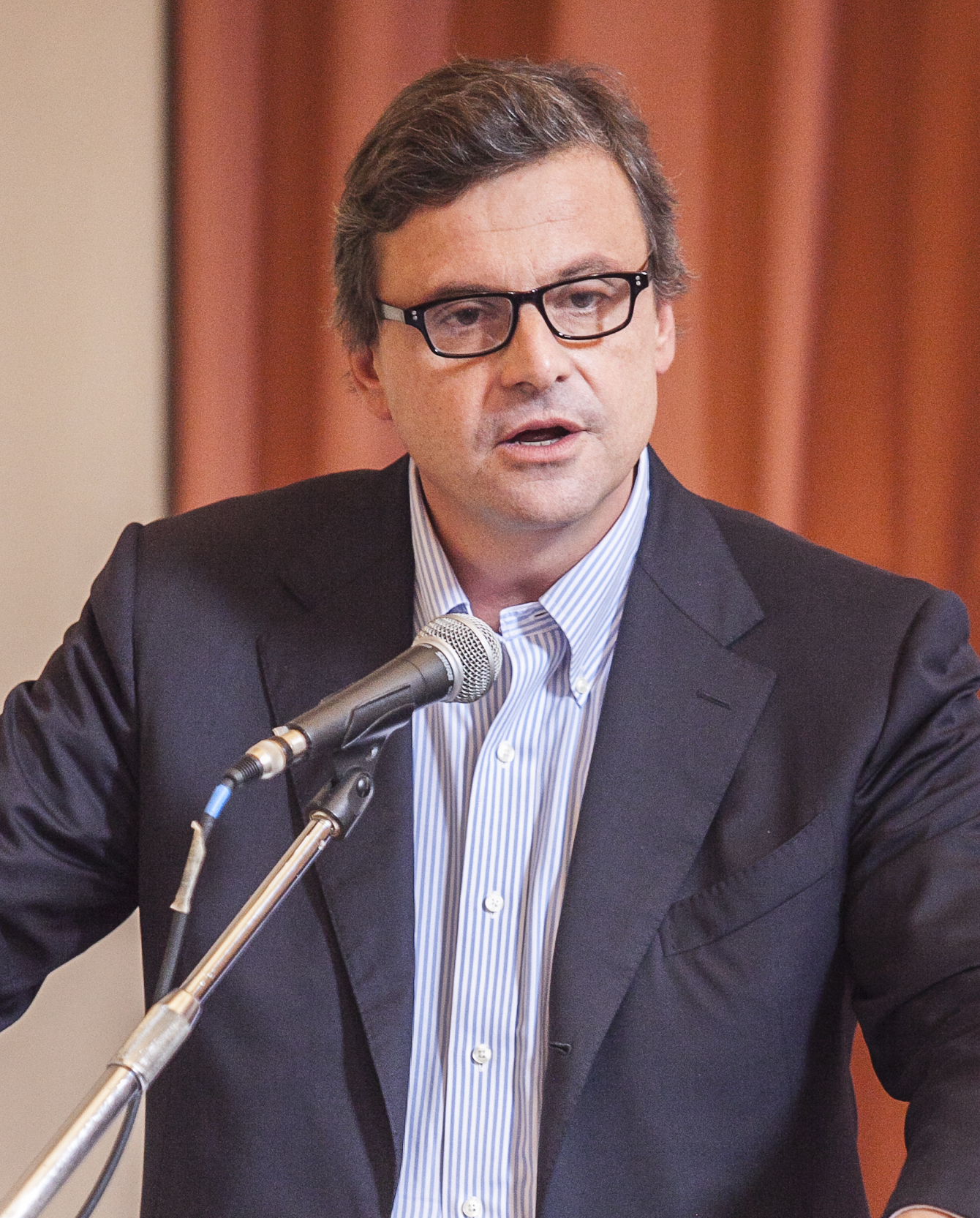
Carlo Calenda (* 1973)

- Calendario, Filippo († 1355), italienischer Steinmetz, Bildhauer und Architekt
- Calenic, Anton (* 1943), rumänischer Kanute
- Calenus, römischer Maler
- Calenus, Christian (1529–1617), deutscher Mathematiker, Mediziner, Historiker und Dichter
- Calepino, Ambrogio, italienischer Lexikograph in der Zeit der Renaissance
- Caleppi, Lorenzo (1741–1817), italienischer Kardinal der Römischen Kirche
- Calero Rodrigues, Carlos (1919–2011), brasilianischer Diplomat
- Calero, Fernando (* 1995), spanischer Fußballspieler
- Calero, Miguel (1971–2012), kolumbianischer Fußballspieler
- Calero, Rafael (* 1976), andorranischer Fußballspieler
- Calero, Sol (* 1982), venezolanische Künstlerin mit Wohnsitz in Deutschland
- Calero, Victor (* 1966), deutsch-spanischer Schauspieler
- Calesso, Enrico (* 1974), italienischer Dirigent
- Calestrius Tiro Iulius Maternus, Titus, römischer Statthalter
- Calestrius Tiro Orbius Speratus, Titus, römischer Suffektkonsul (122)
- Calet, Henri (1904–1956), französischer Schriftsteller
- Caleta, Joe (* 1966), australischer Fußballspieler
- Ćaleta-Car, Duje (* 1996), kroatischer FußballspielerDuje Ćaleta-Car (* 1996)

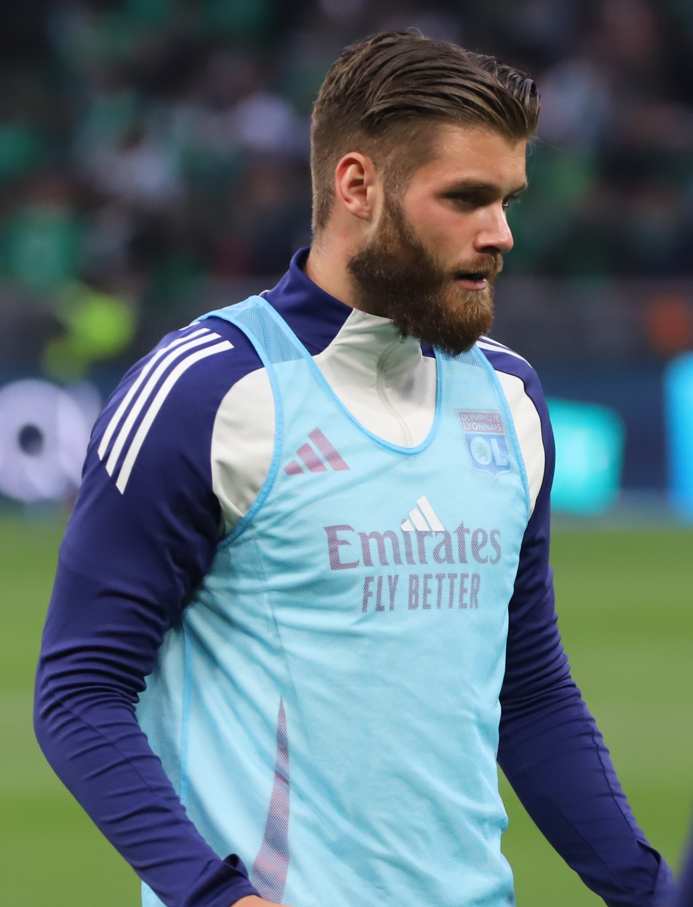
Duje Ćaleta-Car (* 1996)

- Calewaert, Willy (1916–1993), belgischer Politiker, Senator, MdEP und Minister
- Caley, Earle R. (1900–1984), US-amerikanischer Chemiker und Chemiehistoriker
- Caley, Faustina (* 1956), namibische Politikerin, Vizeministerin und Lehrerin
- Caleyron, Quentin (* 1988), französischer Radsportler

### Calf
- Calf, Anthony (* 1959), britischer Theater- und Filmschauspieler
- Čalfa, Marián (* 1946), tschechoslowakischer Politiker und Ministerpräsident
- Calfan, Michael (* 1990), französischer DJ und Produzent
- Calfan, Nicole (* 1947), französische Schauspielerin und Schriftstellerin
- Calfilaf, María José (* 1996), chilenische Leichtathletin

### Calg
- Calgacus, kaledonischer Heerführer
- Calgari, Guido (1905–1969), Schweizer Politiker, Hochschullehrer und Schriftsteller
- Calgaro, Jean-Armand (* 1947), französischer Bauingenieur
- Calgèer, Christian Marco (1819–1898), deutscher Kaufmann und Wohltäter der Stadt Kempten
- Calgéer, Helmut (1922–2010), deutscher Musikpädagoge und Dirigent

### Calh
- Calhamer, Allan B. (1931–2013), US-amerikanischer Spieleautor
- Çalhan, Ecem (* 1996), türkische Schauspielerin
- Çalhanoğlu, Hakan (* 1994), türkisch-deutscher FußballspielerHakan Çalhanoğlu (* 1994)

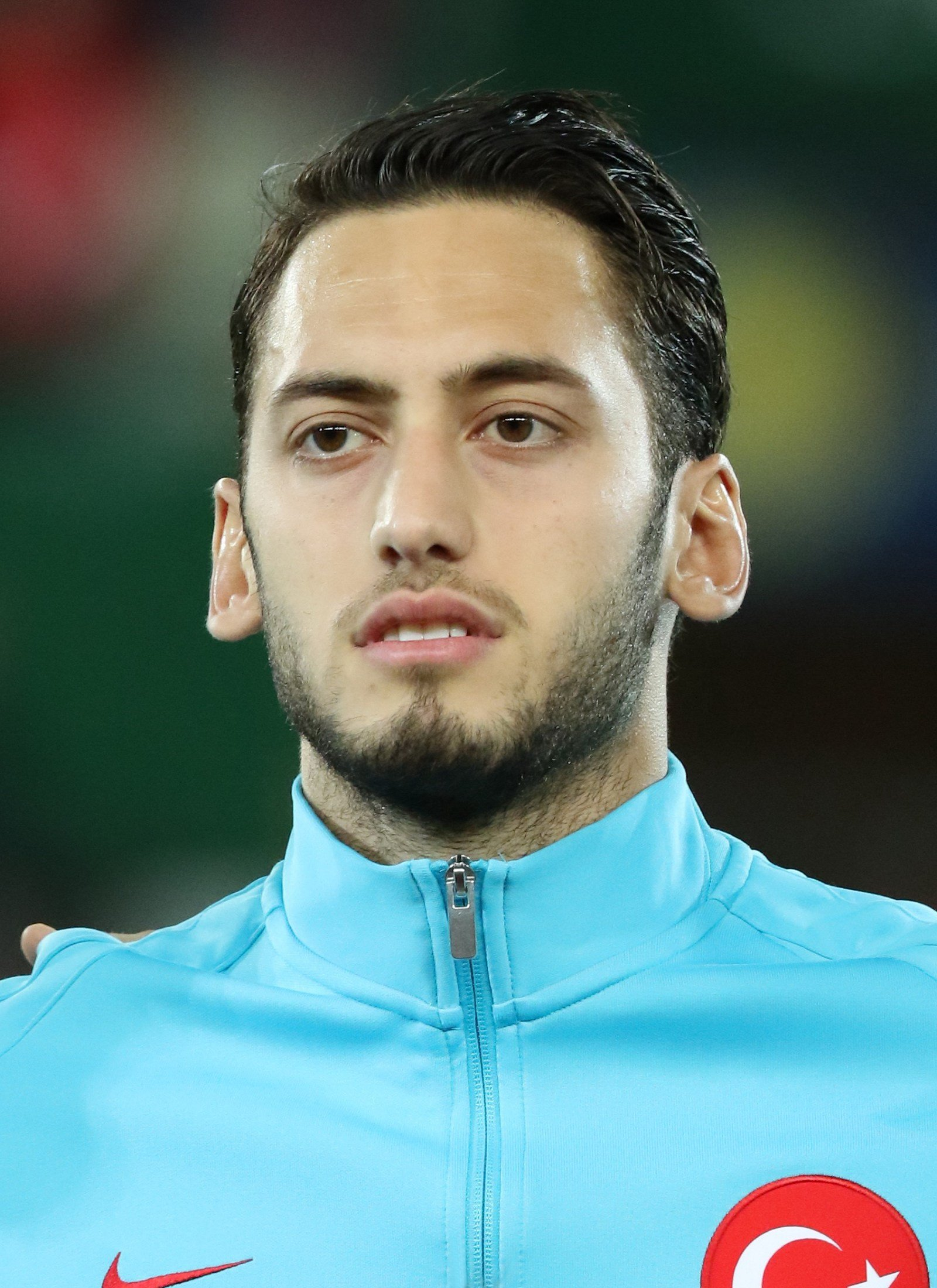
Hakan Çalhanoğlu (* 1994)

- Çalhanoğlu, Kerim (* 2002), deutsch-türkischer Fußballspieler
- Çalhanoğlu, Muhammed (* 1995), türkisch-deutscher Fußballspieler
- Calheiros, Renan (* 1955), brasilianischer Politiker (MDB), Präsident des Bundessenats im Nationalkongress
- Calhern, Louis (1895–1956), US-amerikanischer Schauspieler
- Calhoon, John (1797–1852), US-amerikanischer Politiker
- Calhoun, Alice (1900–1966), US-amerikanische Schauspielerin
- Calhoun, David (* 1957), US-amerikanischer Manager
- Calhoun, Eddie (1921–1993), US-amerikanischer Jazzmusiker
- Calhoun, Floride (1792–1866), US-amerikanische Second Lady
- Calhoun, George Miller (1886–1942), US-amerikanischer Klassischer Philologe
- Calhoun, Jack (* 1939), US-amerikanischer Sozialarbeiter, Autor und Aktivist
- Calhoun, James S. (1802–1852), US-amerikanischer Politiker
- Calhoun, Jim (* 1942), US-amerikanischer Basketballtrainer
- Calhoun, John B. (1917–1995), US-amerikanischer Ethologe und VerhaltensforscherJohn B. Calhoun (1917–1995)

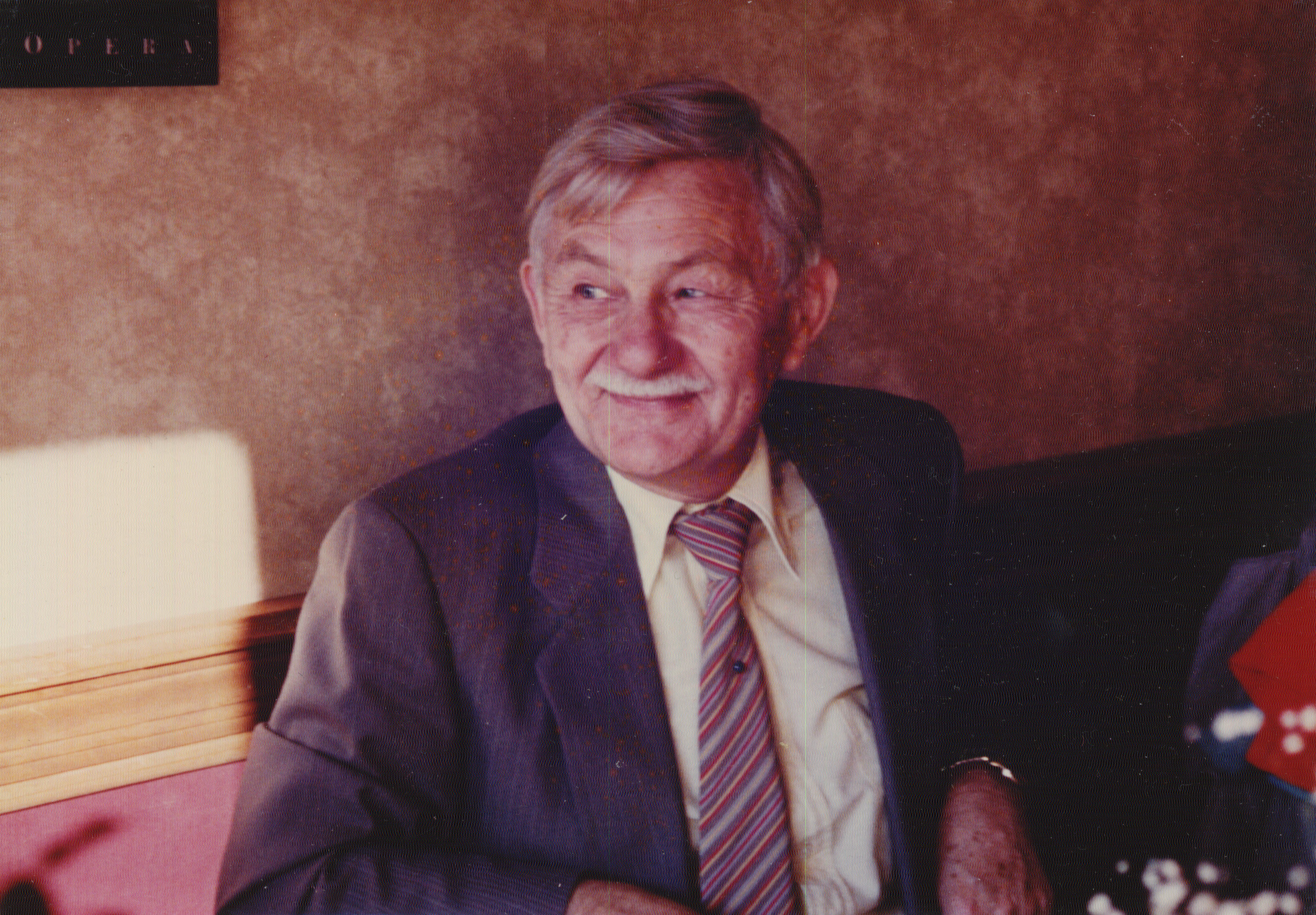
John B. Calhoun (1917–1995)

- Calhoun, John C. (1782–1850), Außenminister der Vereinigten Staaten, US-Vizepräsident
- Calhoun, Joseph (1750–1817), US-amerikanischer Politiker
- Calhoun, Lee (1933–1989), US-amerikanischer Leichtathlet
- Calhoun, Monica (* 1971), US-amerikanische Schauspielerin
- Calhoun, Rory (1922–1999), US-amerikanischer Schauspieler
- Calhoun, Will (* 1964), US-amerikanischer Rock- und Fusion-Schlagzeuger
- Calhoun, William B. (1796–1865), US-amerikanischer Politiker

### Cali
- Cali (* 1968), französischer Sänger und Songwriter
- Cali P (* 1985), Schweizer Dancehall- und Reggae-Sänger mit Wohnsitz in Jamaika
- Calí Tzay, José Francisco (* 1961), guatemaltekischer Jurist und Diplomat
- Cali, Frank (1965–2019), US-amerikanischer Mafioso
- Calì, Giulio (1895–1967), italienischer Schauspieler
- Cali, Stéphane (* 1972), französischer Sprinter
- Cali, Valentina (* 1997), italienische Beachvolleyballspielerin
- Caliandro, Cosimo (1982–2011), italienischer Mittel- und Langstreckenläufer
- Caliandro, Domenico (* 1947), italienischer Geistlicher und römisch-katholischer Erzbischof von Brindisi-Ostuni
- Caliari, Benedetto († 1598), italienischer Maler, Zeichner und Freskant
- Caliaro, Marco (1919–2005), italienischer Bischof
- Calibre, britischer Drum-and-Bass-Produzent und -DJ
- Calibri Calibro, kamerunisch-senegalesischer Rebelle
- Calic, Edouard (1910–2003), jugoslawischer Journalist, Publizist und Historiker
- Calic, Ines (* 1959), deutsche Schriftstellerin und JuristinInes Calic (* 1959)

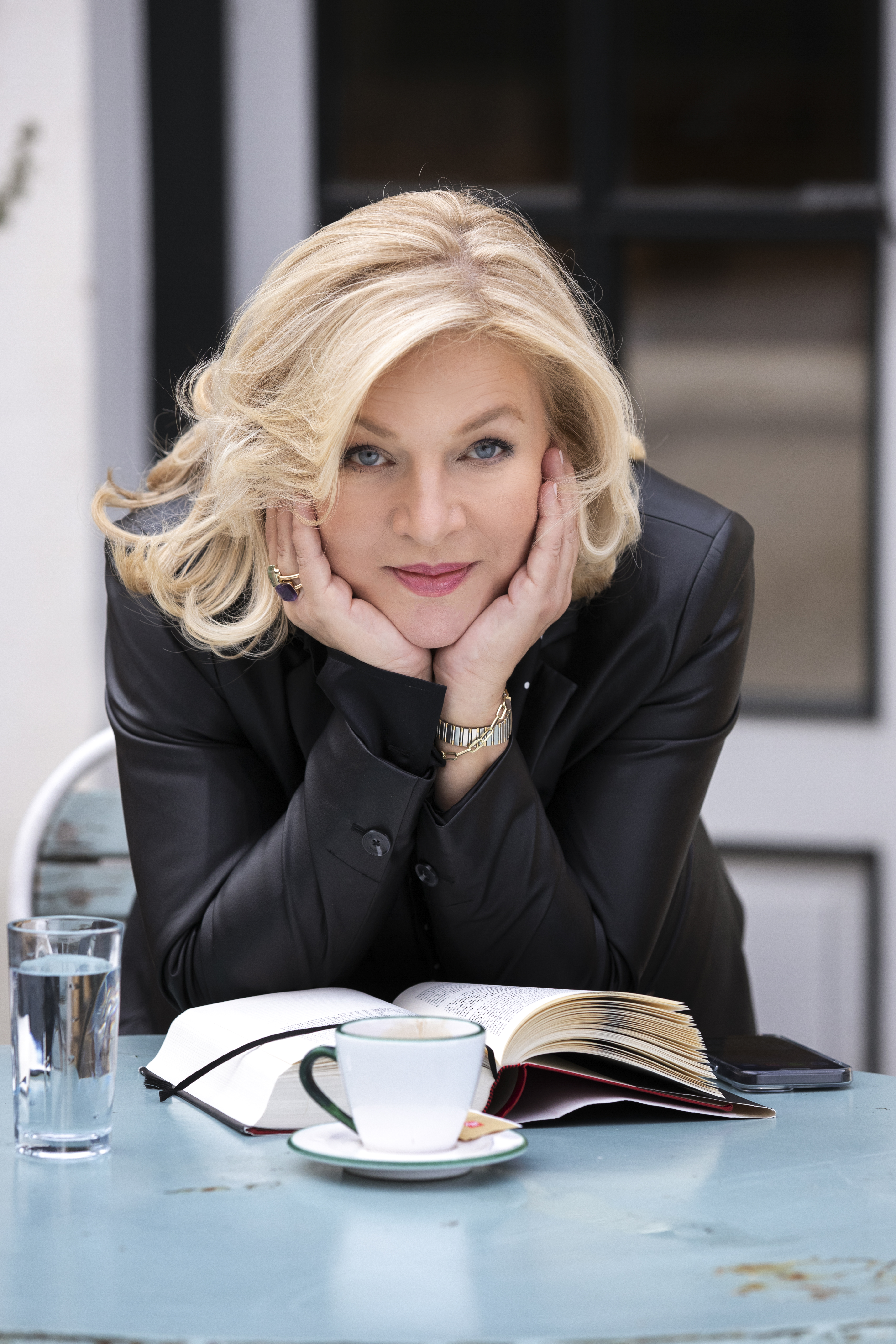
Ines Calic (* 1959)

- Calic, Marie-Janine (* 1962), deutsche Historikerin
- Calice, Heinrich von (1831–1912), italienischer Diplomat
- Calichman, Dan (* 1968), US-amerikanischer Fußballspieler
- Caliço, Luís (1969–2024), portugiesischer Windsurfer
- Calics, Oscar (* 1939), argentinischer Fußballspieler
- Caliebe, Gabriele (* 1954), deutsche Juristin und ehemalige Richterin am Bundesgerichtshof
- Caliendo, Frank (* 1974), US-amerikanischer Komiker und Schauspieler
- Caliendo, Giacomo (1942–2025), italienischer Politiker der Partei Il Popolo della Libertà
- Califano, Franco (1938–2013), italienischer Sänger, Komponist, Schriftsteller und SchauspielerFranco Califano (1938–2013)

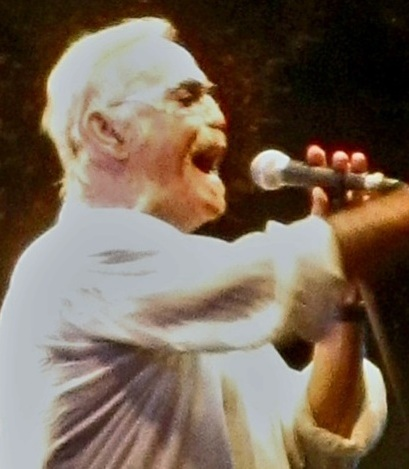
Franco Califano (1938–2013)

- Califano, Joseph A. (* 1931), US-amerikanischer Politiker und Wirtschaftsmanager
- Califf, Danny (* 1980), US-amerikanischer Fußballspieler
- Califia, Patrick (* 1954), US-amerikanischer Schriftsteller
- Califice, Alfred (1916–1999), belgischer Politiker
- California, Randy (1951–1997), US-amerikanischer Musiker
- Caliga-Ihle, Auguste (1862–1931), deutsche Opernsängerin (Sopran)
- Caliga-Reh, Friedrich (1858–1904), deutscher Opernsänger (Tenor)
- Caligari, Claudio (1948–2015), italienischer Regisseur und Drehbuchautor
- Caligaris, Umberto (1901–1940), italienischer Fußballspieler und -trainer
- Caligiuri, Daniel (* 1988), deutsch-italienischer Fußballspieler
- Caligiuri, Marco (* 1984), deutsch-italienischer Fußballspieler
- Caligiuri, Paul (* 1964), US-amerikanischer Fußballspieler
- Caligula (12–41), römischer Kaiser (37–41)Caligula (12–41)

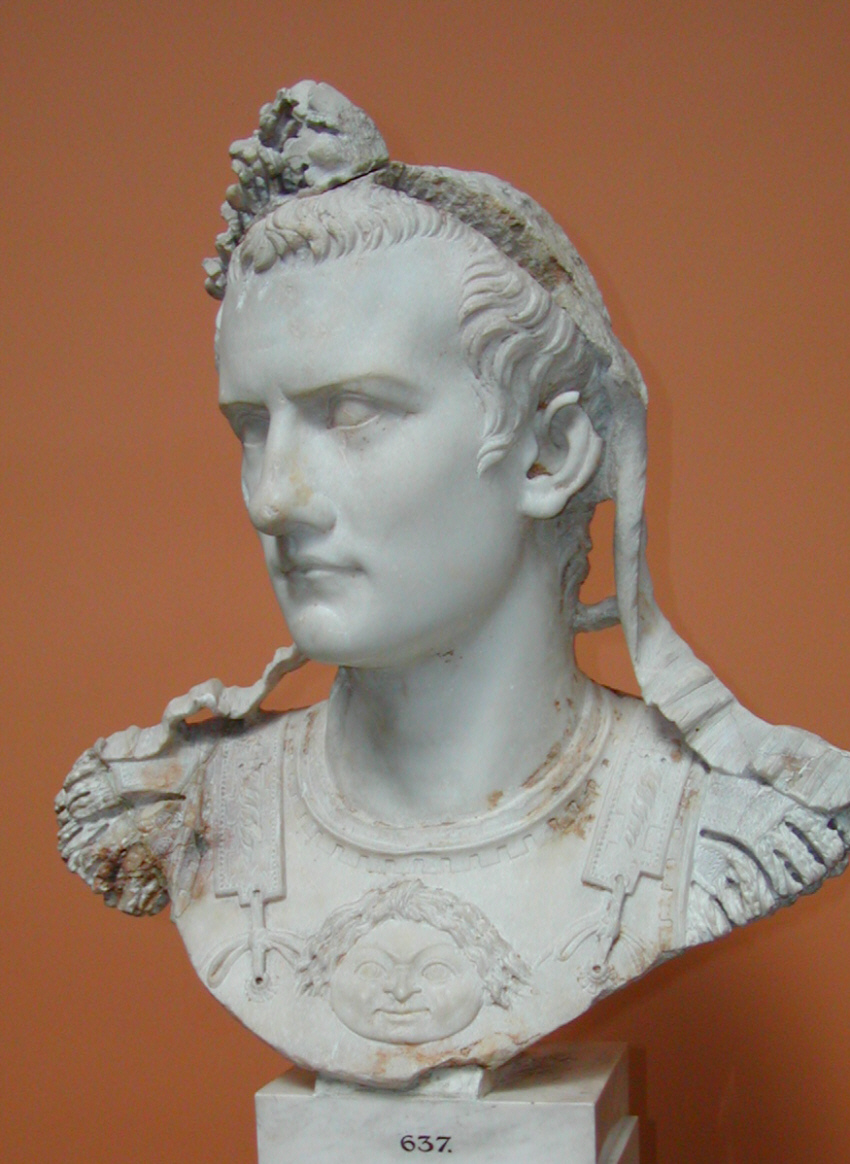
Caligula (12–41)

- Çalık, Ahmet (1994–2022), türkischer Fußballspieler
- Çalık, Burak (* 1989), türkischer Fußballspieler
- Çalık, Serkan (* 1986), türkisch-deutscher Fußballspieler
- Calil Bulos, Armando (1915–1999), brasilianischer Rechtsanwalt und Politiker
- Cälil, Musa (1906–1944), tatarischer Dichter
- Cəlilov, Firudin (* 1947), aserbaidschanischer Politiker
- Calimach, Andrew (* 1953), US-amerikanisch-rumänischer Autor
- Caliman, Hadley (1932–2010), US-amerikanischer Jazzmusiker
- Calimani, Riccardo (* 1946), italienischer Schriftsteller
- Çalımbay, Rıza (* 1963), türkischer Fußballspieler und -trainer
- Calin (* 1997), tschechischer Musiker
- Calin, Ivan (1935–2012), moldauischer Politiker und ehemaliger Staats- und Ministerpräsident der Moldauischen SSR
- Călin, Liviu (* 1953), rumänisch-deutscher Basketballtrainer
- Calindri, Ernesto (1909–1999), italienischer Schauspieler
- Călinescu, Armand (1893–1939), rumänischer Politiker, Ministerpräsident des Landes
- Călinescu, Greta (* 1988), deutsche Theaterregisseurin
- Calini, Ludovico (1696–1782), italienischer Geistlicher, Bischof und Kardinal der Römischen Kirche
- Calini, Muzio (1525–1570), Erzbischof von Zadar und Terni
- Calini, Richard (1882–1943), Schweizer Architekt und Politiker (FDP)
- Calinich, Robert (1834–1883), deutscher evangelisch-lutherischer Geistlicher, Autor und Hamburger Hauptpastor
- Călinoiu, Valeriu (1928–1990), rumänischer Fußballspieler
- Calipari, John (* 1959), US-amerikanischer Basketballtrainer
- Calipari, Nicola (1953–2005), italienischer Agent, Mitarbeiter des Auslandsgeheimdiensts SISMI
- Caliri, Giacomo (* 1940), italienischer Aerodynamiker und Rennwagenkonstrukteur
- Calis, Nuran David (* 1976), deutscher Theater- und Filmautor und -regisseur
- Çalış, Taşkın (* 1993), deutsch-türkischer Fußballspieler
- Calisch, Moritz (1819–1870), niederländischer Porträt-, Historien- und Genremaler
- Calise, Bruno (1885–1965), französischer Autorennfahrer
- Calisher, Hortense (1911–2009), US-amerikanische Schriftstellerin
- Calisius, Johann Heinrich (1633–1698), deutscher lutherischer Geistlicher und Kirchenlieddichter
- Çalışkan, Beyhan (* 1960), türkischer Fußballspieler
- Çalışkan, Eray (* 1981), türkischer Fußballtorhüter
- Çalışkan, Kerem (* 1950), türkischer Journalist, Chefredakteur der Europa-Ausgabe der Hürriyet
- Calışkan, Mahmut (* 1966), deutscher Fußballspieler
- Caliskan, Mert (* 2000), deutscher Boxer
- Calışkan, Nevrez (* 1968), deutscher Unterhaltungskünstler
- Çalışkan, Nizamettin (* 1987), deutsch-türkischer Fußballspieler
- Calışkan, Noel (* 2000), deutsch-türkischer Fußballspieler
- Çalışkan, Rıfat (1940–2009), türkischer Radrennfahrer
- Çalışkan, Selmin (* 1967), Generalsekretärin der deutschen Sektion von Amnesty International
- Çalışkan, Sema (* 1996), türkische Boxerin
- Caliskan, Tuncay (* 1977), österreichischer Taekwondo-Kämpfer
- Caliskaner, Kaan (* 1999), deutsch-türkischer Fußballspieler
- Calister, Izaline (* 1969), karibisch-niederländische Musikerin
- Calisto, Adolfo (1944–2024), portugiesischer Fußballspieler
- Calistri, Joey (* 1993), US-amerikanischer Fußballspieler
- Calix, Mira (1969–2022), südafrikanische Musikerin
- Calixt I. († 222), Bischof von Rom (217–222)
- Calixt II. († 1124), Papst (1119–1124)
- Calixt III., Gegenpapst
- Calixt III. (1378–1458), spanischer Geistlicher, Papst (1455–1458)Calixt III. (1378–1458)

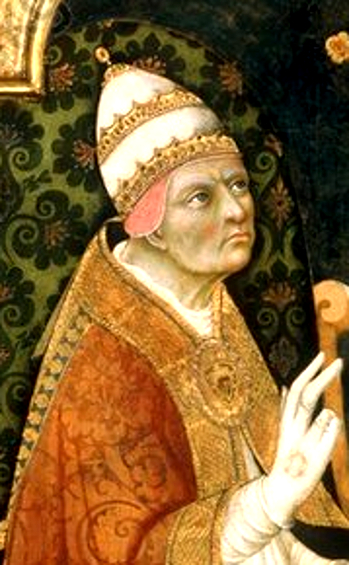
Calixt III. (1378–1458)

- Calixt, Friedrich Ulrich (1622–1701), deutscher lutherischer Theologe
- Calixt, Georg (1586–1656), deutscher evangelischer Theologe
- Calixte, Démosthènes Pétrus, haitianischer Politiker, Diplomat und Offizier
- Calixte, Widlin (* 1990), britischer Fußballspieler (Turks- und Caicosinseln)
- Calixto Filho, Mário (1946–2020), brasilianischer Politiker, Senator sowie Medienunternehmer
- Calixtus, Patriarch von Aquileia
- Calizaya, Sonia (* 1976), bolivianische Marathonläuferin

### Calj
- Calja, Briken (* 1990), albanischer Gewichtheber
- Caljouw, Mark (* 1995), niederländischer Badmintonspieler

### Calk
- Calker, Friedrich van (1790–1870), deutscher Philosoph
- Calker, Fritz van (1864–1957), deutscher Staatsrechtler und Politiker (NLP), MdR
- Calker, Wilhelm van (1869–1937), deutscher Rechtswissenschaftler
- Calkin, Hervey C. (1828–1913), US-amerikanischer Politiker
- Calkin, James (1786–1862), englischer Organist, Pianist, Geiger und Komponist
- Calkin, John Baptiste (1827–1905), englischer Komponist, Organist und Musikpädagoge
- Calkin, John Williams (1909–1964), US-amerikanischer Mathematiker
- Calkins, Buzz (* 1971), US-amerikanischer Rennfahrer
- Calkins, Irving (1875–1958), US-amerikanischer Sportschütze
- Calkins, Mary Whiton (1863–1930), US-amerikanische Philosophin und Psychologin
- Calkins, Michelle, kanadische Synchronschwimmerin
- Calkins, William H. (1842–1894), US-amerikanischer Politiker

### Call
- Call, Brandon (* 1976), US-amerikanischer Filmschauspieler
- Call, Daniel (* 1967), deutscher Schriftsteller und Regisseur
- Call, David (* 1982), US-amerikanischer Schauspieler
- Call, Dieter (* 1961), deutscher bildender Künstler und Musiker
- Call, Evan (* 1988), US-amerikanischer Filmkomponist
- Call, Guido von (1849–1927), österreichischer Diplomat und Politiker
- Call, Homer D. (1843–1929), US-amerikanischer Offizier und Politiker
- Call, Jacob († 1826), US-amerikanischer Politiker
- Call, Leonhard von (1767–1815), österreichischer Komponist und Gitarrist
- Call, R. D. (1950–2020), US-amerikanischer Schauspieler
- Call, Richard Keith (1792–1862), US-amerikanischer Politiker
- Call, Sara (* 1977), schwedische Fußballspielerin
- Call, Wilkinson (1834–1910), US-amerikanischer Politiker

#### Calla
- Calla, Cécile (* 1977), französische Journalistin und Sachbuchautorin
- Callà, Davide (* 1984), schweizerisch-italienischer Fußballspieler
- Calla, François-Etienne (* 1760), französischer Mechaniker
- Callachan, Ross (* 1993), schottischer Fußballspieler
- Callado, Antônio (1917–1997), brasilianischer Journalist, Dramatiker und Schriftsteller
- Callaerts, Joseph (1830–1901), belgischer Organist, Glockenspieler, Komponist und Hochschullehrer
- Callaghan, Catherine, irische Politikerin (Fine Gael)
- Callaghan, Colleen (1931–2020), amerikanische Friseurin
- Callaghan, Daniel J (1890–1942), US-amerikanischer Admiral der US Navy
- Callaghan, Duke (1914–2002), US-amerikanischer Kameramann
- Callaghan, Dympna, amerikanische Anglistin und Hochschullehrerin
- Callaghan, Ian (* 1942), englischer Fußballspieler
- Callaghan, James (1912–2005), britischer Politiker, Mitglied des House of Commons und PremierministerJames Callaghan (1912–2005)

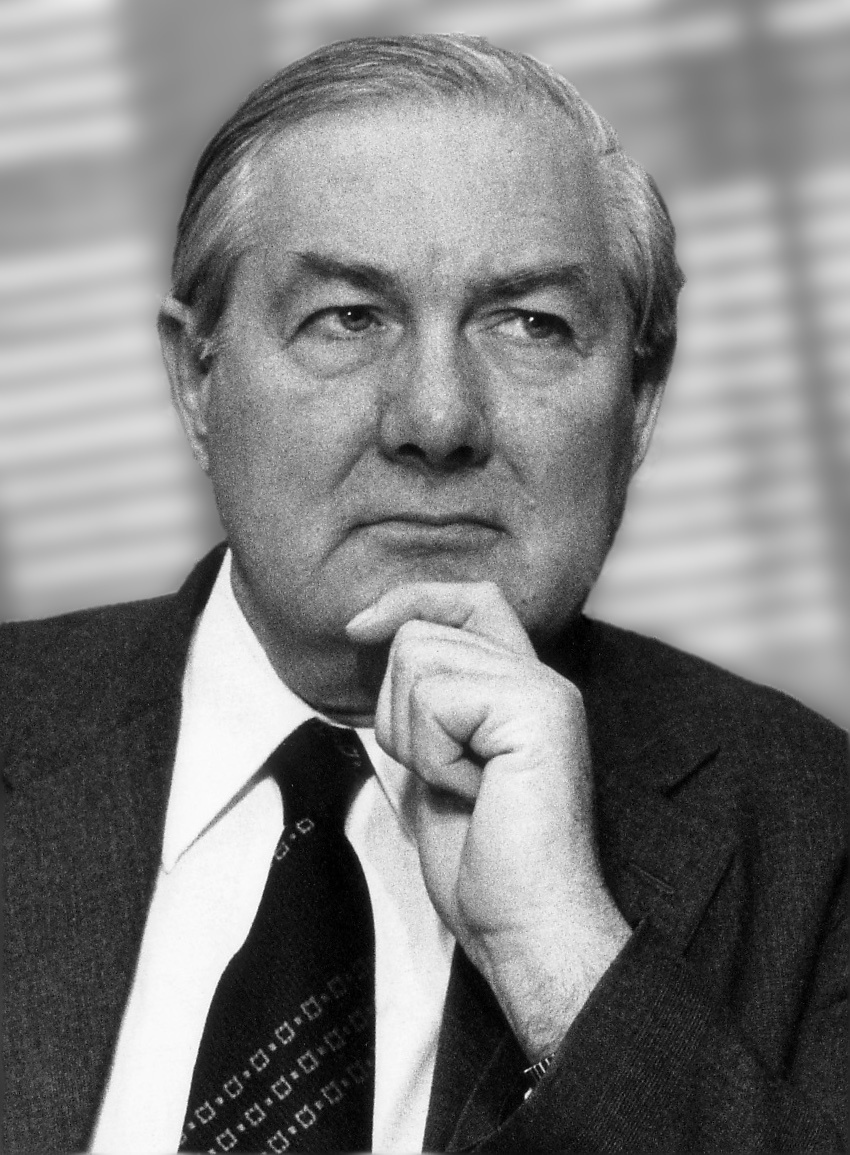
James Callaghan (1912–2005)

- Callaghan, John C. (1869–1929), US-amerikanischer Bergmann und Politiker
- Callaghan, Leo (1924–1987), walisischer Fußballschiedsrichter
- Callaghan, Marissa (* 1985), nordirische Fußballspielerin
- Callaghan, Milo, britischer Schauspieler
- Callaghan, Morley (1903–1990), kanadischer Schriftsteller
- Callaghan, Paul (1947–2012), neuseeländischer Physiker
- Callaghan, Steve (* 1968), US-amerikanischer Drehbuchautor, Produzent und Synchronsprecher
- Callaham, Dave (* 1977), US-amerikanischer Drehbuchautor
- Callahan Erdoes, Mary (* 1967), US-amerikanische Managerin
- Callahan, Bill (* 1966), US-amerikanischer Sänger und SongwriterBill Callahan (* 1966)

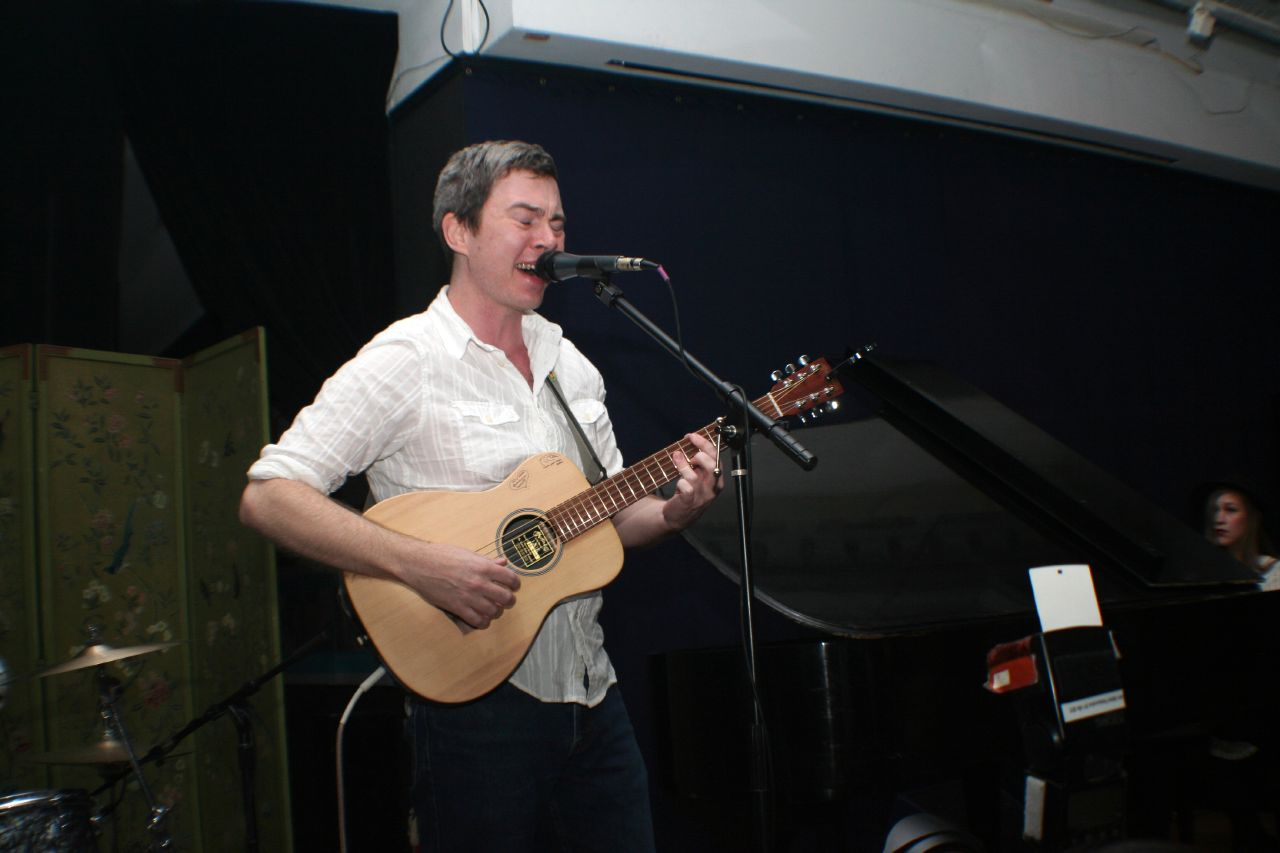
Bill Callahan (* 1966)

- Callahan, Brian (* 1984), US-amerikanischer American-Football-Trainer
- Callahan, Charmaine (* 1983), deutsche Basketballspielerin
- Callahan, Craig (* 1981), US-amerikanischer Basketballspieler
- Callahan, David (* 1965), amerikanischer Sachbuchautor und Vortragsredner
- Callahan, Gene (1923–1990), US-amerikanischer Artdirector und Szenenbildner
- Callahan, Harry (1912–1999), US-amerikanischer Fotograf
- Callahan, James Yancy (1852–1935), US-amerikanischer Politiker
- Callahan, Joe (* 1982), US-amerikanischer Eishockeyspieler
- Callahan, John (1951–2010), US-amerikanischer Cartoonist und Musiker
- Callahan, John (1953–2020), US-amerikanischer Schauspieler
- Callahan, John (* 1962), US-amerikanischer Skilangläufer
- Callahan, Kenneth (1905–1986), US-amerikanischer Maler und Wandmaler
- Callahan, Kyle (* 1986), US-amerikanischer American-Football-Spieler
- Callahan, Mars (* 1971), US-amerikanischer Schauspieler und Filmregisseur
- Callahan, Mitch (* 1991), US-amerikanischer Eishockeyspieler
- Callahan, Mushy (1905–1986), US-amerikanischer Boxer, Weltmeister im Halbweltergewicht
- Callahan, Ryan (* 1985), US-amerikanischer Eishockeyspieler
- Callahan, Samuel Benton (1833–1911), US-amerikanischer Jurist und Politiker sowie Offizier in der Konföderiertenarmee
- Callahan, Sonny (1932–2021), US-amerikanischer Politiker
- Callahan, T. F. (1856–1934), US-amerikanischer Geschäftsmann und Politiker
- Callahan, William Patrick (* 1950), US-amerikanischer Ordensgeistlicher, emeritierter römisch-katholischer Bischof von La Crosse
- Callai, Diego (* 2004), brasilianischer Fußballspieler
- Callam, Albert (1887–1956), deutscher Politiker (KPD), Verlagsleiter
- Callam, Gertrud (1891–1980), deutsche Opernsängerin
- Callamand, Lucien (1888–1968), französischer Schauspieler
- Callamard, Agnès (* 1963), französische MenschenrechtsexpertinAgnès Callamard (* 1963)

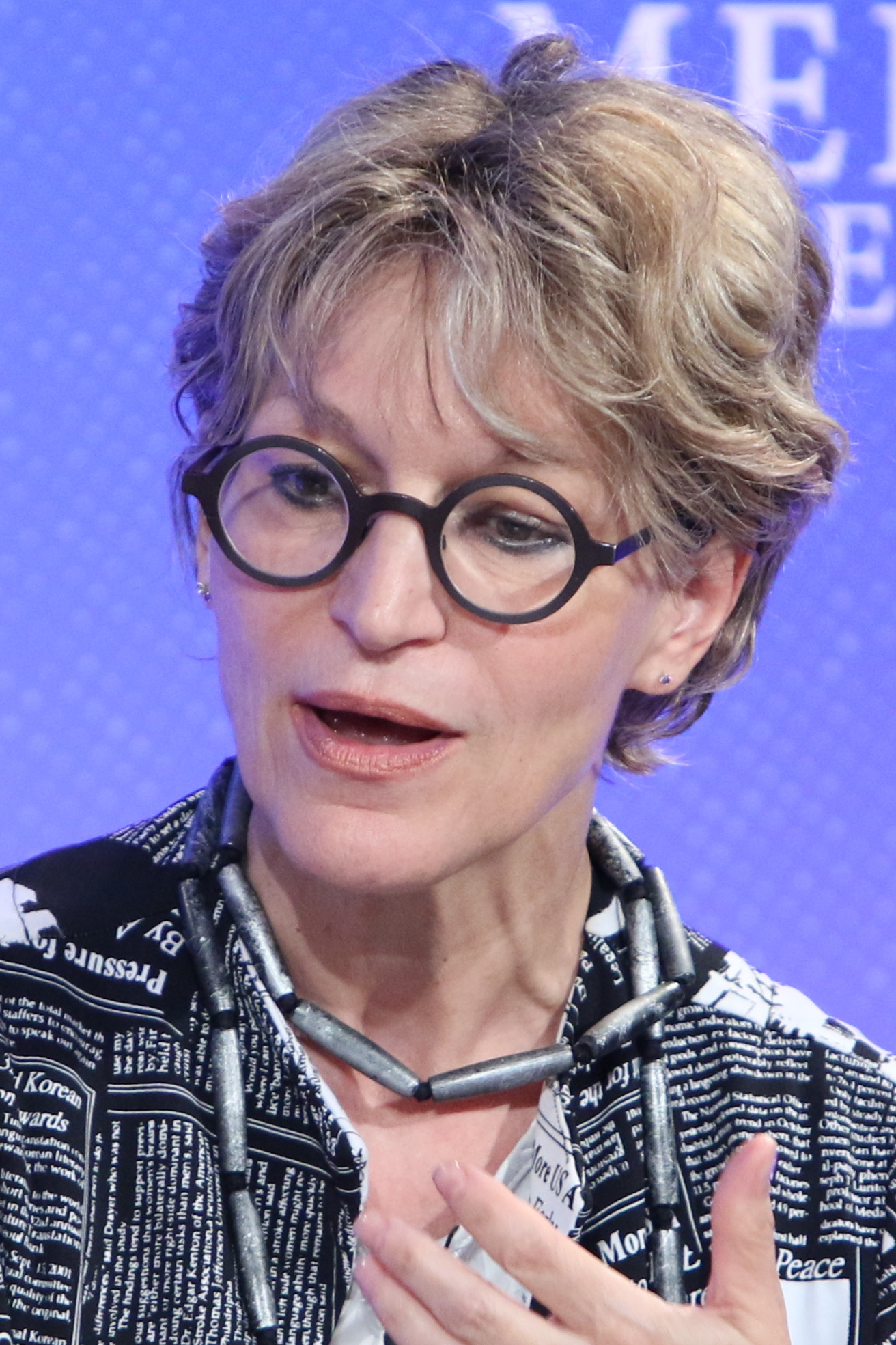
Agnès Callamard (* 1963)

- Callan, Cecile (* 1957), US-amerikanische Schauspielerin
- Callan, Clair Armstrong (1920–2005), US-amerikanischer Politiker
- Callan, Curtis (* 1942), US-amerikanischer Physiker
- Callan, Frank († 2016), englischer Snookertrainer und -spieler
- Callan, Jonathan (* 1961), britischer bildender Künstler
- Callan, K. (* 1936), US-amerikanische Schauspielerin und Autorin
- Callan, Michael (1935–2022), US-amerikanischer Schauspieler
- Callan, Michael W., US-amerikanischer Offizier, Brigadegeneral der US Air Force
- Callan, Nicholas (1799–1864), irischer Erfinder, römisch-katholischer Geistlicher und Physiker
- Callanan, Joe (* 1949), irischer Politiker und Landwirt
- Callanan, John (1910–1982), irischer Politiker
- Callanan, Martin (* 1961), britischer Politiker (Conservative Party), MdEP
- Callanan, Peter (1935–2009), irischer Politiker
- Callande de Champmartin, Charles-Émile (1797–1883), französischer Historien- und Porträtmaler
- Callander, Jock (* 1961), kanadischer Eishockeyspieler, -trainer und -funktionär
- Callander, Peter (1939–2014), britischer Songwriter
- Callander, Preston (* 1980), kanadischer Eishockeyspieler
- Callani, Maria (1778–1803), italienische Porträtmalerin
- Callard, Roger (* 1950), US-amerikanischer Bodybuilder und Schauspieler
- Callari, Sandro (* 1953), italienischer Radrennfahrer
- Callas, Charlie (1924–2011), US-amerikanischer Schauspieler und Comedian
- Callas, Jon, US-amerikanischer Computersicherheitsexperte
- Callas, Maria (1923–1977), griechisch-amerikanische Opernsängerin (Sopran)Maria Callas (1923–1977)

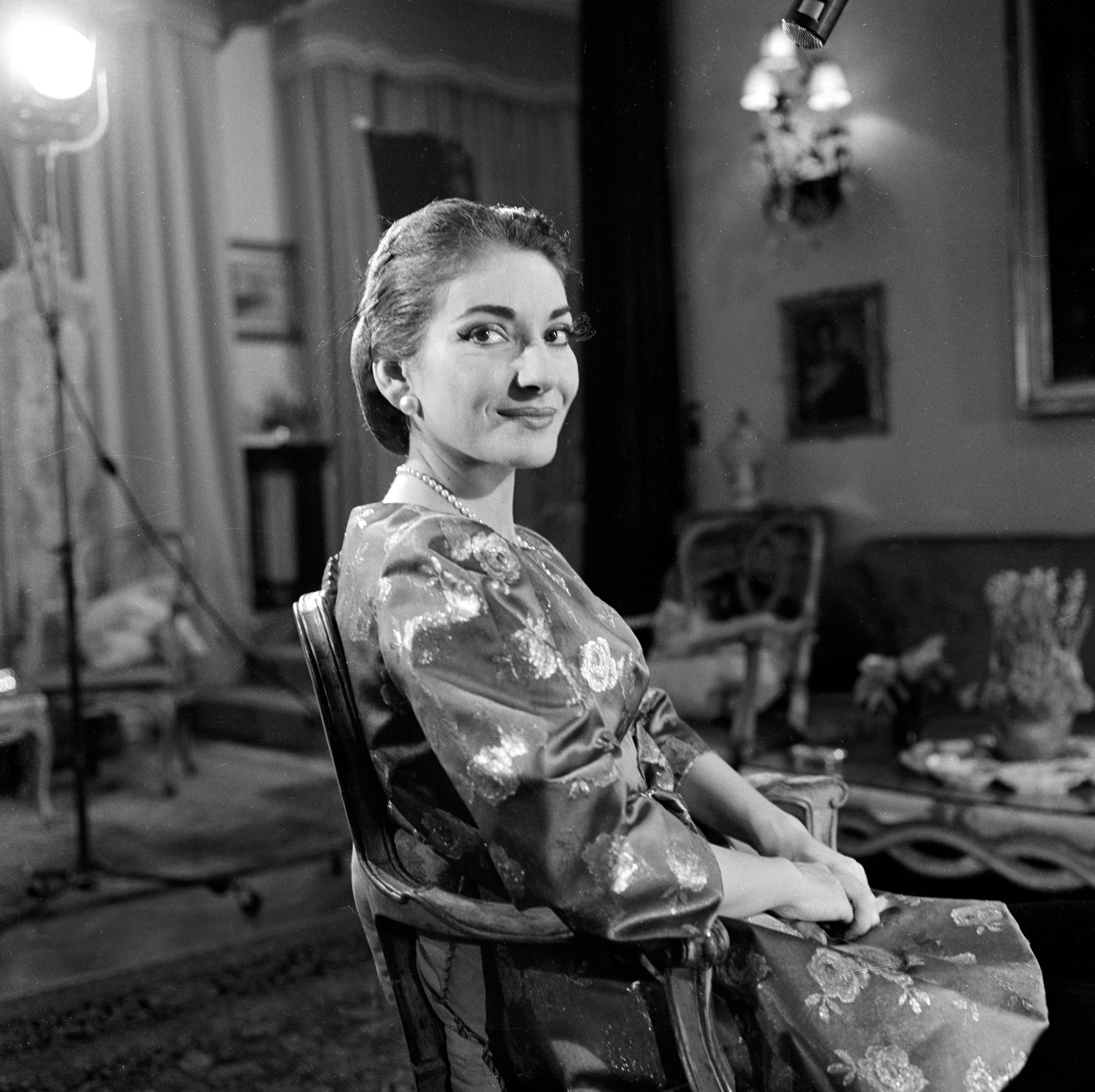
Maria Callas (1923–1977)

- Callaway, Ann Hampton (* 1958), US-amerikanische Komponistin
- Callaway, Betty (1928–2011), britische Eistanztrainerin
- Callaway, David, US-amerikanischer Physiker
- Callaway, Frank (1919–2003), neuseeländischer Musiker, Musikpädagoge und Musikadministrator
- Callaway, Henry (1817–1890), britischer Missionar
- Callaway, Howard H. (1927–2014), US-amerikanischer Geschäftsmann und Politiker (Republikanische Partei)
- Callaway, Liz (* 1961), US-amerikanische Musicaldarstellerin
- Callaway, Marquez (* 1998), US-amerikanischer American-Football-Spieler
- Callaway, Oscar (1872–1947), US-amerikanischer Politiker
- Callaway, Sydney (1868–1923), australischer Cricketspieler

#### Callc
- Callcott, Augustus Wall (1779–1844), britischer Maler
- Callcott, John Wall (1766–1821), englischer Komponist und Musiktheoretiker
- Callcott, Maria (1785–1842), britische Botanikerin und Autorin

#### Calle
- Calle Zapata, Flavio (* 1944), kolumbianischer Geistlicher und römisch-katholischer Erzbischof von Ibagué
- Calle, Andrés (* 1991), kolumbianischer Politiker, Abgeordneter und Parlamentspräsident
- Calle, Antonio (* 1978), spanischer Fußballspieler
- Calle, Edgar (1879–1955), österreichischer Komponist und Pianist
- Calle, Humberto de La (* 1946), kolumbianischer Politiker und Botschafter
- Calle, Ignacio (1931–1982), kolumbianischer Fußballspieler
- Calle, María Luisa (* 1968), kolumbianische Radsportlerin
- Calle, Paul (1928–2010), US-amerikanischer Künstler
- Calle, Sasha (* 1995), US-amerikanische SchauspielerinSasha Calle (* 1995)

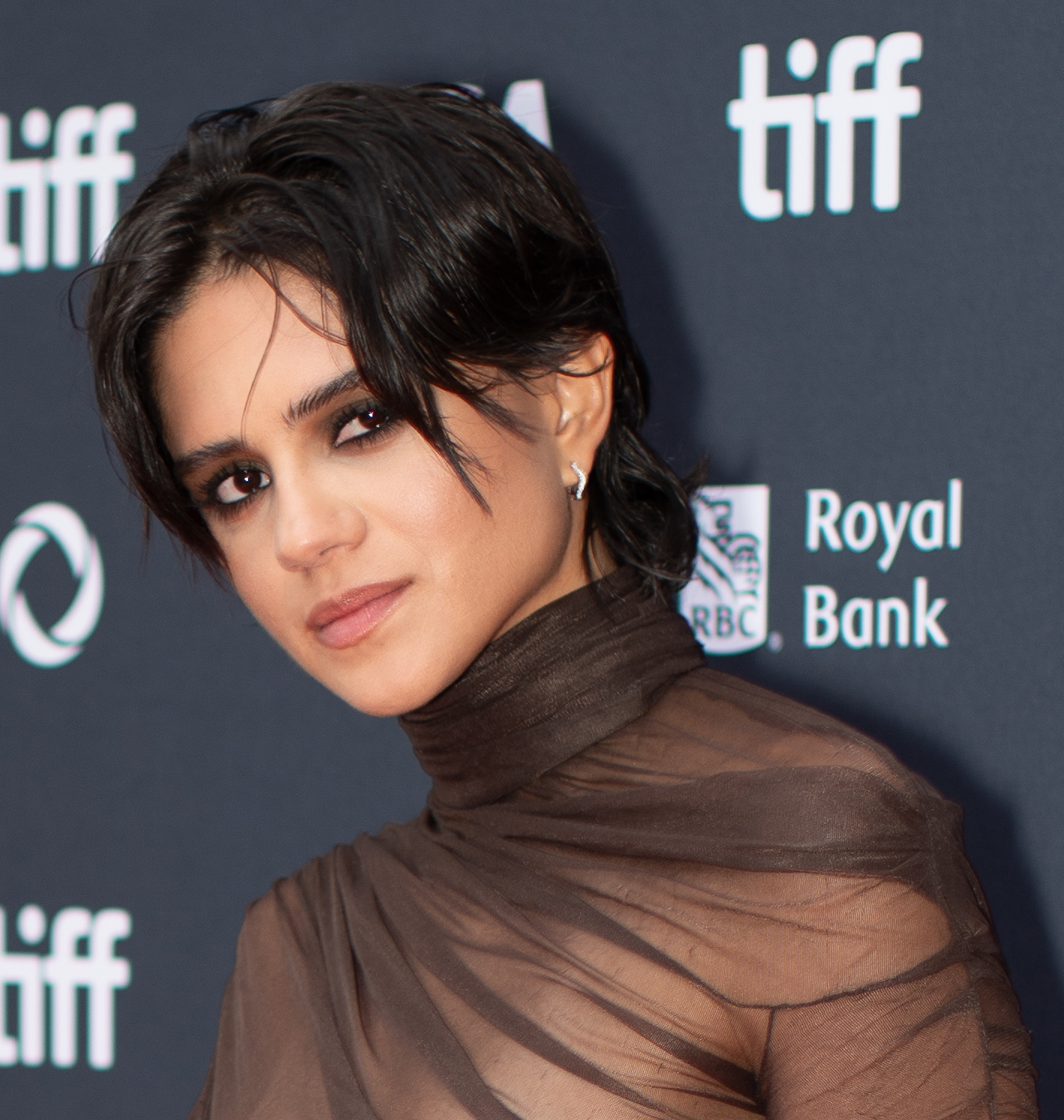
Sasha Calle (* 1995)

- Calle, Sophie (* 1953), französische Künstlerin
- Callea, Pietro (* 1969), deutsch-italienischer Fußballspieler
- Calleary, Dara (* 1973), irischer Politiker
- Calleary, Phelim (1895–1974), irischer Politiker (Fianna Fáil)
- Calleary, Seán (1931–2018), irischer Politiker
- Calleen, Heribert (1924–2017), deutscher Bildhauer und Medailleur
- Calleeuw, Joeri (* 1985), belgischer Radsportler
- Callegari, Gian Paolo (1909–1982), italienischer Dramatiker, Drehbuchautor und Filmregisseur
- Callegari, Giuseppe (1841–1906), Bischof von Padua und Kardinal der römisch-katholischen Kirche
- Callegarin, Daniele (* 1982), italienischer Straßenradrennfahrer
- Calleia, Joseph (1897–1975), maltesischer Schauspieler
- Calleja del Rey, Félix María (1753–1828), Vizekönig von Neuspanien
- Calleja y Crespo, Daniel, spanischer EU-Beamter und Generaldirektor
- Calleja, Franklin (* 1991), maltesischer Sänger
- Calléja, Guy (1938–2023), französischer Fußballspieler und -trainer
- Calleja, Javier (* 1978), spanischer Fußballspieler und -trainer
- Calleja, Joseph (* 1978), maltesischer Opernsänger (Tenor)Joseph Calleja (* 1978)

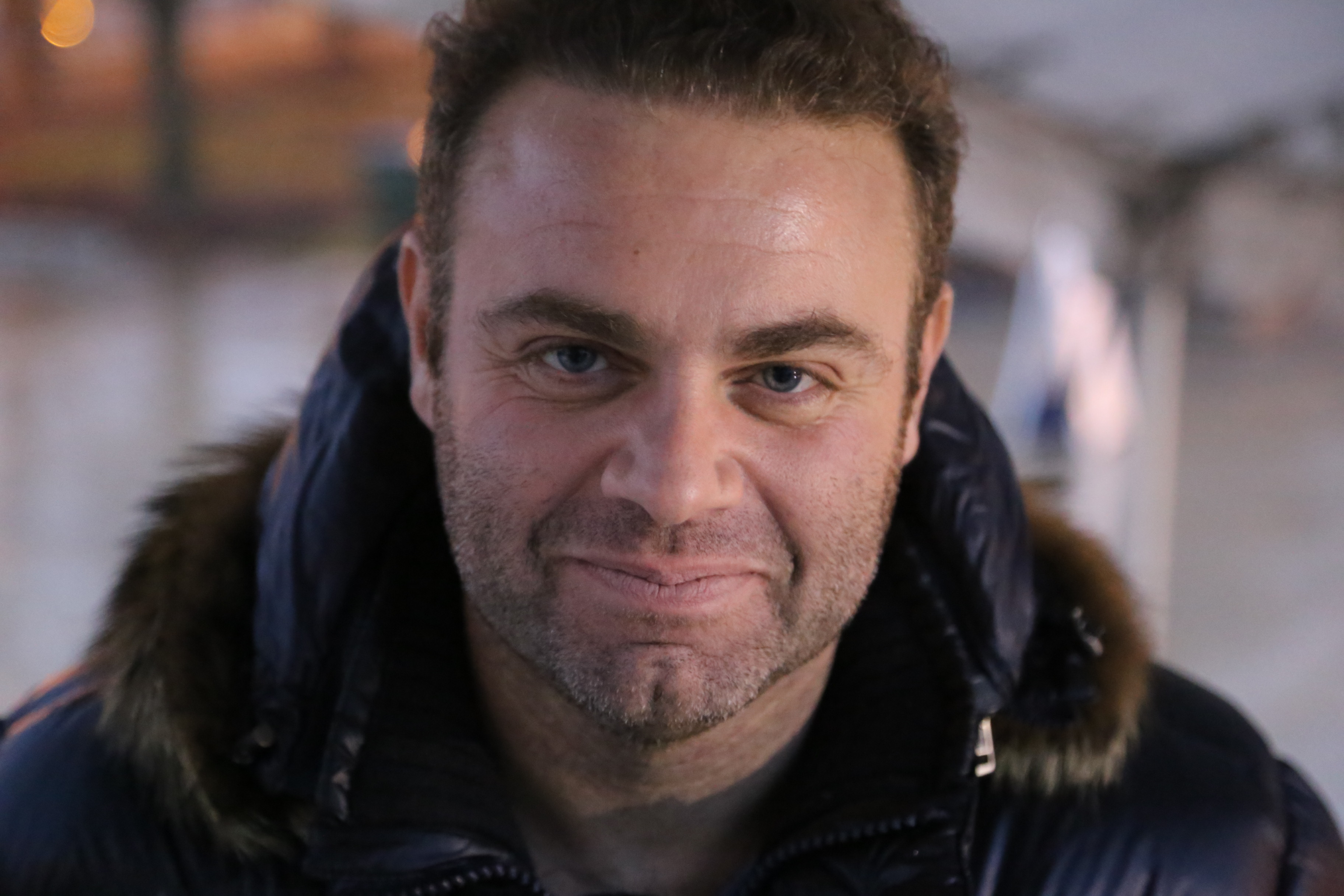
Joseph Calleja (* 1978)

- Calleja, Kurt (* 1989), maltesischer Sänger und Komponist
- Callejas, Christian (* 1978), uruguayischer Fußballspieler
- Callejas, Rafael Leonardo (1943–2020), honduranischer Ökonom und Politiker
- Callejas, Suecy, salvadorianische Juristin, Tanzlehrerin und Politikerin
- Callejas, Victor (* 1960), puerto-ricanischer Boxer im Superbantamgewicht
- Callejón, José (* 1987), spanischer Fußballspieler
- Callely, Ivor (* 1958), irischer Politiker
- Callén i Corzán, Lluís (1865–1952), katalanischer Architekt des Modernisme
- Callen, Georges (* 1935), französischer Dendrologe und Botaniker
- Callen, Herbert B. (1919–1993), US-amerikanischer theoretischer Physiker
- Callen, John (* 1946), britisch-neuseeländischer Schauspieler, Synchronsprecher und Regisseur
- Callenbach, Carli (1809–1875), deutscher Theaterschauspieler
- Callenbach, Ernest (1929–2012), US-amerikanischer Journalist und Schriftsteller
- Callenbach, Franz (1663–1743), deutscher jesuitischer Autor satirischer Schuldramen der Barockzeit
- Callenbach, Jaap (1904–1975), niederländischer Pianist und Musikpädagoge
- Callenberg, August Reineccius von (1722–1795), kursächsischer Generalleutnant
- Callenberg, Georg Alexander Heinrich Herrmann von (1744–1795), kurfürstlich-sächsischer Geheimer Rat
- Callenberg, Johann Heinrich (1694–1760), deutscher Orientalist und Theologe
- Callenberg, Josef (1854–1960), deutscher Bauingenieur und Baubeamter
- Callenberg, Karl Friedrich Reineke von (1727–1800), österreichischer Feldmarschallleutnant, Großkreuz des St. Stephans-Ordens sowie Chef des Infanterieregiments No. 54.
- Callenberg, Kurt Reinicke von (1607–1672), deutscher Soldat, Verwaltungsbeamter, Standesherr
- Callenberg, Ludwig Heidenreich von († 1637), deutscher Hofbeamter und Offizier
- Callenberg, Otto Carl von (1686–1759), deutsch-dänischer Oberhofmarschall und Oberlanddrost der Herrschaft Pinneberg
- Callenberg, Otto Heinrich von (1601–1644), deutscher Offizier und Politiker
- Callenburgh Baartmans, Hester Wilhelmina (1739–1826), niederländische Dichterin
- Callendar, Guy Stewart (1898–1964), englischer Dampf-Ingenieur und Erfinder
- Callendar, Hugh Longbourne (1863–1930), britischer Physiker
- Callender, Bessie (1889–1951), amerikanische Bildhauerin
- Callender, Beverley (* 1956), britische Leichtathletin
- Callender, Clarence (* 1961), britischer Sprinter
- Callender, Emmanuel (* 1984), Sprinter aus Trinidad und Tobago
- Callender, Geoffrey (1875–1946), britischer Marinehistoriker
- Callender, James T. (1758–1803), schottisch-US-amerikanischer Schriftsteller und Satiriker
- Callender, Mantia (1973–2011), englischer Basketballspieler
- Callender, Margaret (* 1939), britische Speerwerferin
- Callender, Red (1916–1992), US-amerikanischer Jazzmusiker
- Callender, Roy (* 1944), barbadischer Bodybuilder und Wrestler
- Callenfels-Carsten, Mies (1893–1981), niederländische Malerin und Zeichnerin
- Callenius, Gustav (1795–1836), deutscher Offizier und Schriftsteller
- Callens, Christian (* 1947), belgischer Radrennfahrer
- Callens, Els (* 1970), belgische Tennisspielerin
- Callens, Evelien (* 1984), belgische Basketballspielerin
- Callens, Joseph (1904–1979), belgischer Schwimmer und Wasserspringer
- Callens, Michel (1918–1990), französischer Ordensgeistlicher und römisch-katholischer Prälat von Tunis
- Callens, Norbert (1924–2005), belgischer Radrennfahrer
- Calleri, Agustín (* 1976), argentinischer Tennisspieler
- Calleri, Jonathan (* 1993), argentinischer Fußballspieler
- Callero, Jacinto (* 1945), uruguayischer Fußballspieler
- Callero, Mathías (* 1992), uruguayischer Fußballspieler
- Callerot, Geneviève Paule Louise (1916–2025), französische Landwirtin und Schriftstellerin
- Callery, Sean (* 1964), US-amerikanischer Komponist von Filmmusik
- Calles Sáenz, Fernando Elías (1931–2013), mexikanischer Botschafter
- Calles, Horst Victor (* 1939), deutscher Garten- und Landschaftsarchitekt
- Calles, Pedro (* 1983), spanischer Basketballtrainer
- Calles, Plutarco Elías (1877–1945), mexikanischer Politiker und OffizierPlutarco Elías Calles (1877–1945)

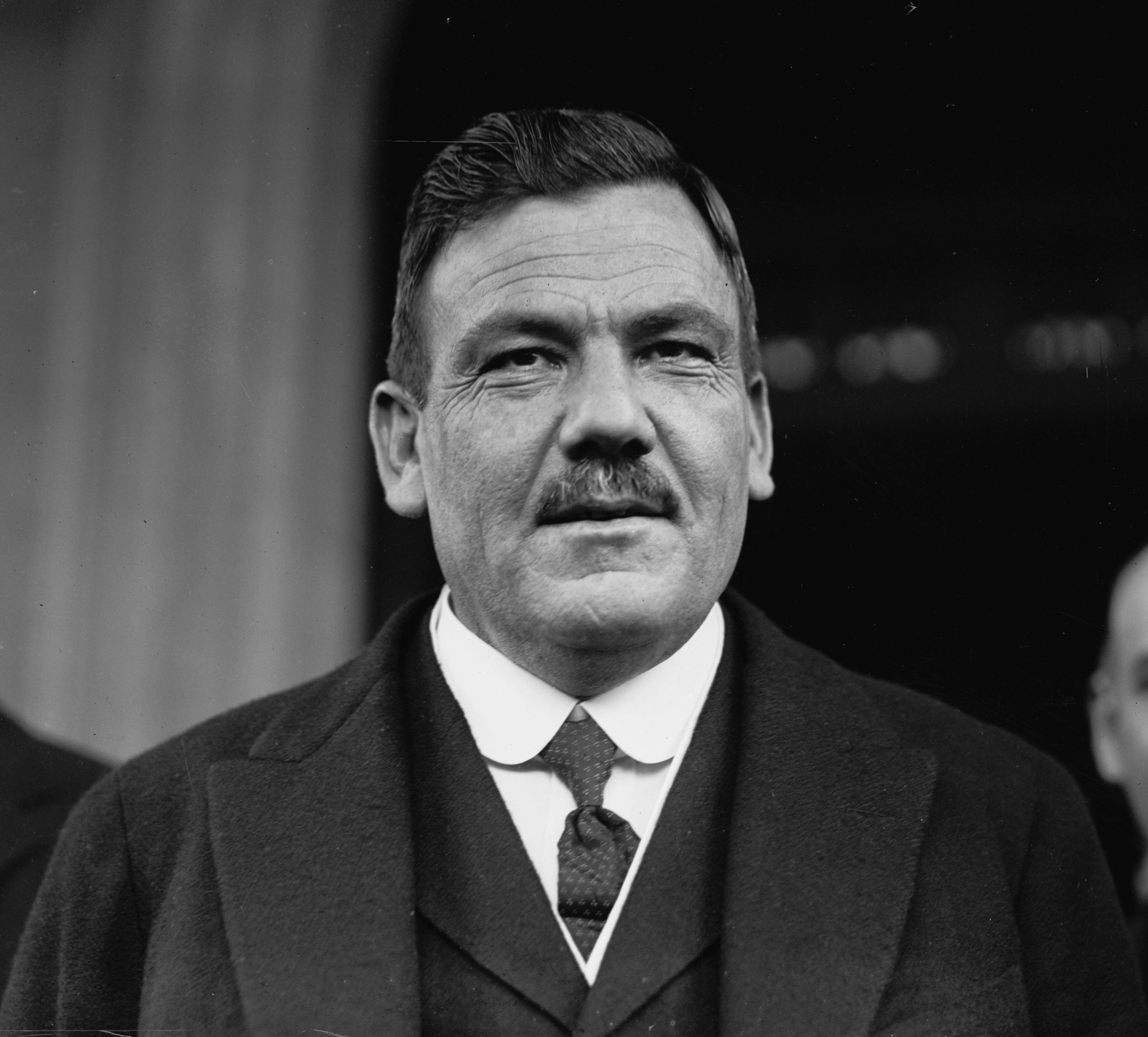
Plutarco Elías Calles (1877–1945)

- Calles, Sigismund (1696–1767), österreichischer Jesuit und Historiker
- Calles, Victor (1901–1969), deutscher Garten- und Landschaftsarchitekt
- Callesen, Christoffer (* 1988), norwegischer Skilangläufer
- Callesen, Gyde (* 1975), deutsche Schriftstellerin
- Callesen, Peter (* 1967), dänischer Künstler
- Callet, Antoine-François (1741–1823), französischer Maler
- Callet, François (1822–1885), französischer Jesuit, Missionar in Madagaskar, Herausgeber des Tantara ny Andriana eto Madagasikara
- Callet, Jean-François (1744–1799), französischer Mathematiker
- Callewaert, Eugène (1892–1944), belgischer Akkordeonbauer und Politiker
- Calley, Brian (* 1977), US-amerikanischer Politiker
- Calley, John (1930–2011), US-amerikanischer Filmproduzent
- Calley, William (1943–2024), US-amerikanischer Offizier und verurteilter KriegsverbrecherWilliam Calley (1943–2024)

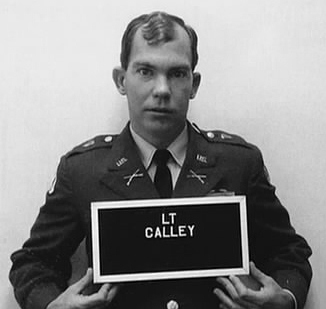
William Calley (1943–2024)

#### Callh
- Callhoff, Herbert (1933–2016), deutscher Komponist und Hochschullehrer

#### Calli
- Çallı, İbrahim (1882–1960), türkischer Maler
- Calliano, Gustav (1853–1930), österreichischer Heimatforscher
- Calliari, Franz (1921–2007), österreichischer römisch-katholischer Geistlicher und Journalist
- Calliari, Marco, kanadischer Singer-Songwriter
- Callias, Horace de (1847–1921), französischer Genre- und Aktmaler
- Callias, Nina de (1843–1884), französische Salonière und Schriftstellerin
- Callichurn, Soodesh Satkam, mauritischer Politiker
- Callicott, Joe (1901–1969), US-amerikanischer Bluesmusiker
- Callidius Camidienus, Lucius, römischer Offizier (Kaiserzeit)
- Callido, Gaetano (1727–1813), italienischer Orgelbauer
- Callie, Dayton (* 1946), amerikanischer SchauspielerDayton Callie (* 1946)

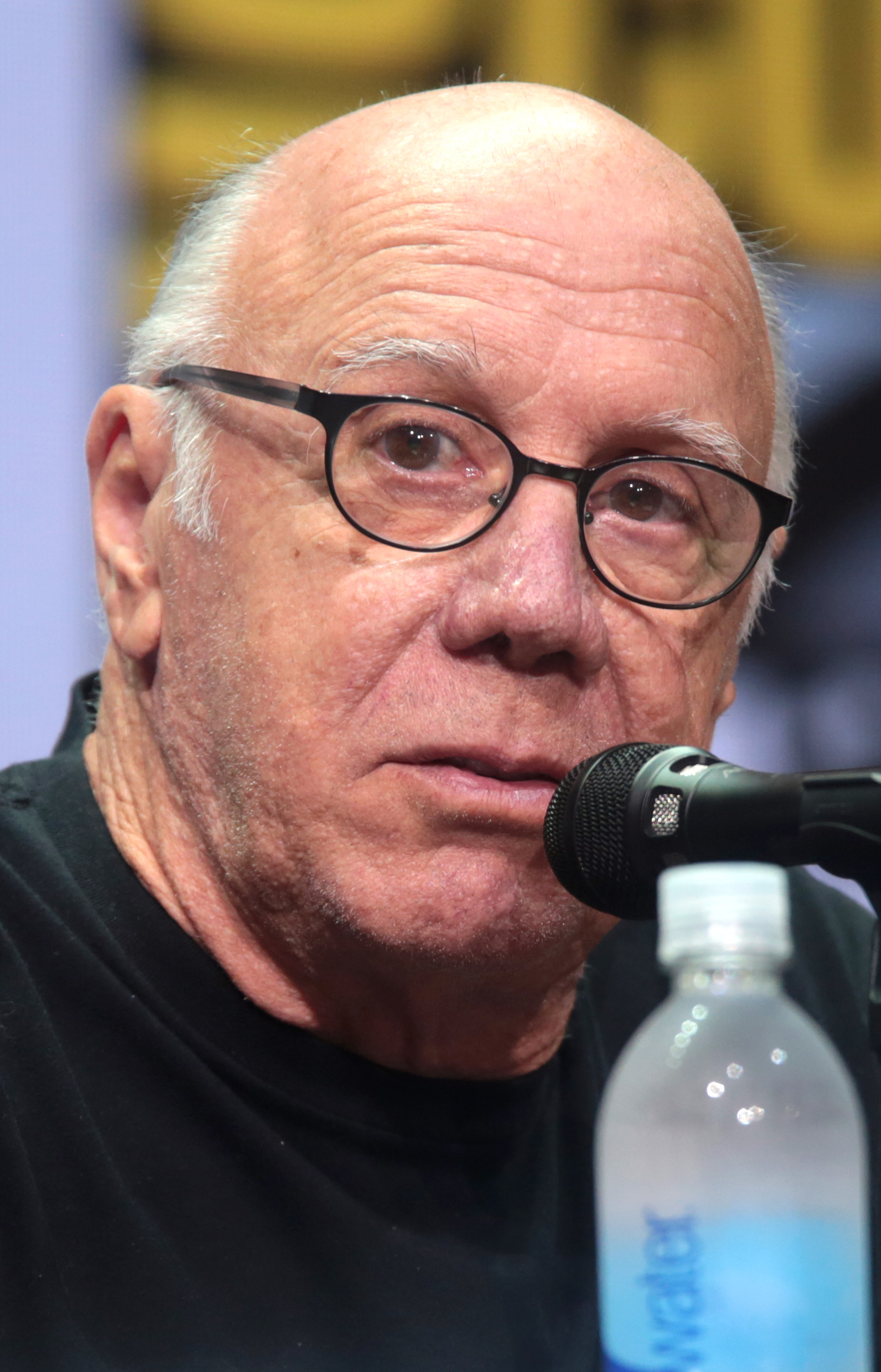
Dayton Callie (* 1946)

- Calliebe, Otto (1893–1976), deutscher Gymnasiallehrer, Vizeinspekteur der NPEA
- Callier, Frances (* 1969), US-amerikanische Schauspielerin
- Callier, Terry (1945–2012), US-amerikanischer Jazz-, Soul- und Folk-Gitarrist, Sänger und Komponist
- Callières, François de (1645–1717), französischer Diplomat, Schriftsteller und Mitglied der Académie française
- Callies, Carolin (* 1980), deutsche Schriftstellerin
- Callies, Horst (* 1934), deutscher Althistoriker
- Callies, Marcus (* 1974), deutscher Anglist
- Calliess, Christian (* 1964), deutscher Rechtswissenschaftler
- Calliess, Gralf-Peter (* 1967), deutscher Jurist und Hochschullehrer
- Calliess, Gustav (1871–1956), deutscher Lehrer und Entomologe
- Calliess, Rolf-Peter (1935–2018), deutscher Rechtswissenschaftler und Hochschullehrer
- Calligaris, Novella (* 1954), italienische Schwimmerin
- Calligaris, Viola (* 1996), schweizerisch-italienische FussballspielerinViola Calligaris (* 1996)

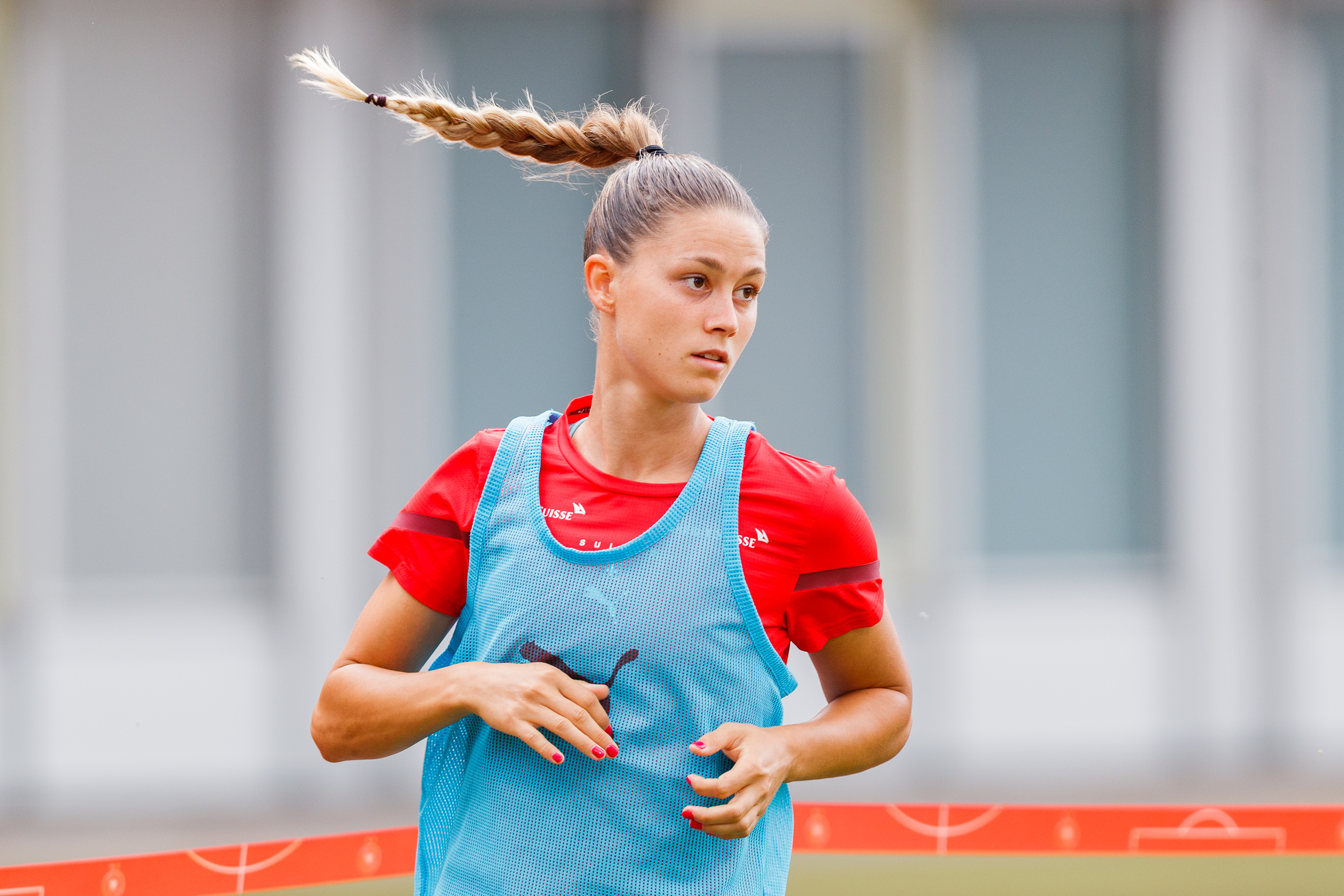
Viola Calligaris (* 1996)

- Calligaro, Gudrun (1948–2017), deutsche Einhandseglerin
- Calligny, Fabrice (* 1981), französischer Sprinter
- Callihan, Mike (* 1947), US-amerikanischer Politiker
- Callil, Carmen (1938–2022), australische Verlegerin, Schriftstellerin und Literaturkritikerin
- Callimachi, Alexandru, Herrscher des Fürstentums Moldau
- Callimahos, Lambros D. (1910–1977), griechisch-amerikanischer Kryptologe der US-Armee
- Callin, Ferdinand (1804–1887), deutscher Schuldirektor, Pädagoge und Publizist
- Callinet, Claude-Ignace (1803–1874), französischer Orgelbauer
- Callinet, François (1754–1820), französischer Orgelbauer
- Callinet, Joseph (1795–1857), französischer Orgelbauer
- Callinet, Louis (1786–1845), französischer Orgelbauer
- Callinet, Louis-François (* 1834), französischer Orgelbauer
- Callingham, Leslie (1888–1960), britischer Autorennfahrer
- Callinicos, Alex (* 1950), britischer Hochschullehrer für Europäische Studien
- Callinicus, oströmischer Exarch von Ravenna
- Callins, Jothan (1942–2005), US-amerikanischer Jazzmusiker (Trompete, Flügelhorn, E-Bass)
- Callis, James (* 1971), britischer SchauspielerJames Callis (* 1971)

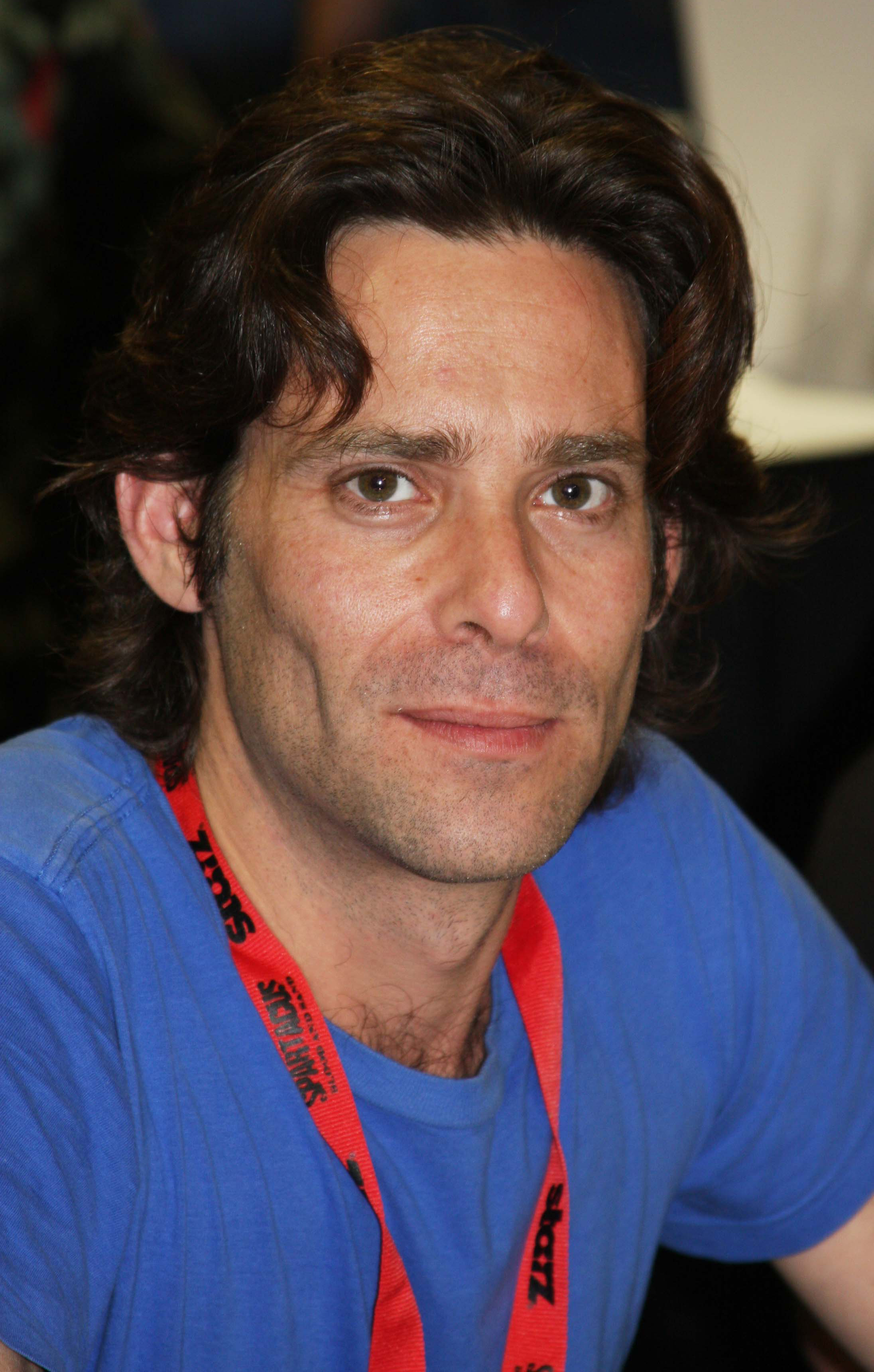
James Callis (* 1971)

- Callis, John Benton (1828–1898), US-amerikanischer Politiker
- Callisen, Adolph (1786–1866), deutsch-dänischer Arzt und Lexikograph
- Callisen, Christian (1742–1836), deutscher Jurist
- Callisen, Christian Friedrich (1777–1861), evangelisch-lutherischer Theologe, Generalsuperintendent von Schleswig
- Callisen, Christian Friedrich (1806–1863), deutscher Beamter, Jurist und Bürgermeister von Flensburg
- Callisen, Heinrich (1740–1824), deutsch-dänischer (holsteinischer) Chirurg und Hochschullehrer
- Callisen, Johann Friedrich (1775–1864), deutscher Theologe
- Callisen, Johann Leonhard (1738–1806), deutscher evangelischer Theologe, Generalsuperintendent von Holstein
- Callister, Kent (* 1995), australischer Snowboarder
- Callisto, Andronico, byzantinischer Gelehrter und Gräzist
- Callistratus, römischer Jurist
- Callistus, Gaius Iulius, Freigelassener des römischen Kaisers Claudius

#### Callm
- Callmander, Reinhold (1840–1922), schwedischer Genre-, Porträt-, Wand- und Glasmaler der Düsseldorfer Schule, Illustrator, Möbelgestalter und Kunstlehrer
- Callmann, Arnold (* 1850), Bankier in Weimar
- Callmann, August (1806–1869), Bankier
- Callmann, Ellen (1926–2002), US-amerikanische Kunsthistorikerin
- Callmann, Rudolf (1892–1976), deutsch-amerikanischer Jurist
- Callmer, Johan (* 1945), schwedischer Prähistoriker

#### Callo
- Callø, Iver (1888–1972), Politiker der dänischen Minderheit in Südschleswig
- Callø, Luka (* 2006), dänischer Fußballspieler
- Callo, Marcel (1921–1945), katholischer Jugendarbeiter und Gegner des NationalsozialismusMarcel Callo (1921–1945)

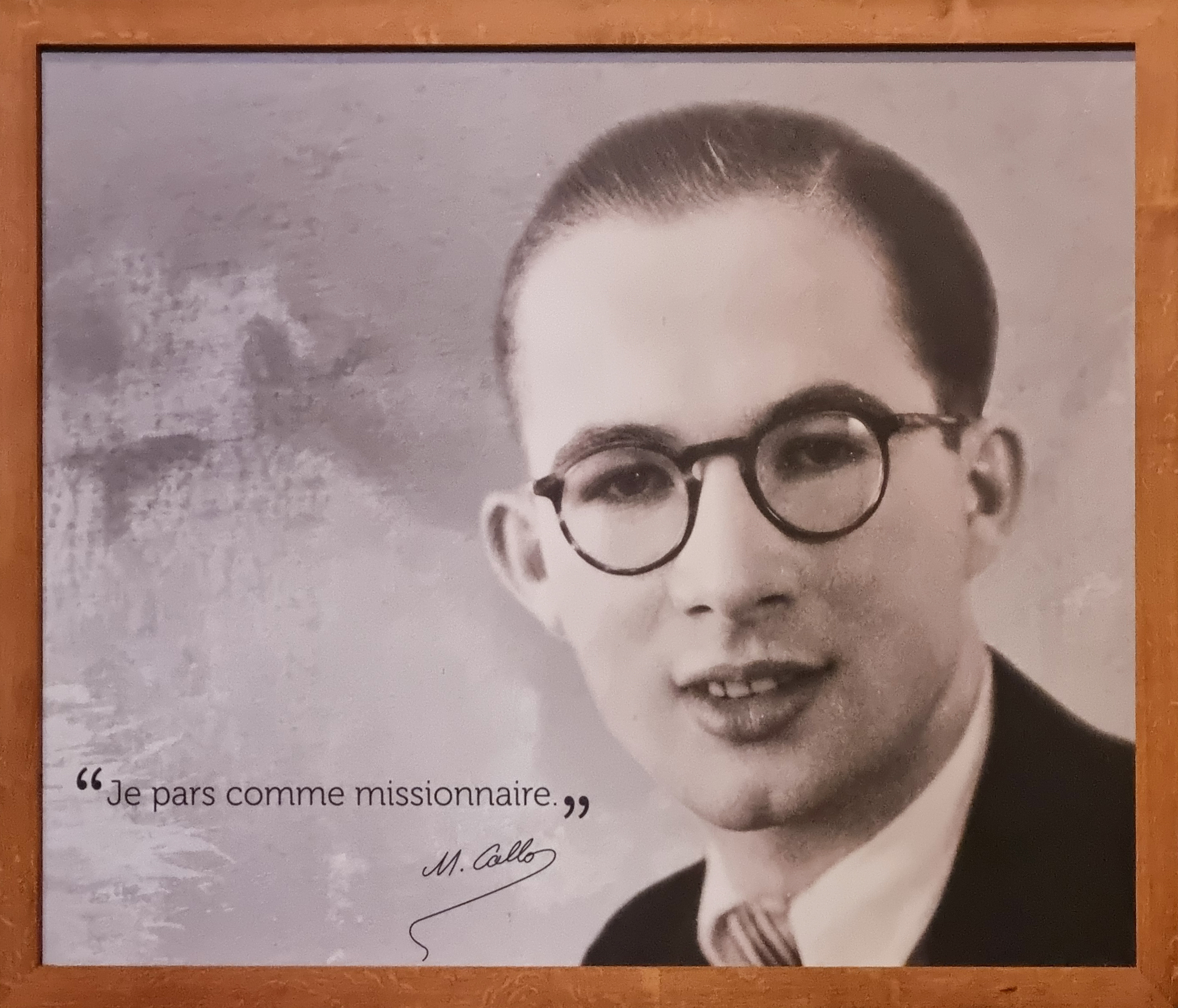
Marcel Callo (1921–1945)

- Callomon, John (1928–2010), britischer Paläontologe und Chemiker
- Callon, Michel (1945–2025), französischer Soziologe
- Callorda, Maximiliano (* 1990), uruguayischer Fußballspieler
- Callori di Vignale, Federico (1890–1971), italienischer Geistlicher, Kardinal der römisch-katholischen Kirche
- Callot Bertrand, Marthe, französische Modeschöpferin
- Callot Crimont, Joséphine, französische Modeschöpferin
- Callot Gerber, Marie, französische Modeschöpferin
- Callot Tennyson-Chantrell, Regina, französische Modeschöpferin
- Callot, Claude (1620–1687), französischer Maler, in Polen tätig
- Callot, Eduard von (1793–1862), österreichischer Offizier
- Callot, Ernest (1840–1912), französischer Übersetzer antiker Schriftsteller, Verwaltungsbeamter, Gründungsmitglied und Schatzmeister des Internationalen Olympischen Komitees (IOC)
- Callot, Georges (1857–1903), französischer Genre-, Akt- und Historienmaler
- Callot, Henri (1875–1956), französischer Fechter
- Callot, Jacques (1592–1635), französischer Zeichner, Graphiker, Kupferstecher und RadiererJacques Callot (1592–1635)

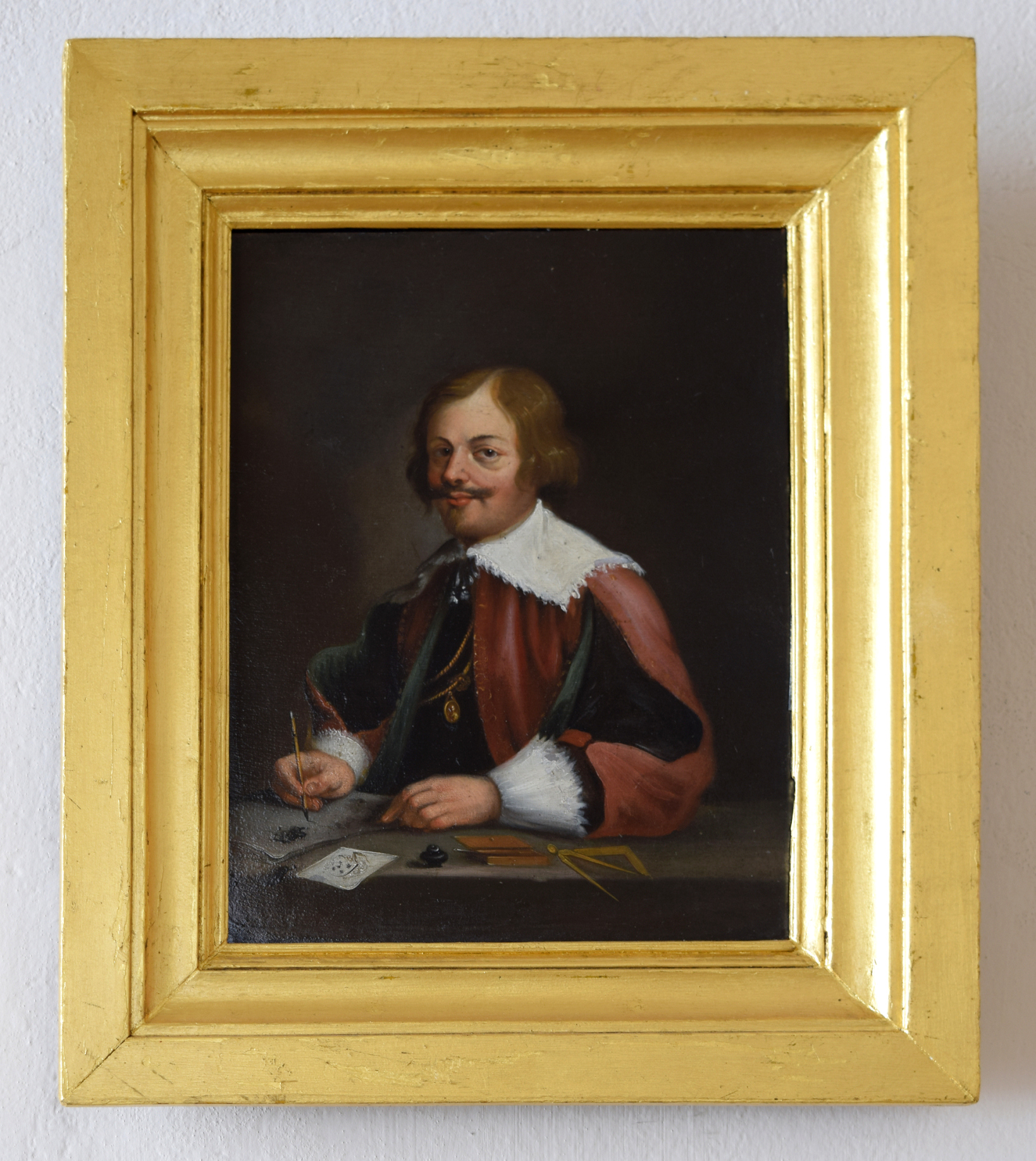
Jacques Callot (1592–1635)

- Callot, Jean-Baptiste-Irénée (1814–1875), französischer Geistlicher und römisch-katholischer Bischof von Oran
- Callot, Johann von (1763–1809), österreichischer Artillerieoffizier
- Callot, Magdalena von (1774–1847), österreichische Schriftstellerin
- Callou, Christos (* 1955), griechischer Sänger und Schauspieler
- Callow, Cristen (* 1989), britische Badmintonspielerin
- Callow, Robert Kenneth (1901–1983), britischer Biochemiker
- Callow, Simon (* 1949), britischer SchauspielerSimon Callow (* 1949)

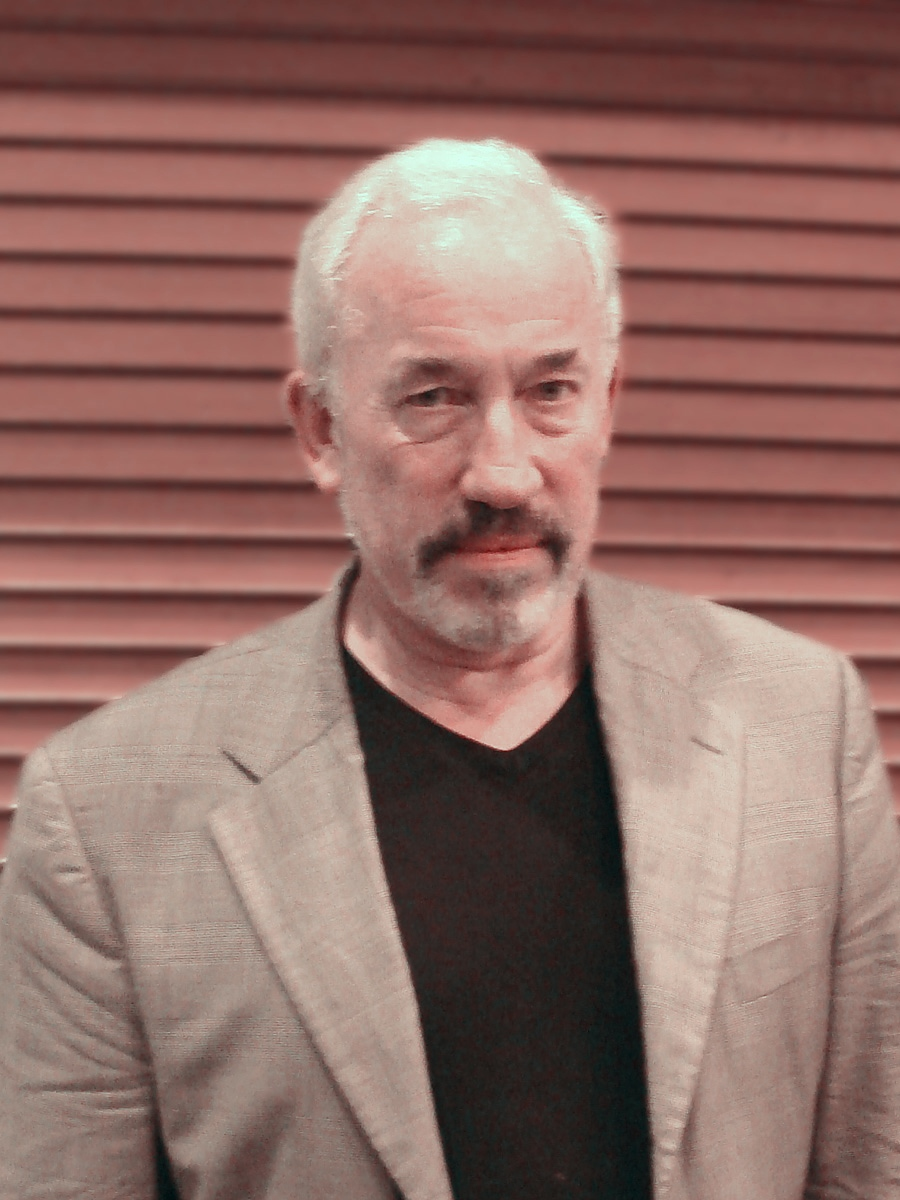
Simon Callow (* 1949)

- Callow, William (1812–1908), englischer Landschaftsmaler, Graveur und Aquarellist
- Calloway, Blanche (1904–1978), US-amerikanische Jazz-Sängerin
- Calloway, Cab (1907–1994), US-amerikanischer Jazz-Sänger und Bandleader
- Calloway, Chris (1945–2008), US-amerikanische Jazzsängerin
- Calloway, Donald (* 1972), amerikanischer Autor und römisch-katholischer Priester
- Calloway, Jordan (* 1990), US-amerikanischer Schauspieler
- Calloway, Vanessa Bell (* 1957), US-amerikanische Schauspielerin

#### Calls
- Callsen, Johann Jürgen (1831–1919), deutscher Lehrer
- Callsen, Johannes (* 1966), deutscher Politiker (CDU), MdL
- Callsen, Kuno (1911–2001), deutscher SS-Hauptsturmführer
- Callsen-Bracker, Jan-Ingwer (* 1984), deutscher Fußballspieler

#### Callu
- Callum, Ian (* 1954), schottischer Automobildesigner
- Callura, Jackie (1914–1993), kanadischer Boxer, Weltmeister NBA
- Callus, Ashley (* 1979), australischer Schwimmer

#### Callw
- Callwell, Charles Edward (1859–1928), britischer Militär-Theoretiker und Offizier
- Callwey, Georg (1854–1931), deutscher Verlagsbuchhändler
- Callwood, Azarni (* 2006), Fußballspieler der Britischen Jungferninseln

#### Cally
- Cally, Junior (* 1991), italienischer Rapper

### Calm
- Calm, Hans (1858–1945), deutscher Schauspieler, Sprachlehrer und Autor
- Calm, Lotte (1897–1974), österreichische Kunstgewerblerin
- Calm, Marie (1832–1887), deutsche Schriftstellerin, Pädagogin und Frauenrechtlerin
- Calma, Wiktoria (1920–2007), polnische Opernsängerin (Sopran)
- Calman, Eugen (1861–1923), Landtagsabgeordneter Großherzogtum Hessen
- Calman, Mel (1931–1994), britischer Cartoonist
- Calman, Rafael (* 1982), französischer Jazzmusiker (Schlagzeug)
- Calman, William Thomas (1871–1959), britischer Zoologe
- Calmann, John (1935–1980), britischer Verleger
- Calmann, Marianne, britische Verlegerin
- Calmat, Alain (* 1940), französischer Eiskunstläufer und Politiker
- Calmberg, Adolf (1837–1887), deutscher Lehrer und Dichter
- Calmberg, Albert (1807–1883), Landtagsabgeordneter Großherzogtum Hessen
- Calmeil, Louis-Florentin (1798–1895), französischer Psychiater
- Calmejane, Lilian (* 1992), französischer Radrennfahrer
- Calmel, Roger-Thomas (1914–1975), französischer Philosoph
- Calmelet, Michel-François (1782–1817), französischer Ingenieur
- Calmels, Didier (* 1951), französischer Geschäftsmann
- Calmels, Norbert (1908–1985), französischer Prämonstratenser, Abt und Bischof
- Calment, Jeanne (1875–1997), ältester MenschJeanne Calment (1875–1997)

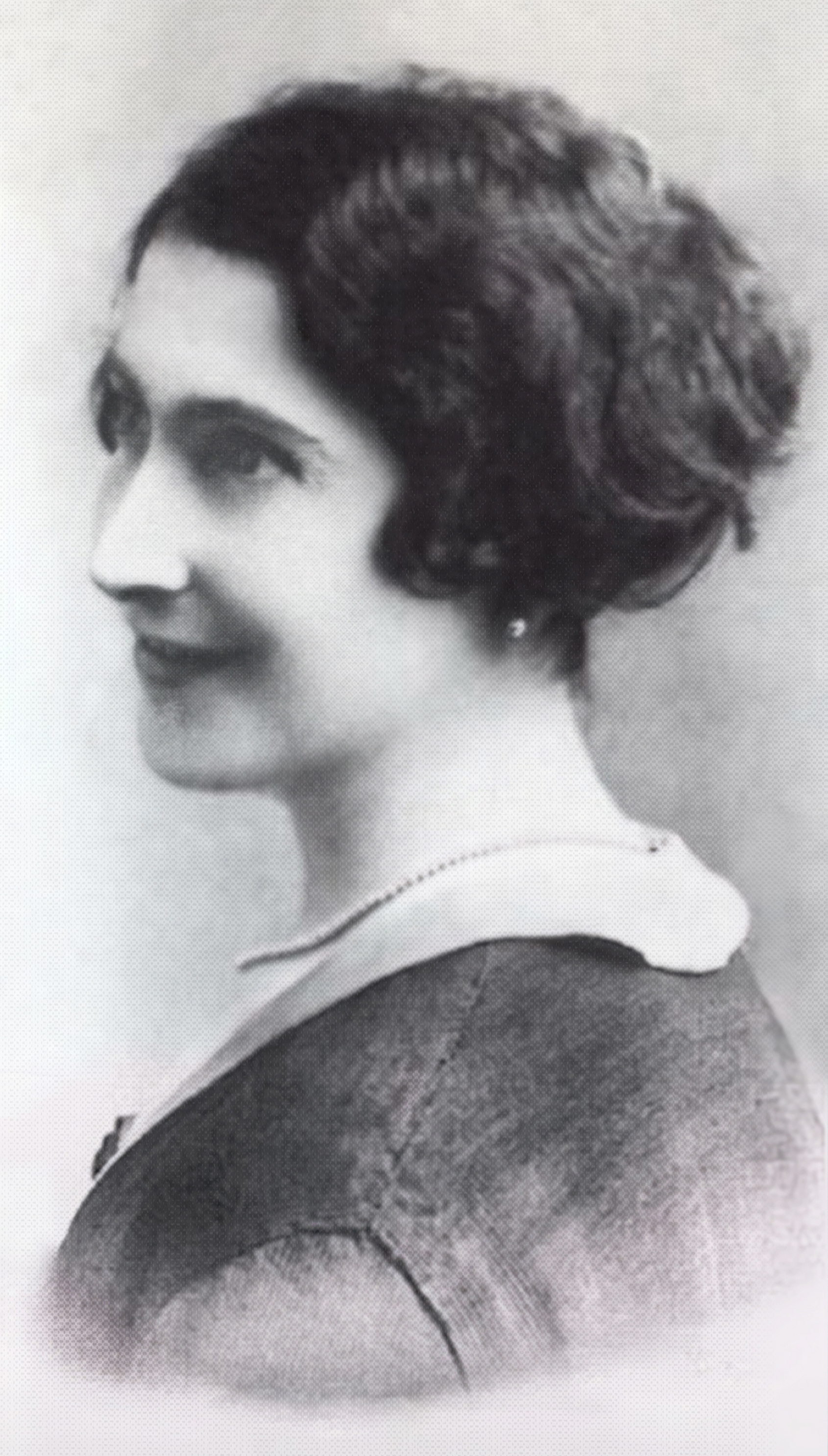
Jeanne Calment (1875–1997)

- Calmes, Carole (* 1978), luxemburgische Sportschützin
- Calmes, Elisabeth (* 1947), luxemburgische Malerin
- Calmes, Emile (* 1954), luxemburgischer Politiker, Mitglied der Chambre
- Calmés, Peter (1900–1968), deutscher Landschaftsmaler, Porträtmaler, Zeichner und Plakatmaler
- Calmet, Augustin (1672–1757), Theologe, Benediktiner-Abt
- Calmette, Albert (1863–1933), französischer Arzt, Bakteriologe und Immunologe
- Calmette, Gaston (1858–1914), französischer Journalist und Chef der konservativen französischen Zeitung Le Figaro
- Calmette, Joseph (1873–1952), französischer Mittelalterhistoriker
- Calmeyer, Hans Georg (1903–1972), deutscher Rechtsanwalt, Judenretter
- Calmeyer, Michael Rudolph Hendrik (1895–1990), niederländischer Politiker und Generalleutnant
- Calmeyer, Peter (1930–1995), deutscher Vorderasiatischer Archäologe
- Calmeyn, Charlie (* 1920), belgischer Bandleader des Swing
- Calmeyn, Laetitia (* 1975), belgische Theologin
- Calmo, Andrea (1510–1571), italienischer Schauspieler und Autor
- Calmon, Marc Antoine (1815–1890), französischer Politiker
- Calmroth, Isac (* 1998), schwedischer Schauspieler
- Calmroth, Linton (* 2000), schwedischer Schauspieler und Sänger
- Calmund, Reiner (* 1948), deutscher FußballfunktionärReiner Calmund (* 1948)

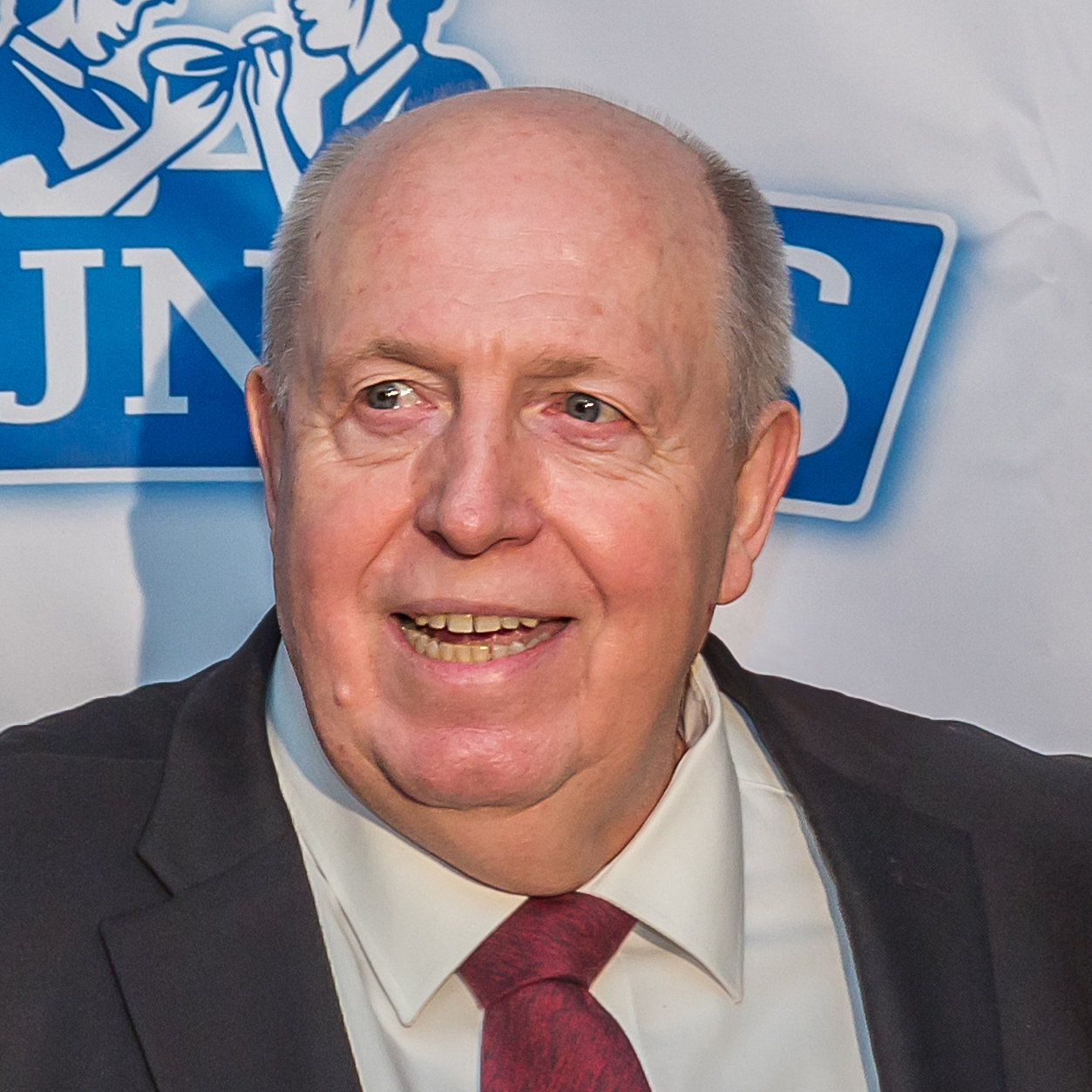
Reiner Calmund (* 1948)

- Calmy-Rey, Micheline (* 1945), Schweizer Politikerin (SP)

### Caln
- Calnan, George (1900–1933), US-amerikanischer Fechter
- Calne, Richard of, englischer Ritter
- Calne, Roy Yorke (1930–2024), britischer Mediziner

### Calo
- Calo (* 1993), deutscher Rapper und Sänger
- Calò, Carla (1926–2019), italienische Schauspielerin
- Calò, Eugenio (1906–1944), italienischer Partisan und Widerstandskämpfer gegen den Nationalsozialismus
- Calò, Francesca (* 1995), Schweizer Fussballspielerin
- Calò, Giuseppe (* 1931), italienischer Mafioso
- Caló, Miguel (1907–1972), argentinischer Tango-Musiker und -Komponist
- Caló, Roberto (1913–1985), argentinischer Tangopianist, Bandleader, Komponist, Sänger und Schauspieler
- Calocaerus († 334), römischer Gegenkaiser auf Zypern zur Zeit Konstantins des Großen
- Calocerus, Bischof von Ravenna, Heiliger
- Calogero (* 1971), französischer Sänger und MusikerCalogero (* 1971)

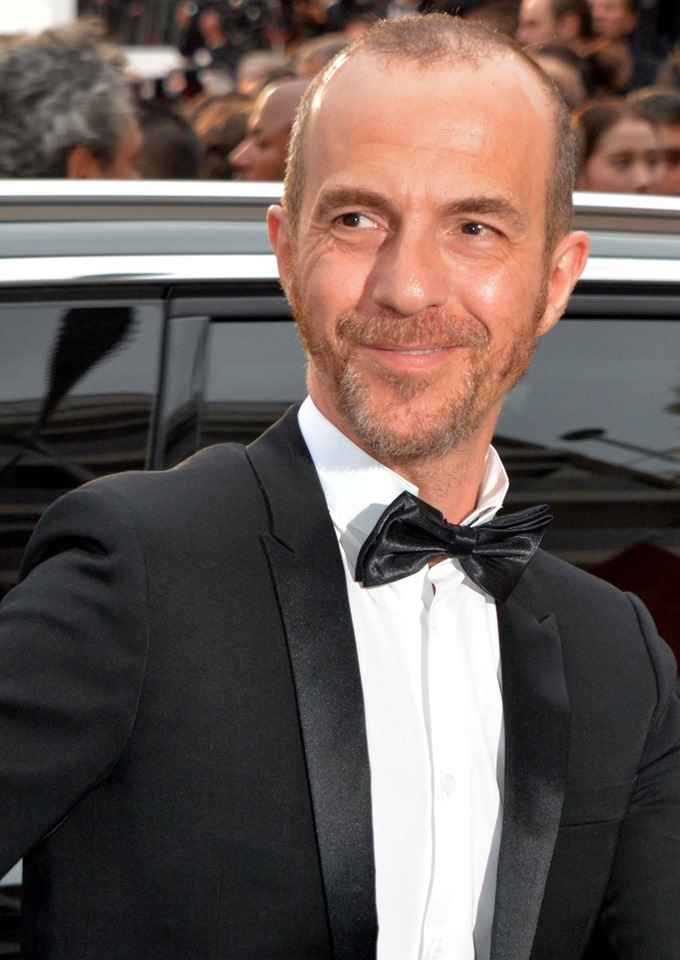
Calogero (* 1971)

- Calogero, Francesco (* 1935), italienischer Physiker
- Calogero, Francesco (* 1957), italienischer Filmregisseur und Drehbuchautor
- Calogero, Guido (1904–1986), italienischer Philosoph, Philosophiehistoriker, Essayist und Politiker
- Calogero, Lorenzo (1910–1961), italienischer Lyriker
- Calogero, Pablo (* 1958), amerikanischer Jazzsaxophonist (Saxophone, Bassklarinette)
- Caloggero, Gregorio (1917–1995), peruanischer Radrennfahrer
- Caloi (1948–2012), argentinischer Comiczeichner und Karikaturist
- Calomarde, Francisco Tadeo (1773–1842), spanischer Staatsmann
- Calomee, Gloria (* 1940), US-amerikanische Film-, Fernseh- und Theaterschauspielerin sowie Sängerin, Musicaldarstellerin, Theaterproduzentin und Autorin
- Calomiris, Angela (1916–1995), US-amerikanische Fotografin und FBI-Informantin
- Calonder, Felix (1863–1952), Schweizer Politiker
- Calonga, Lorenzo (1929–2003), paraguayischer Fußballspieler
- Calonghi, Luigi (1921–2005), römisch-katholischer Ordensgeistlicher, Theologe und Pädagoge
- Calonne, Charles Alexandre de (1734–1802), französischer Staatsmann
- Calonne, Jacques (1930–2022), belgischer Komponist und Maler
- Calopresti, Mimmo (* 1955), italienischer Filmschaffender
- Calor, Julian (* 1993), niederländischer Produzent und DJ
- Calore, Luana (* 1986), Schweizer Schwimmerin
- Calori, Angela (* 1732), italienische Opernsängerin (Sopran)
- Calot Escobar, Alfredo (* 1961), spanischer Jurist
- Calot, Jean-François (1861–1944), französischer Orthopäde
- Calotychos, Vangelis, griechischer Komparatist und Neogräzist
- Čaloun, Jan (* 1972), tschechischer Eishockeyspieler und -trainer
- Calov, Abraham (1612–1686), deutscher Theologe und Hochschullehrer, Vertreter der lutherischen OrthodoxieAbraham Calov (1612–1686)

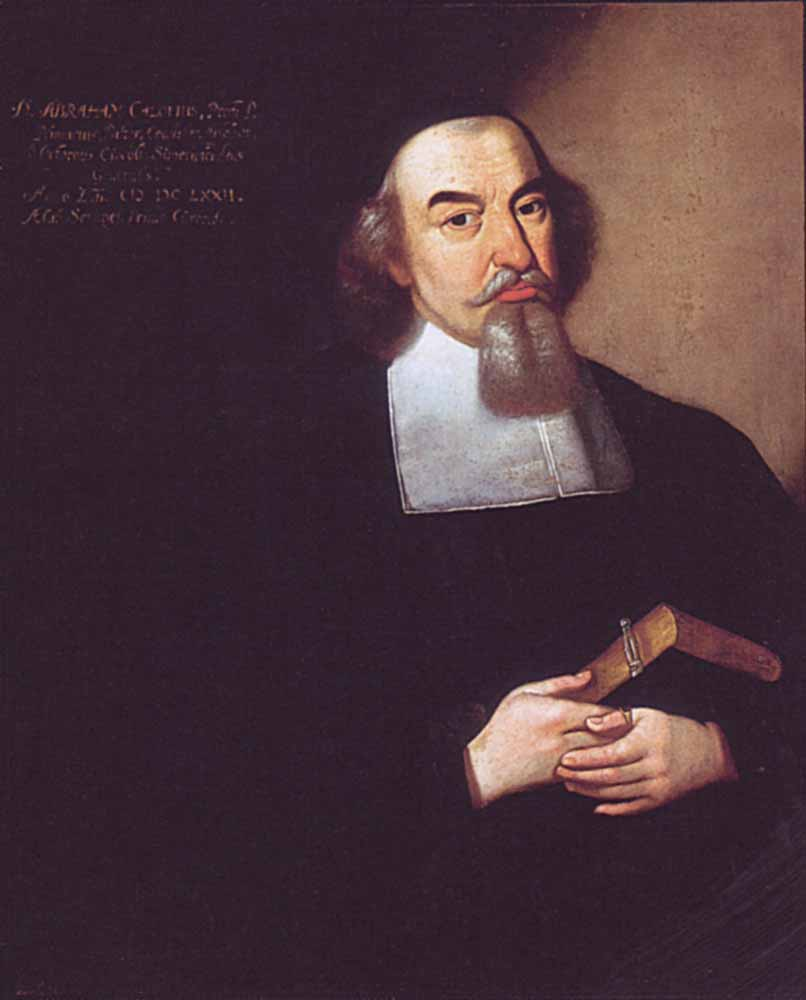
Abraham Calov (1612–1686)

- Calov, Gudrun (* 1939), deutsche Kunsthistorikerin, Bibliothekarin und Hochschullehrerin
- Calov, Manfred (* 1929), deutscher Politiker (SED)
- Calovi, Roberto (* 1963), italienischer Radrennfahrer
- Calow, George Wilhelm Heinrich († 1865), deutscher Richter und Politiker
- Caloyera, Domenico (1915–2007), griechischer Ordensgeistlicher, römisch-katholischer Erzbischof von Izmir

### Calp
- Calpini, Christophe (* 1969), Schweizer Schlagzeuger und Komponist
- Calpurnia, dritte Frau des jüngeren Plinius
- Calpurnia, dritte Frau Caesars
- Calpurnia Hispulla, Korrespondentin des jüngeren Plinius
- Calpurnius Agricola, Sextus, römischer Suffektkonsul
- Calpurnius Atilianus, Publius, Konsul 135
- Calpurnius Bestia, Lucius, römischer Politiker
- Calpurnius Bibulus, Marcus († 48 v. Chr.), römischer Politiker, Konsul 59 v. Chr.
- Calpurnius Domitius Dexter, Servius, römischer Konsul 225
- Calpurnius Fabatus, Lucius, römischer Offizier (Kaiserzeit)
- Calpurnius Festus, Lucius, römischer Maler
- Calpurnius Flaccus, Gaius, römischer Suffektkonsul
- Calpurnius Flamma, Marcus, römischer Militärtribun 258 v. Chr.
- Calpurnius Honoratus, Lucius, römischer Offizier (Kaiserzeit)
- Calpurnius Iulianus, römischer Suffektkonsul (Kaiserzeit)
- Calpurnius Macer Caulius Rufus, Publius, römischer Suffektkonsul (103)
- Calpurnius Piso Caesoninus, Lucius, römischer Konsul 148 v. Chr.
- Calpurnius Piso Caesoninus, Lucius († 107 v. Chr.), römischer Konsul 112 v. Chr.
- Calpurnius Piso Caesoninus, Lucius, römischer PolitikerLucius Calpurnius Piso Caesoninus

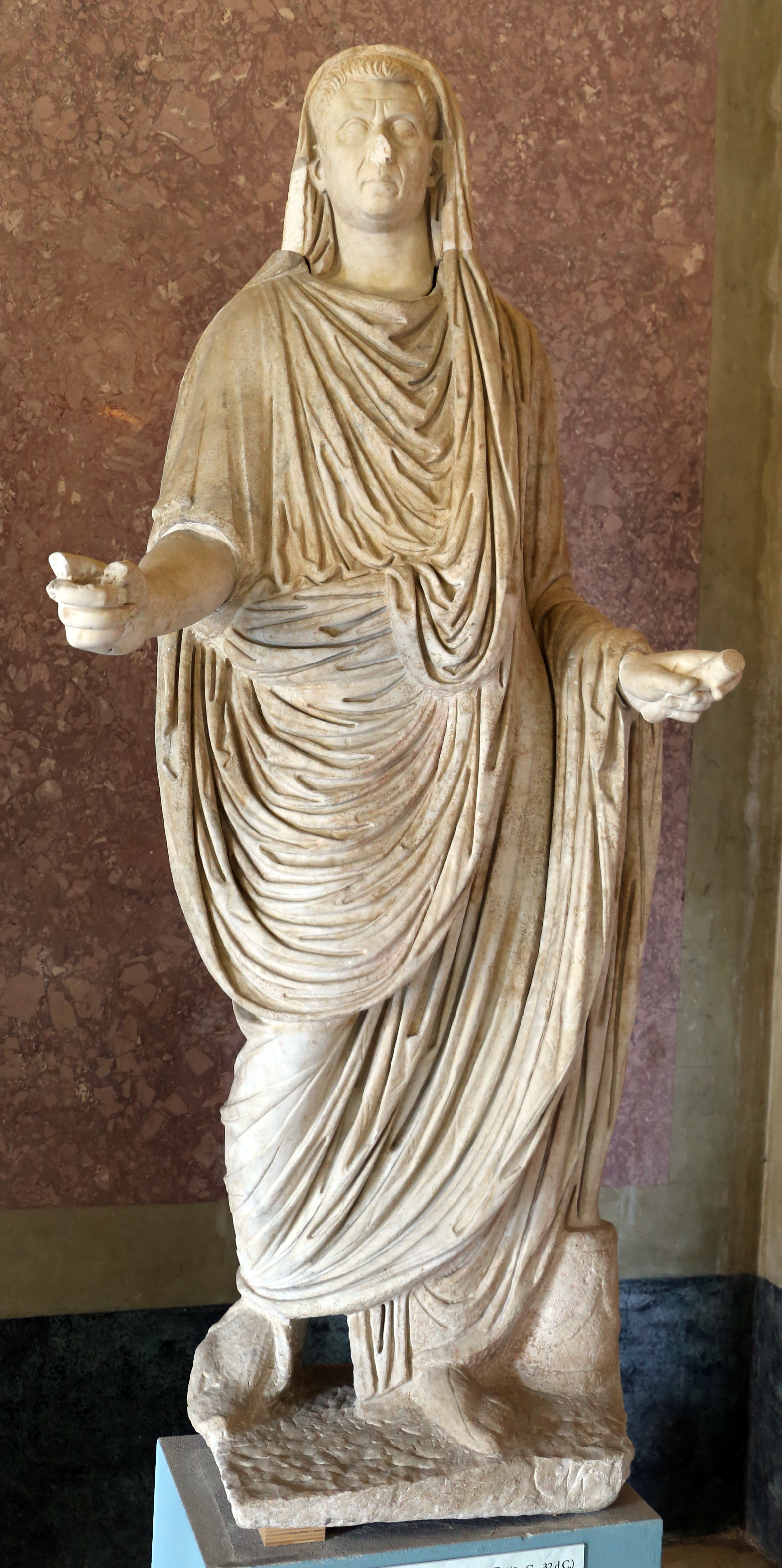
Lucius Calpurnius Piso Caesoninus

- Calpurnius Piso Crassus Frugi Licinianus, Gaius, römischer Suffektkonsul 87
- Calpurnius Piso Frugi Licinianus, Lucius (38–69), römischer Senator
- Calpurnius Piso Frugi, Lucius, römischer Geschichtsschreiber und Politiker
- Calpurnius Piso Pontifex, Lucius (48 v. Chr.–32), römischer Politiker und Pontifex
- Calpurnius Piso, Gaius, römischer Konsul (111)
- Calpurnius Piso, Gaius († 180 v. Chr.), römischer Politiker
- Calpurnius Piso, Gaius, römischer Konsul 67 v. Chr.
- Calpurnius Piso, Gaius († 65), römischer Politiker, Redner und Literaturmäzen
- Calpurnius Piso, Gnaeus († 20), römischer Politiker zur Zeit der Kaiser Augustus und Tiberius
- Calpurnius Piso, Lucius, römischer Politiker
- Calpurnius Piso, Lucius († 24), römischer Konsul (1 v. Chr.)
- Calpurnius Piso, Lucius († 70), römischer Konsul 57
- Calpurnius Piso, Lucius, römischer Konsul 27
- Calpurnius Piso, Marcus, römischer Senator
- Calpurnius Piso, Quintus, römischer Politiker
- Calpurnius Sabinus, Marcus, römischer Offizier (Kaiserzeit)
- Calpurnius Seneca, Marcus, römischer Offizier (Kaiserzeit)
- Calpurnius Siculus, römischer Dichter
- Calpurnius Victor, Publius, römischer Offizier (Kaiserzeit)

### Cals
- Cals, Adolphe-Félix (1810–1880), französischer Maler und Kupferstecher
- Cals, Jo (1914–1971), niederländischer Politiker
- Calsow, Georg (1857–1931), deutscher Verwaltungsjurist; Oberbürgermeister der Stadt Göttingen
- Calsow, Martin (* 1970), deutscher Schriftsteller und Journalist

### Calt
- Caltabiano, Alfio (1932–2007), italienischer Stuntman, Schauspieler und Regisseur
- Caltagirone, Daniel (* 1972), britischer Schauspieler
- Caltagirone, Francesco Gaetano (* 1943), italienischer Unternehmer
- Calthrop, Donald (1888–1940), britischer Schauspieler und Theatermanager
- Caltofen, Rudolf (1895–1983), deutscher Schriftsteller, Hörspielautor, Übersetzer, Journalist
- Calton, Alan, britischer Schauspieler

### Calu
- Calub, Dyana (* 1975), australische Schwimmerin
- Calude, Cristian S. (* 1952), rumänisch-neuseeländischer Mathematiker und Informatiker
- Călugăreanu, Mălina (* 1996), rumänische Fechterin
- Calujek, Anton (1889–1962), deutscher Gewerkschafter und Politiker (SPD), MdL
- Calungsod, Pedro († 1672), philippinischer Laienkatechet, Märtyrer und Heiliger der katholischen Kirche
- Caluori, Laura (* 1994), Schweizer Beachvolleyball- und Volleyballspielerin
- Caluori, Martina (* 1985), Schweizer Schriftstellerin
- Caluori, Silvio (1933–2022), Schweizer Ländlermusikant
- Calusio, Ferrucio (1889–1983), argentinischer Dirigent
- Caluwé, Tom (* 1978), belgischer Fußballspieler

### Calv
- Calva, Diego (* 1992), mexikanischer Schauspieler
- Calvache López, José Edmundo, kolumbianischer Linguist
- Calvaert, Denys († 1619), niederländischer Maler
- Calvaire, Obed, US-amerikanischer Jazz-Schlagzeuger
- Calvani, Luca (* 1974), italienischer Schauspieler und Model
- Calvano, Sadie (* 1997), US-amerikanische SchauspielerinSadie Calvano (* 1997)

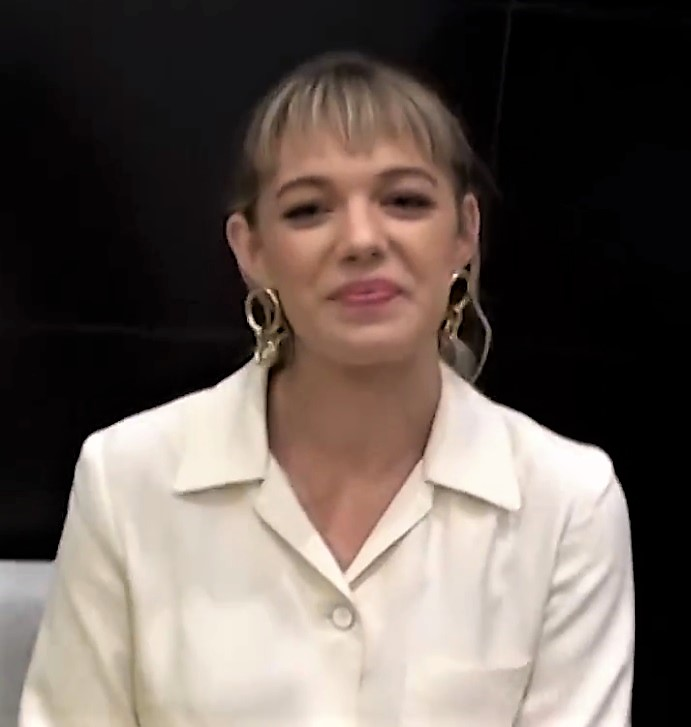
Sadie Calvano (* 1997)

- Calvano, Tiago (* 1981), brasilianischer Fußballspieler
- Calvar, Manuel de Jesús (1837–1895), kubanischer Generalmajor, Kämpfer im Unabhängigkeitskrieg und ehemaliger Präsident
- Calvário, António (* 1938), portugiesischer Sänger
- Calvário, José (1951–2009), portugiesischer Musiker, Komponist und Dirigent
- Calvary, Moses (1876–1944), deutscher Reformpädagoge
- Calvat, Mélanie (1831–1904), französische Ordensschwester, Zeugin einer Marienerscheinung
- Calvé, Caroline (* 1978), kanadische Snowboarderin
- Calvé, Emma (1858–1942), französische Mezzosopranistin
- Calvé, Jean (* 1984), französischer Fußballspieler
- Calvé, Pierre (* 1939), kanadischer Singer-Songwriter
- Calvel, Rémi (* 1983), französischer Handballspieler
- Calveley, Hugh († 1394), englischer Söldnerführer
- Calvelli, Alexander (* 1963), deutscher Industriemaler
- Calvelli-Adorno, Franz (1897–1984), deutscher Jurist und Senatspräsident beim Oberlandesgericht Frankfurt
- Calvelli-Adorno, Maria (1865–1952), Sängerin und Pianistin
- Calven, Heinrich von († 1504), deutscher Politiker und Ratsherr der Hansestadt Lübeck
- Calven, Reyner von († 1421), Ratsherr der Hansestadt Lübeck
- Calven, Wilhelm von († 1465), Lübecker Bürgermeister
- Calvente, Ezequiel (* 1991), spanischer Fußballspieler
- Calvente, Manuel (* 1976), spanischer Radrennfahrer
- Calventius Viator, Marcus, römischer Centurio
- Calverley, Amice (1896–1959), britische Malerin und Kopistin im Tempel Sethos I von Abydos
- Calverley, Richard (1843–1919), Anglikanermönch
- Calverley, Selwin (1855–1900), britischer Segler
- Calvert, Alexander (* 1990), kanadischer Schauspieler
- Calvert, Benedict Leonard (1700–1732), Gouverneur der Province of Maryland
- Calvert, Benedict, 4. Baron Baltimore (1679–1715), britischer Adliger und Politiker
- Calvert, Bevan (* 1986), australischer Handballspieler
- Calvert, Cæcilius, 2. Baron Baltimore (1605–1675), englischer Adliger und Lord Proprietor von Maryland
- Calvert, Casey (* 1990), US-amerikanische PornodarstellerinCasey Calvert (* 1990)

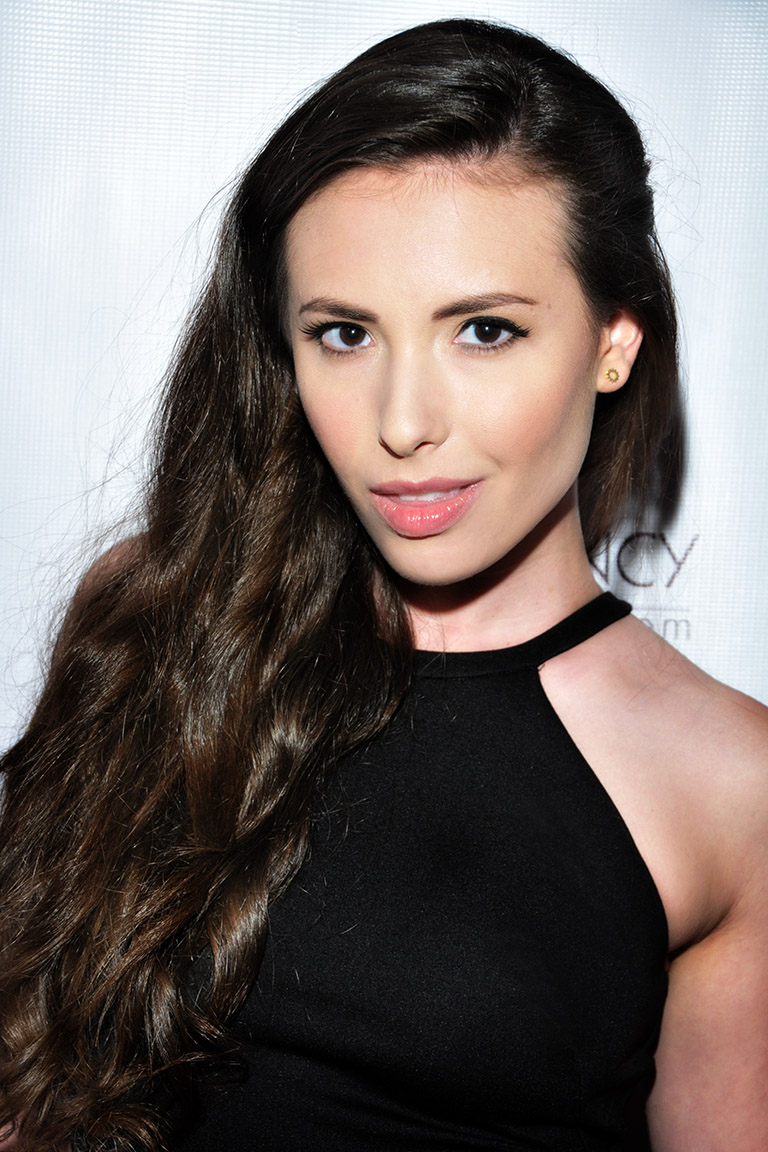
Casey Calvert (* 1990)

- Calvert, Charles (1688–1734), britischer Offizier und Kolonialgouverneur der Province of Maryland
- Calvert, Charles Benedict (1808–1864), US-amerikanischer Politiker
- Calvert, Charles, 3. Baron Baltimore (1637–1715), englischer Adliger und Lord Proprietor von Maryland
- Calvert, Charles, 5. Baron Baltimore (1699–1751), britischer Adliger und Politiker, sowie Lord Proprietor von Maryland
- Calvert, Danielle, britische Schauspielerin
- Calvert, Eddie (1922–1978), britischer Trompeter
- Calvert, Eleanor (1758–1811), Schwiegertochter von Martha Washington
- Calvert, Frank (1828–1908), englischer Amateurarchäologe
- Calvert, Frederick Crace (1819–1873), englischer Chemiker
- Calvert, Frederick, 6. Baron Baltimore (1732–1771), britischer Adliger und Politiker, sowie Lord Proprietor von Maryland
- Calvert, George, 1. Baron Baltimore († 1632), englischer Staatsmann und KolonialadministratorGeorge Calvert, 1. Baron Baltimore († 1632)

George Calvert, 1. Baron Baltimore († 1632)

- Calvert, James (1825–1884), britischer Entdeckungsreisender und Botaniker in Australien
- Calvert, James F. (1920–2009), US-amerikanischer Offizier, Vizeadmiral der US-Navy
- Calvert, Jennifer (* 1963), kanadische Schauspielerin
- Calvert, John (1911–2013), US-amerikanischer Zauberkünstler und Schauspieler
- Calvert, Ken (* 1953), US-amerikanischer Politiker der Republikanischen Partei
- Calvert, Kristina (* 1961), deutsche Pädagogin
- Calvert, Laurie (* 1990), britischer Schauspieler
- Calvert, Leonard († 1647), Gouverneur der Province of Maryland
- Calvert, Lorne (* 1952), kanadischer Politiker, Geistlicher der United Church of Canada
- Calvert, Matt (* 1989), kanadischer Eishockeyspieler
- Calvert, Paul T., US-amerikanischer Offizier, Generalleutnant der US-Army
- Calvert, Peter (1936–2014), britischer Politikwissenschaftler und Hochschullehrer
- Calvert, Philip Powell (1871–1961), US-amerikanischer Entomologe
- Calvert, Phillip (1626–1682), englischer Kolonialgouverneur der Province of Maryland
- Calvert, Phyllis (1915–2002), britische Filmschauspielerin
- Calvert, Reg (1928–1966), britischer Musiker, Musikmanager und Radiopirat
- Calvert, Robert (1945–1988), britischer Allroundkünstler, Dichter, Schauspieler und Musiker
- Calvert, Sarah (* 2001), britische Mittelstreckenläuferin
- Calvert, Sherry (* 1951), US-amerikanische Speerwerferin
- Calvert, Stephen E. (* 1935), kanadischer Geochemiker und Ozeanograph
- Calvert-Lewin, Dominic (* 1997), englischer FußballspielerDominic Calvert-Lewin (* 1997)

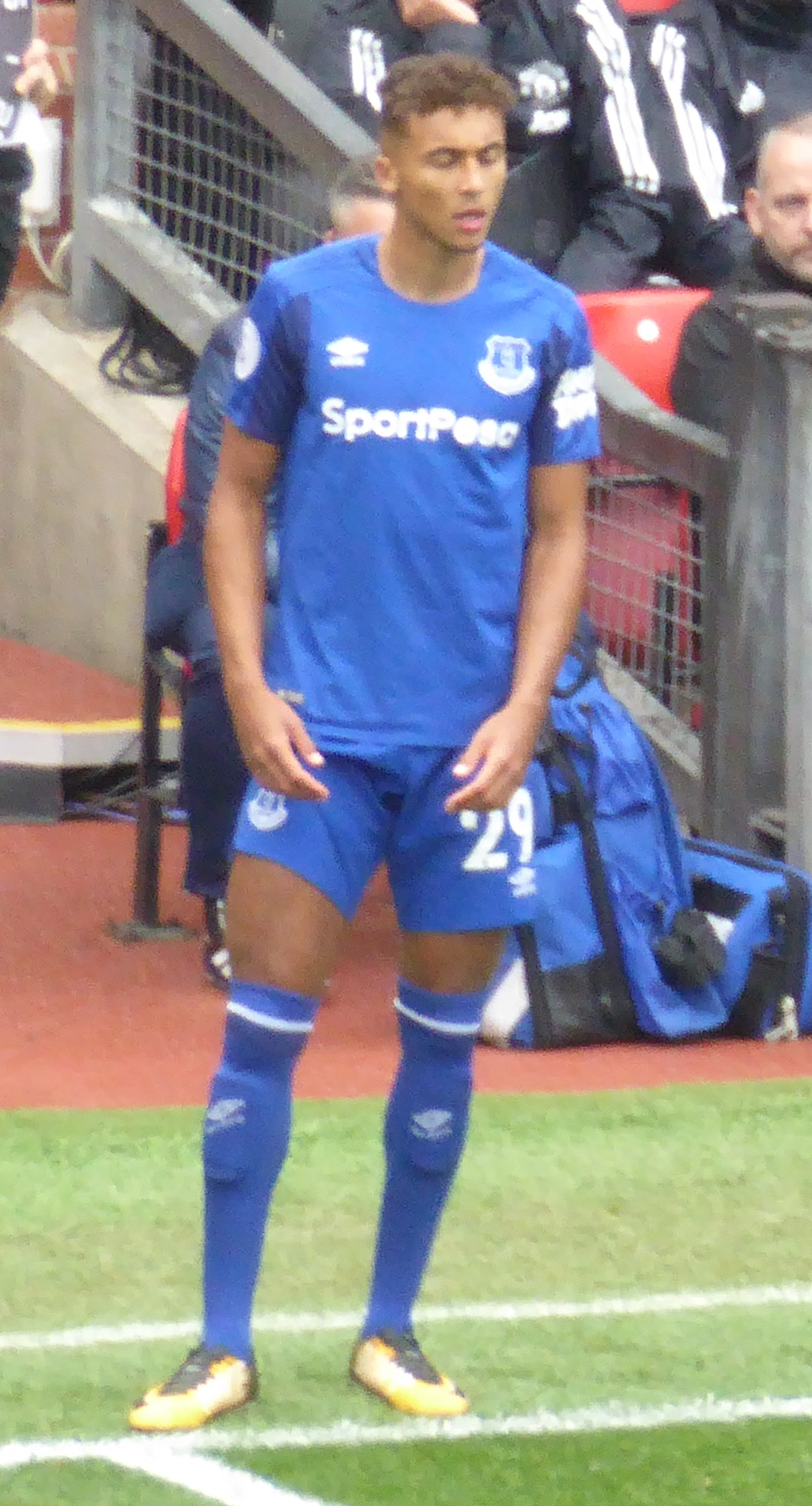
Dominic Calvert-Lewin (* 1997)

- Calvert-Powell, Schillonie (* 1988), jamaikanische Leichtathletin
- Calvesi, Maurizio (1927–2020), italienischer Kunsthistoriker und Kunstkritiker
- Calvesi, Maurizio (* 1954), italienischer Kameramann
- Calvet, Carlos (* 1959), spanischer Wissenschaftsjournalist
- Calvet, Corinne (1925–2001), französische Schauspielerin
- Calvet, Gérard (1927–2008), französischer Mönch, Gründer und erster Abt der altritualistischen Benediktinerabtei Sainte-Madeleine in Le Barroux
- Calvet, Gérard (* 1976), andorranischer Fußballspieler
- Calvet, Jean (1874–1965), französischer Theologe, Romanist und Literaturwissenschaftler
- Calvet, Joseph (1897–1984), französischer Geiger
- Calvet, Michel-Marie (* 1944), französischer römisch-katholischer Ordensgeistlicher, emeritierter Erzbischof von Nouméa
- Calvet, Pol (* 1994), spanischer Fußballspieler
- Calvet, Raul Donazar (1934–2008), brasilianischer Fußballspieler
- Calveyra, Arnaldo (1929–2015), argentinischer Dramaturg und Schriftsteller
- Calvez, Bilbo, französische Künstlerin und Friedensaktivistin
- Calvez, Jean-Yves (1927–2010), französischer Jesuit, Theologe und Philosoph, Professor für Sozialphilosophie
- Calvez, Vincent (* 1981), französischer Mathematiker
- Calvi di Bergolo, Giorgio Carlo (1887–1977), italienischer General
- Calvi, Alessandro (* 1983), italienischer Schwimmer
- Calvi, Anna (* 1980), britische Popmusikerin
- Calvi, Cecilia (* 1950), italienische Filmregisseurin und Drehbuchautorin
- Calvi, Gaetanina (1887–1964), italienische Bauingenieurin und Hochschullehrerin
- Calvi, Gérard (1922–2015), französischer Filmkomponist
- Calvi, Inka (* 1970), deutsche Schauspielerin
- Calvi, Nikolaus von († 1273), italienischer Minorit
- Calvi, Pietro Fortunato (1817–1855), italienischer Freiheitskämpfer
- Calvi, Roberto (1920–1982), italienischer BankerRoberto Calvi (1920–1982)

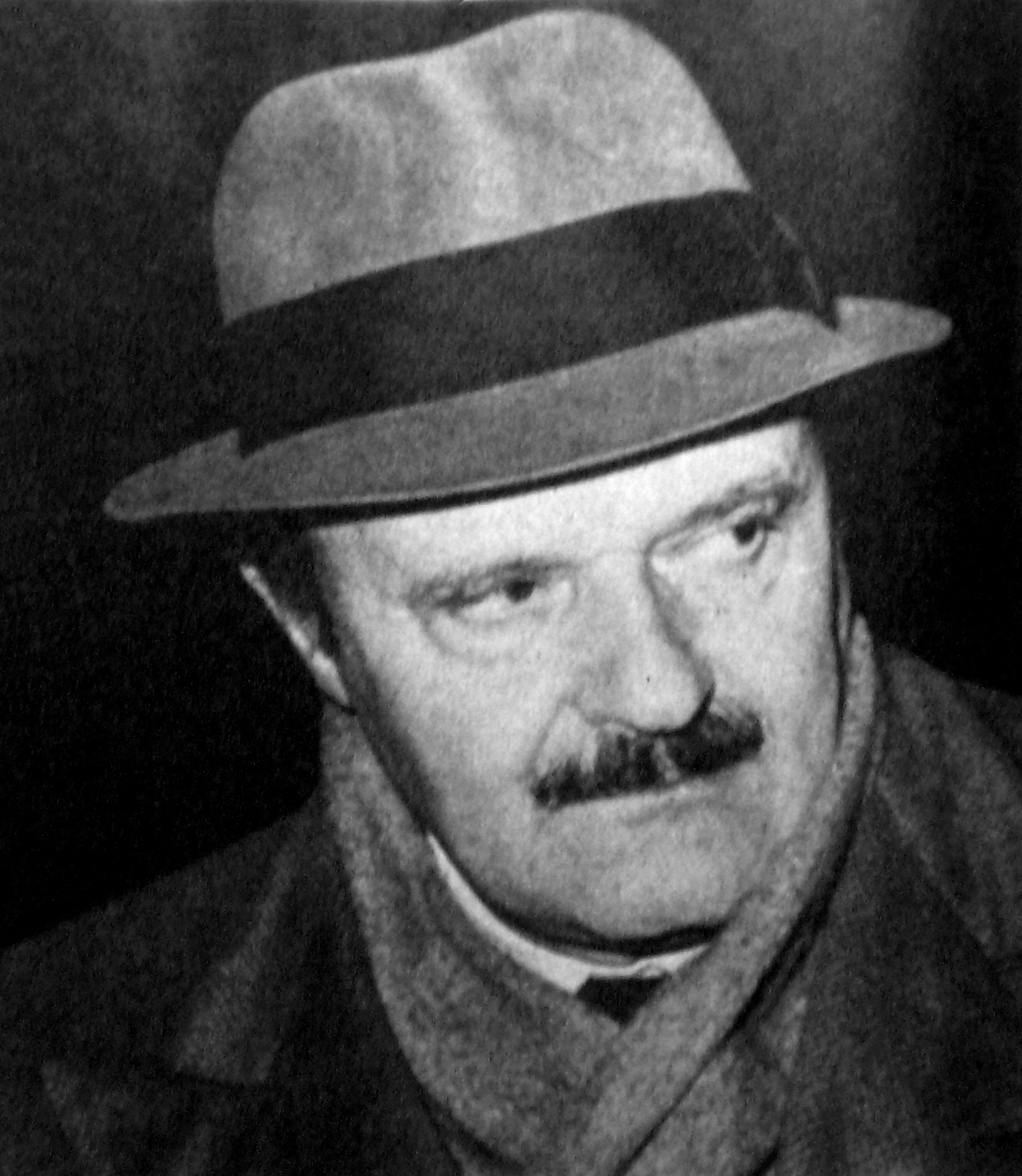
Roberto Calvi (1920–1982)

- Calvia Crispinilla, Vertraute des römischen Kaisers Nero
- Calvière, Antoine († 1755), französischer Organist und Komponist
- Calvillo Díaz, Eddy René (* 1970), guatemaltekischer römisch-katholischer Geistlicher, Weihbischof in Santiago de Guatemala
- Calvillo Unna, Tomás Javier (* 1955), mexikanischer Botschafter
- Calvin, Andre (* 1985), US-amerikanischer Basketballspieler
- Calvin, Clémence (* 1990), französische Langstreckenläuferin
- Calvin, Johannes (1509–1564), Schweizer Reformator französischer Abstammung und Begründer des CalvinismusJohannes Calvin (1509–1564)

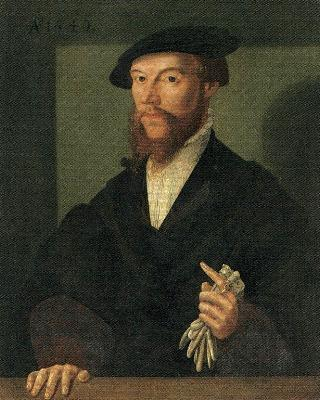
Johannes Calvin (1509–1564)

- Calvin, John (* 1947), US-amerikanischer Schauspieler
- Calvin, Katherine, US-amerikanische Geowissenschaftlerin
- Calvin, Marcus (* 1965), deutscher Schauspieler und Hörspielsprecher
- Calvin, Melvin (1911–1997), US-amerikanischer Chemiker und Biochemiker
- Calvin, Samuel (1811–1890), US-amerikanischer Politiker
- Calvin, Samuel (1840–1911), US-amerikanischer Geologe
- Calvin, William H. (* 1939), US-amerikanischer Neurobiologe
- Calvino, Italo (1923–1985), italienischer Schriftsteller
- Calviño, Nadia (* 1968), spanische Ministerin und EU-Beamtin
- Calvinus, Titus Veturius, römischer Konsul 334 v. Chr., 321 v. Chr.
- Calvisius Ruso, Publius, Suffektkonsul 79
- Calvisius Sabinus, Gaius, römischer Politiker und Militär
- Calvisius, Sethus (1556–1615), deutscher Komponist, Musiktheoretiker und Kantor
- Calvisius, Sethus der Jüngere (1639–1698), deutscher evangelischer Theologe
- Calvo Mínguez, Ricardo (1943–2002), spanischer Schachspieler und Schachhistoriker
- Calvo Moralejo, Gaspar (1930–2016), spanischer Franziskaner-Pater und römisch-katholischer Theologe
- Calvo Poyato, Carmen (* 1957), spanische Politikerin und Autorin
- Calvó Puig i Capdevila, Bernat (1819–1880), katalanischer Organist, Kapellmeister und Komponist
- Calvo Rodríguez, Juan Ramón (* 1982), spanischer Futsalspieler
- Calvo Sáenz de Tejada, Carmen (* 1950), spanische Künstlerin
- Calvo Serer, Rafael (1916–1988), spanischer Autor, Hochschullehrer und Herausgeber
- Calvo Sotelo, José (1893–1936), spanischer monarchistischer PolitikerJosé Calvo Sotelo (1893–1936)

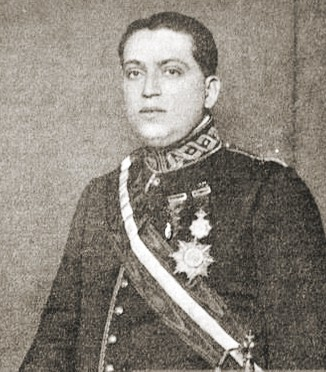
José Calvo Sotelo (1893–1936)

- Calvo, Armando (1919–1996), puerto-ricanischer Schauspieler
- Calvo, Carlos (1824–1906), argentinischer Publizist und Historiker
- Calvo, Christina (* 1949), deutsche Autorin
- Calvo, Diego (* 1991), costa-ricanischer Fußballspieler
- Calvo, Eddie (* 1961), US-amerikanischer Politiker (Guam)
- Calvo, Eva (* 1991), spanische Taekwondoin
- Calvo, Francisco (* 1992), costa-ricanischer Fußballtorhüter
- Calvo, François de (1625–1690), französischer Offizier und Aristokrat
- Calvo, Gabriel (1955–2021), spanischer Turner
- Calvo, Guillermo (* 1941), argentinischer Wirtschaftswissenschaftler
- Calvo, Javier (* 1991), spanischer Schauspieler, Bühnen-, Film- und Fernsehregisseur und Autor
- Calvo, Jorge (1961–2023), argentinischer Paläontologe
- Calvo, Jorge (* 1968), spanischer Schauspieler
- Calvo, José (1916–1980), spanischer Schauspieler
- Calvo, José María (* 1981), argentinischer Fußballspieler
- Calvo, Juan Carlos (1906–1977), uruguayischer Fußballspieler
- Calvo, Luis (1882–1945), kolumbianischer Musiker und Komponist
- Calvo, Mariano Enrique (1782–1842), Präsident von Bolivien (1841–1841)
- Calvo, Paul McDonald (1934–2024), US-amerikanischer Politiker
- Calvo, Randolph Roque (* 1951), US-amerikanischer Geistlicher, emeritierter römisch-katholischer Bischof von Reno
- Calvo, Sabrina (* 1974), französische Schriftstellerin, Comic-Szenaristin, Spieleautorin und Zeichnerin
- Calvo, Tania (* 1992), spanische Radrennfahrerin
- Calvo, Unai (* 2001), spanischer Eishockeyspieler
- Calvo-Sotelo, Leopoldo (1926–2008), spanischer Politiker und Ministerpräsident, MdEPLeopoldo Calvo-Sotelo (1926–2008)

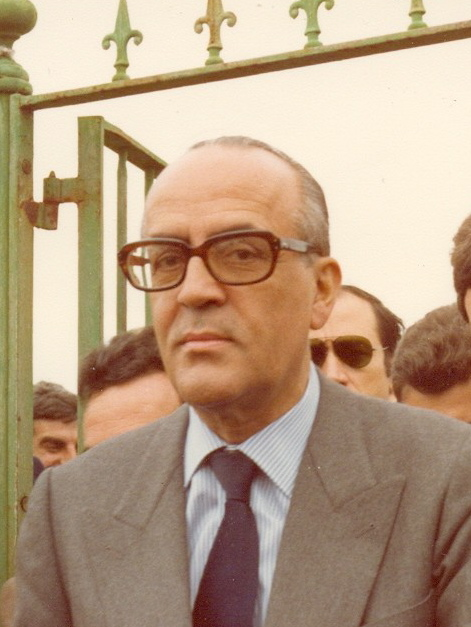
Leopoldo Calvo-Sotelo (1926–2008)

- Calvocoressi, Ion (1919–2007), britischer Offizier und Börsenmakler
- Calvocoressi, Michel Dimitri (1877–1944), britischer Musikkritiker
- Calvocoressi, Peter (1912–2010), britischer Schriftsteller und ehemaliger Mitarbeiter von Bletchley Park
- Calvör, Caspar (1650–1725), deutscher Theologe
- Calvör, Henning († 1766), deutscher Bergbauingenieur und Theologe
- Calvosa, Vincenzo (* 1964), italienischer römisch-katholischer Geistlicher und Bischof von Vallo della Lucania
- Calvus, Gaius Licinius Macer (82 v. Chr.–47 v. Chr.), Redner und Dichter in der Römischen Republik

### Calw
- Calw, Bruno von († 1109), Bischof von Metz
- Calw, Sebastian (1600–1673), Bürgermeister von Heilbronn
- Calwell, Arthur (1896–1973), australischer Politiker
- Calwer, Carl Gustav (1821–1874), deutscher Forstmann, Entomologe, Ornithologe und Pomologe
- Calwer, Jörg (1548–1618), württembergischer Richter, Spitalpfleger und Bürgermeister von Tübingen
- Calwer, Richard (1868–1927), deutscher Nationalökonom, Statistiker und Politiker (SPD), MdR

### Caly
- Calypso Rose (* 1940), trinidadische Calypso-MusikerinCalypso Rose (* 1940)

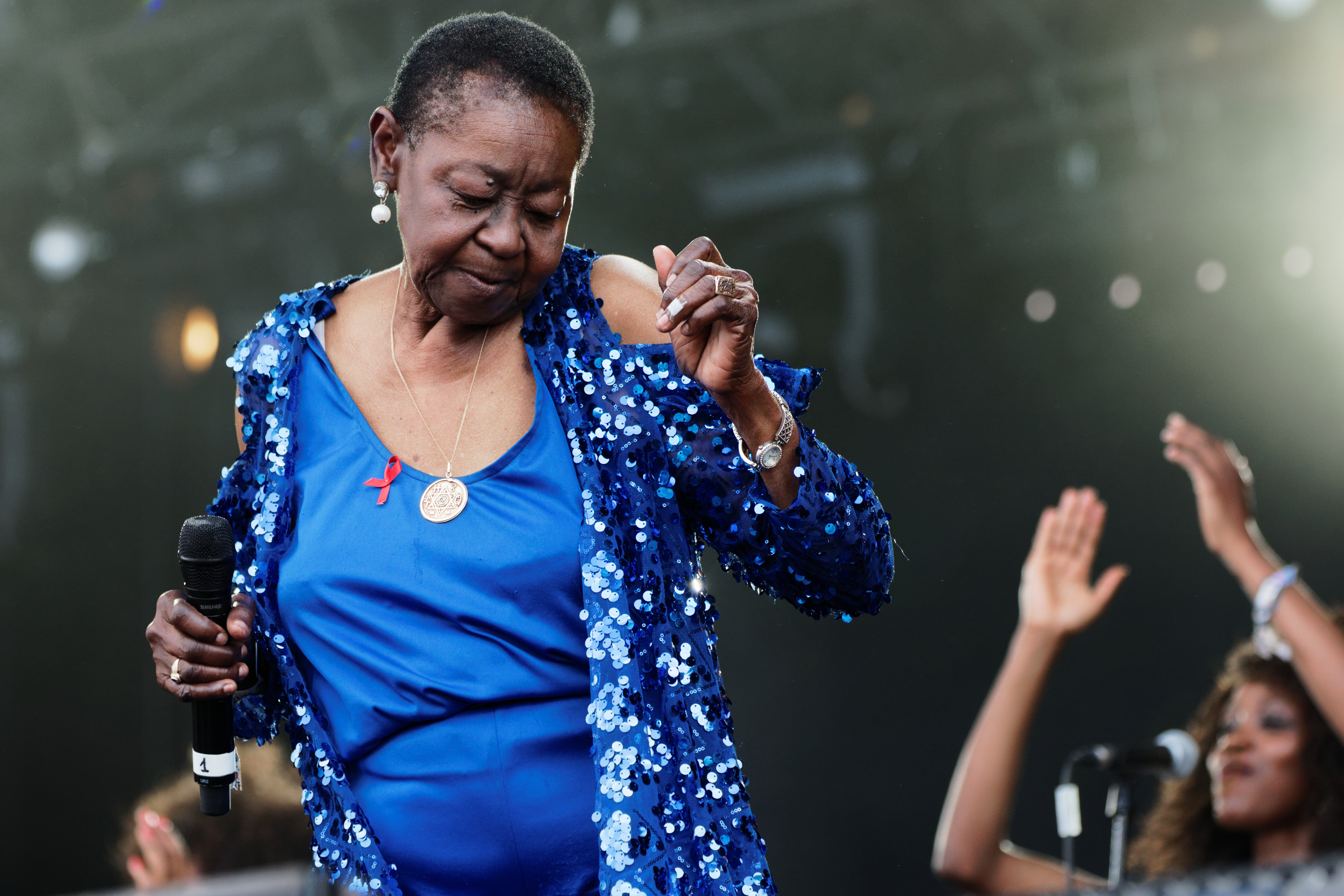
Calypso Rose (* 1940)

- Calypso, Juno (* 1989), britische Fotografin

### Calz
- Calza, Guido (1888–1946), italienischer Klassischer Archäologe
- Calzabigi, Giovanni Antonio, italienischer Lottobetreiber
- Calzabigi, Ranieri de’ (1714–1795), italienischer Dichter und Librettist
- Calzada Guerrero, Gonzalo Alonso (* 1964), mexikanischer Geistlicher, römisch-katholischer Bischof von Tehuacán
- Calzada Urquiza, Antonio (1930–2019), mexikanischer Botschafter und Gouverneur des Bundesstaates Querétaro
- Calzada, Chiquito de la (1932–2017), spanischer Humorist, Sänger und Schauspieler
- Calzada, Gabriel (* 1972), spanischer Ökonom
- Calzada, Maximiliano (* 1990), uruguayischer Fußballspieler
- Calzadilla, Guillermo (* 1971), bildender Künstler in Puerto Rico
- Calzadilla, Juan (1930–2025), venezolanischer Autor und Künstler
- Calzaferri, Toni (1947–1999), Schweizer Plastiker, Objektkünstler und Zeichner
- Calzaghe, Enzo (1949–2018), britischer Boxtrainer italienischer Abstammung
- Calzaghe, Joe (* 1972), britischer BoxerJoe Calzaghe (* 1972)

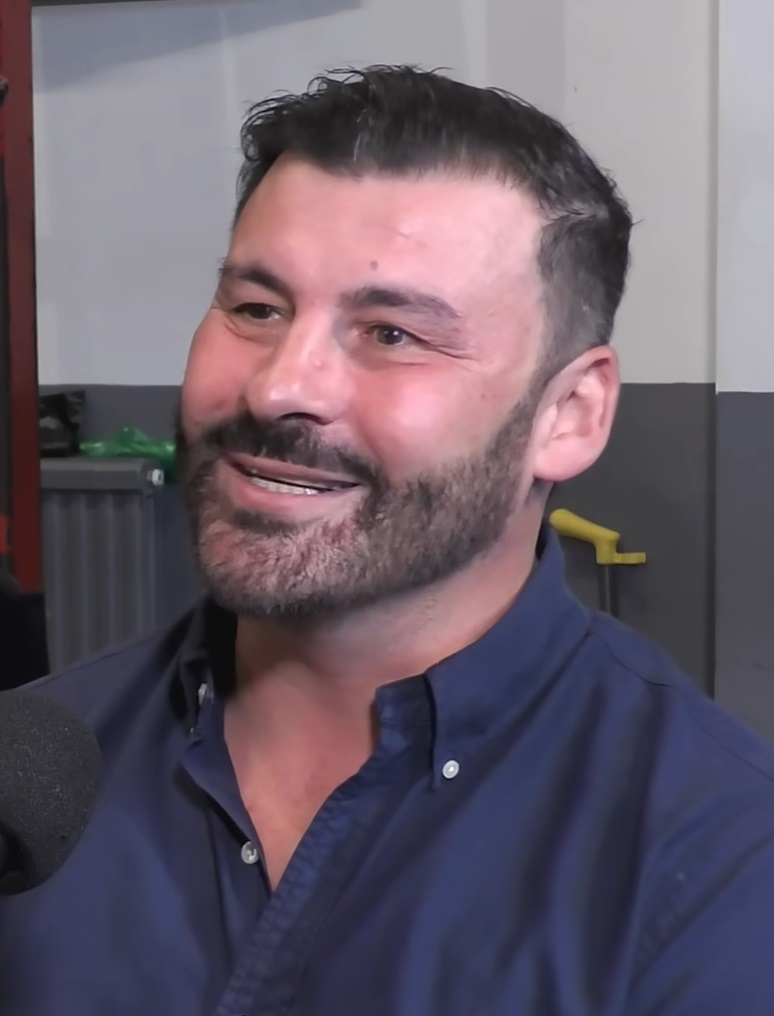
Joe Calzaghe (* 1972)

- Calzati, Sylvain (* 1979), französischer Radsportler
- Calzavara, Artenio (1928–1997), italienischer Boxer
- Calzavara, Fabio (1950–2019), italienischer Unternehmer und Politiker, Mitglied der Camera
- Calzavara, Flavio (1900–1981), italienischer Filmregisseur und Drehbuchautor
- Calzecchi-Onesti, Temistocle (1853–1922), italienischer Physiker
- Calzetta Ruiz, Mónica (* 1972), spanische Schachspielerin
- Calzini, Brian (* 1985), US-amerikanischer Musiker
- Calzolari, Alfonso (1887–1983), italienischer Radrennfahrer
- Calzolari, Francesco (1522–1609), italienischer Apotheker und Botaniker
- Calzolari, Pier Paolo (* 1943), italienischer Konzeptkünstler und Maler
- Calzolari, Pier Ugo (1938–2012), italienischer Elektroingenieur, Rektor der Universität Bologna
- Calzona, Francesco (* 1968), italienischer Fußballspieler und -trainer
- Calzoni, Umberto (1881–1959), italienischer Archäologe und Museumsdirektor